# Tezaurul de la Pietroasa
Tezaurul de la Pietroasa este un tezaur arheologic format din mai multe obiecte din aur, descoperit în anul 1837, în Postul Paștelui, pe Dealurile Istriței, după cum se arată în unele declarații ale celor care l-au găsit, țăranii pietrari Ion Lemnaru și socrul său Stan Avram, în localitatea Pietroasele, Buzău, undeva pe Valea Urgoaia, actuala Vale Pietroasele, sub platoul denumit pe atunci Via Ardelenilor, sub un piemont de viță de vie, la circa un kilometru de situl castrului roman aflat în centrul satului Pietroasa. Din detaliile pe care le-au dat găsitorii și cei care au fost implicați în ascunderea obiectelor, a reieșit că tezaurul a fost compus din 16 până la 26 de piese, cel mai probabil 25. Autoritățile acelor timpuri au reușit să recupereze 12 obiecte, cele care sunt și astăzi expuse la Muzeul Național de Istorie a României: colanul elipsoidal, colanul cu inscripție runică, colanul simplu, patru fibule, patera cu figuri mitologice, două vase poligonale, un vas oenochoe și un taler, în greutate totală de 18,7975 de kilograme de aur și multe pietre prețioase ca granate, almandine, turmaline, smaralde, cristale de stâncă, safire și sticlă colorată. Tezaurul a fost supus încă de la descoperire la ample acțiuni de distrugere, mutilare și compactare a pieselor componente, multe fiind distruse și tăiate cu toporul de către Anastase arnăutul, fapt care a dus la dislocarea pietrelor prețioase, foarte multe fiind astăzi pierdute. 
Atribuirea tezaurului și datarea lui s-a făcut prin analiza obiectelor componente, a detaliilor tehnice și stilistice prezente în modul lor de confecționare, precum și din studierea unor izvoare documentare. Punctul de plecare a fost colanul inscripționat cu caractere runice. Runele de pe colan au sugerat de la început atribuirea comorii unui neam de sorginte germanică. Acest colan este cea mai însemnată piesă a comorii, fiindcă este singura care are o inscripție. Din păcate, literele nu sunt evidente și nu se pot descifra ușor. Profesorul german Rudolf Neumeister, a pus tezaurul în conexiune cu momentele importante care s-au derulat în secolul al IV-lea în istoria universală. El a fost cel care a enunțat pentru prima oară teza atribuirii comorii lui Athanaric, conducătorul vizigoților, care a trecut prin teritoriile care compun astăzi România. Ipoteza a fost preluată de Alexandru Odobescu, cel care a făcut o pasiune din cercetarea tezaurului, fapt pentru care a publicat monografia Le Trésor de Pétrossa apărută în perioada 1889 - 1900. O mulțime de cercetători și specialiști europeni au adus fel și fel de ipoteze privitoare la originea comorii, la traducerea textului runic și la încadrarea stilistică a obiectelor componente. Dacă raportarea la izvoarele documentare și la argumentele de ordin arheologic indică o datare în secolul al IV-lea e.n., analiza stilistică a celor 12 piese care au ajuns în contemporaneitate, spune că stilurile individuale de confecționare ale fiecărui obiect sunt dintre cele mai diverse. Astfel, cele trei colane au analogii ale unor obiecte descoperite încă din epoca bronzului, patera își trage obârșia din caracterele stilistice greco-romane, cele patru fibulele în secolul al IV-lea, talerul are motive specifice din epoca bronzului și chiar din epoca neolitică, toartele late ale vaselor poligonale apărând în secolul I e.n. și forma vasului oenochoe este cunoscută din toreutica romană. Caracterul stilistic care îndreptățește atribuirea comorii popoarelor germanice este capul de pasăre al fibulelor, el este indiciul care ar susține datarea fibulelor pentru secolul al IV-lea, precum și originea lor. Toate fibulele prezintă, pe lângă capul de pasăre sub formă naturalistă, ca și decorul policrom, o fază intermediară dintre modelele scito-sarmate și cele stilizate din ce în ce mai mult din secolul al V-lea și următoarele. Capul de pasăre este considerat a fi un element caracteristic al popoarelor germanice, deoarece aceste triburi au adoptat cu predilecție acest element de la motivele decorative zoomorfe central-asiatice și iraniene. Datarea cu un an exact al confecționării fiecărui obiect nu este posibilă, cum nu este posibilă nici identificarea unor ateliere de făurire a lor, considerându-se că arealul posibil ar fi cel dintre nordul Pontului Euxin și lumea mediteraneană. Pentru a fixa totuși o dată, s-a datat tezaurul în anul 381 în care Athanaric a ajuns la Constantinopol, de altfel, anul în care a și murit.
Tentativele care s-au făcut pentru datarea tezaurului cu un sfert de secol mai târziu de anul 376, precum și ipoteza atribuirii lui populației ostrogote care a rămas sub autoritatea hunilor, nu au reușit să aibă succes în fața argumentelor vizigote. Acest lucru s-a întâmplat și din cauză că nu s-a putut demonstra documentar sau arheologic că ostrogoții ar fi populat aceste regiuni și nu există niciun temei pentru care ostrogoții să fie preferați vizigoților, ca stăpâni ai Tezaurului de la Pietroasa. Pentru explicarea de natură istorică a tezaurului, nu se poate părăsi cadrul secolului al IV-lea. De aceea, doar despre vizigoți se știe că au trecut prin părțile Buzăului pentru a putea ascunde un asemenea tezaur sacru.
De-a lungul timpului, tezaurul a trecut și prin evenimente care i-au cauzat noi deteriorări. Așa a fost jaful din 1875 de la Muzeul de Antichități din București aflat în Palatul Universității, unde protagonistul principal a fost Dumitru Pantazescu-Popescu din Titu. Obiectele au fost din nou mutilate, cel mai deteriorat fiind colanul cu inscripție din care s-a pierdut jumătate și textul runic a fost tăiat, jumătate rămânând pe un fragment și restul pe celălalt. Deteriorări s-au produs și la incendiul din anul 1884 ce a avut loc tot la Muzeul de Antichități din Palatul Universității din București. După incendiu, regele Carol I al României a luat decizia restaurării integrale a tezaurului la Berlin. Maestrul bijutier a fost Paul Telge. Acesta a făcut atunci, a doua copie a tezaurului în tehnica galvanoplastiei. Obiectele restaurate și copiile lor au rămas în aceeași stare până astăzi. Pentru a întări structurile de aur deteriorate, Telge a făcut adaosuri de argint și bronz, fapt pentru care tezaurul are astăzi o greutate de 19.755,33 de grame.
Tezaurul de la Pietroasa, numit de români și Cloșca cu pui de aur, a intrat în circuitul muzeal încă din data de 28 martie 1842, zi din care a făcut parte integrantă din exponatele Colegiului Sfântul Sava din București, cele care au stat la baza fondării Muzeului de Antichități Național care era subordonat Eforiei Școalelor din București. Tezaurul a avut câteva participări de mare prestigiu la Expoziția universală de la Paris din anul 1867, Expoziția de la Muzeul South-Kensington din anul 1868, Expoziția universală de la Viena din anul 1873 și Expoziția universală de la Paris din anul 1900.
În condițiile iminentei ocupări a Bucureștiului de către trupele Puterilor Centrale, Guvernul României a hotărât ca Tezaurul României să fie transportat pentru păstrare sigură la Moscova, în timpul Marelui Război. Întreg Tezaurul de la Pietroasa a fost trimis în decembrie 1916 la Moscova pentru păstrare, el făcând parte din Tezaurul României. Tezaurul de la Pietroasa a fost restituit integral în anul 1956, an în care s-a organizat la București la Muzeul de Artă al Republicii o mare expoziție de prezentare, deschisă de Ziua Republicii - 23 august 1956.

## Situația geografică a amplasării sitului arheologic
Satul Pietroasa se află la 20 km vest de orașul Buzău, la 18 km est de orașul Mizil, fiind amplasat la poalele Dealului Istrița. Șoseaua națională Ploiești - Buzău și calea ferată trec prin sudul satului la o distanță de circa trei kilometri. Cea mai apropiată gară CFR este gara Ulmeni. Exact în această regiune a satului Pietroasa, munții Carpații Orientali orientați din nord spre sud, fac o cotitură spre vest și câmpia se desfășoară până sub Dealul, numit adesea munte, Istrița, al cărui cel mai înalt vârf atinge altitudinea de 750 m. Versanții dealului coboară în pante line spre șes până în apropierea satului.
De sub deal, izvorăște micul pârâu Urgoaia, numit și Pietroasa, care curge printr-o vale strâmtă și în final, străbate satul. Pe malurile acestui pârâu se găsesc depozite importante de piatră calcaroasă ușor accesibile exploatării.
În jurul anului 1850, partea de sat aflată în estul pârâului Urgoaia se numea Pietroasa de Jos, iar cea vestică Pietroasa de Sus. Ambele sate făceau parte din județul Săcuieni și ulterior din județul Buzău. Astăzi cele două sate sunt unite într-o singură localitate Pietroasele, parte componentă a Comunei Pietroasele. Comuna a mai făcut parte în secolul al XX-lea din Raionul Mizil, Regiunea Ploiești. În articolul acesta, numele localității va fi Pietroasa, deoarece este cel mai folosit nume în referirile din literatura de specialitate din România și din străinătate legate de subiectul tezaurului descoperit aici.
În localitatea Pietroasa mai există un sit arheologic, cel al unui castru roman denumit în literatura de specialitate Castrul roman de la Pietroasele. Tezaurul de la Pietroasa a fost găsit la circa un kilometru depărtare de castru, deci de localitate. Castrul are o formă dreptunghiulară, cu o orientare est - vest, lat de 124 m și lung de 158 m. Resturile castrului sunt vizibile, ele fiind formate din ziduri de piatră zidită cu mortar. Zidurile au o grosime de doi metri și se regăsesc în mijlocul comunei pe sub casele locuitorilor sau prin curțile și ogrăzile acestora. Clădirea fostului Sfat Popular al comunei din perioada comunistă, a fost construită înainte de Primul Război Mondial, fundația ei fiind formată din părți de zid din colțul de sud-vest al castrului roman. Nivelul antic este la circa 1,5 m sub nivelul solului existent astăzi.
Castrul roman de la Pietroasele a fost cercetat în anul 1866 de către Alexandru Odobescu printr-o procedură destul de sumară, de sondare în câteva puncte a perimetrului format de zidul original. Odobescu a realizat și un plan al castrului, publicat în volumul al treilea al monografiei sale, Le Trésor de Pétrossa. Cum acesta a fost ultimul volum al lucrării, el fiind neterminat, cu toate că rezultatele expertizei pe care a făcut-o la fața locului sunt inedite, ele au fost expuse foarte sumar. Din informațiile pe care le-a lăsat, reiese că din săpături au ieșit la iveală oase de animale domestice, cenușă, cărămizi, pietre de construcție, ceramică grosolană, arme și zăbale din fier, cioburi de vase din sticlă, o sulă de os, doi piepteni mici din os, mai multe râșnițe din piatră și o monedă din bronz imperială. Moneda era foarte deteriorată și avea un aspect dintr-o „... epocă post-constantiniană.”

## Considerații istorice în datarea tezaurului
Ținând cont de considerentele de natură stilistică ale obiectelor care compun Tezaurul de la Pietroasa, referirile pe care istoricii le-au făcut cu privire la proveniența comorii, sunt cu deosebire fixate la secolul al IV-lea e.n. Încadrarea în acest secol provine din caracterul germanic evident al tezaurului. De aceea, specialiștii s-au văzut obligați în a face ipoteze legate de frământările populațiilor de sorginte gotică care au fost cuprinse de panică în momentul în care invazia hunilor a cuprins curbura Carpaților de pe teritoriul actual al României, în ultimul sfert de secol al IV-lea.

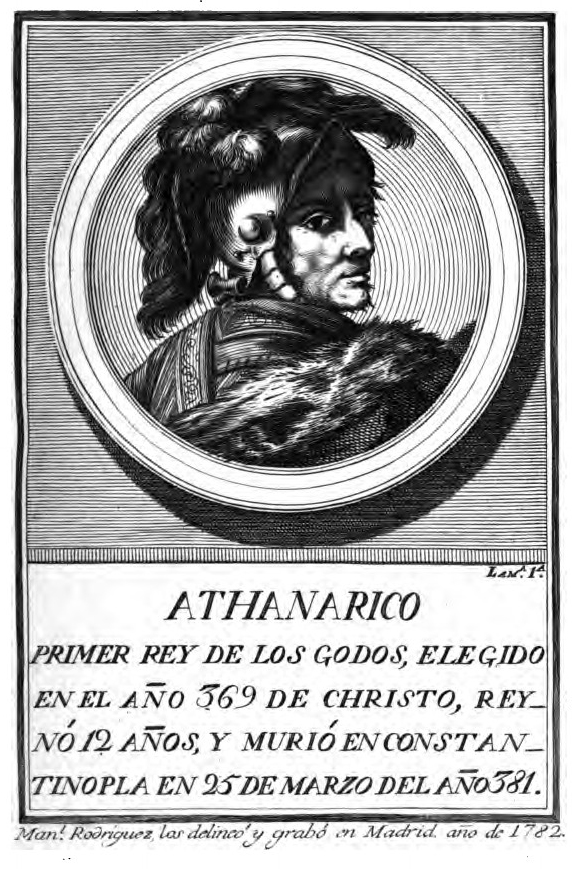
Athanaric

Contemporan cu evenimentele din acel secol, a fost istoricul Ammianus Marcellinus care era direct informat de mersul campaniilor militare chiar de la conducătorii goți care participau la ele. Din scrierile lui Marcellinus, se cunoaște astăzi acel moment dramatic din istoria migrațiilor care a lăsat urme atât de adânci în istoria universală. Astfel, goții au fost învinși și pacificați în secolul al IV-lea de către împăratul Constantin și ca urmare, aceștia au ajuns la o stare de echilibru stabil cu romanii cu care aveau relații strânse. Goții s-au divizat în două forțe politice diferite, fiecare având teritorii delimitate de cursul fluviului Nistru, numit în limba latină Donastius. Partea dinspre răsărit până la fluviul Don, de-a lungul vastelor stepe sarmatice, era stăpânită de ostrogoți sau greutungi, iar partea vestică, de apus, cu preponderență în zonele împădurite și colinare ale Moldovei de astăzi, stăpânind populația indigenă a neamului dacic al carpilor, a fost ocupată de vizigoți sau tervingi. Șeful suprem al vizigoților era regele Athanaric (Athanarichus) care se bucura de un mare prestigiu.

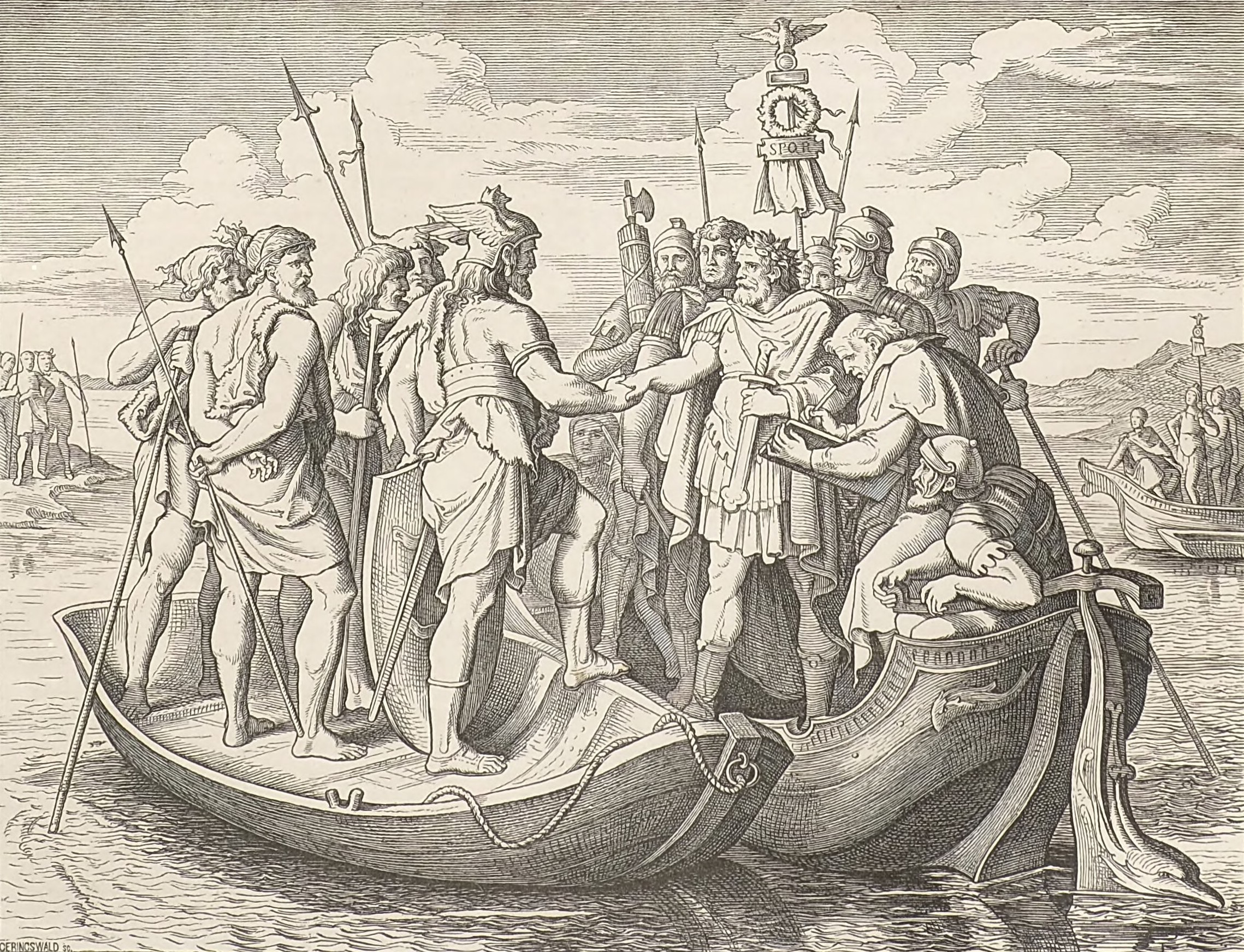
Athanaric și Valens pe Dunăre sau Pacea încheiată de Athanaric și împăratul Valens - după un desen de Eduard Bendemann

Echilibrul format în teritoriile stăpânite de vizigoți și ostrogoți, a fost distrus de invazia hunilor mongoli ce veneau din stepele foarte îndepărtate ale Asiei Centrale. În mersul lor, aceștia au supus toate populațiile din Asia Vestică până la fluviul Don. Mai apoi, au trecut Donul, i-au învins pe ostrogoți, și în anul 376 ajunseseră la Nistru. Vizigoții lui Athanaric nu au reușit să-i oprească la acest hotar și ca urmare, vizigoții și-au consolidat poziția în Podișul central al Moldovei. Și-au organizat defensiva de-a lungul obstacolelor naturale de relief spre sud, formând o fortificație lungă ce a fost identificată de cercetători cu Valul din Moldova de Jos, situat între Ploscuțeni pe Siret și Stoicani pe Prut. Demersul defensiv inițiat de vizigoți nu a avut succes, deoarece ei au fost surprinși în timpul lucrărilor de consolidare a fortificației de apariția neașteptată a hunilor. Intrați în dezorganizare, vizigoții au părăsit Podișul Moldovei și au căutat o scăpare către Dunăre, în sud. Ajungând la fluviu, ei s-au despărțit trecând Dunărea, o parte au luat-o spre Dobrogea și cealaltă spre Tracia. După doi ani, vizigoții din Tracia, conduși de Fritigern, au câștigat bătălia de la Adrianopol aducând dezastru în armata romană, dar și moartea împăratului Valens. În cele din urmă, aceștia s-au așezat ca federați în interiorul provinciilor romane.
Pe de altă parte, Athanaric cu vizigoții săi, nu au vrut să părăsească Dacia și s-au îndreptat spre Munții Carpați în așa numitul de către Marcellinus, ținut Caucaland. Ținutul, a spus Marcellinus, era inaccesibil, fiind protejat de munți foarte înalți cu păduri seculare (ad Caucalandesem locum, altitudine silvarum inaccessum et montium). Aici s-a așezat Athanaric după ce i-a bătut pe sarmații care erau deja acolo, punându-i pe fugă. Ținând cont de informațiile lăsate de istoricul roman, s-a apreciat de către cercetători, că ținutul se afla undeva în cotul Carpaților orientali, respectiv între regiunea Buzăului și Vrancea. Locul se afla la o distanță acceptabilă față de unde veneau vizigoții lui Athanaric din Dobrogea, prin cotul Dunării de la Galați, numit Cotul Pisicii, și față de Siretul inferior.
Ținutul unde se afla satul Pietroasa, pe Dealul (muntele) Istrița, era convenabil ca loc de refugiu pentru regele vizigot. Această opinie asumată de la Rudolf Neumeister, preluată de Alexandru Odobescu și ajungând după un secol de la enunțare până la Ecaterina Dunăreanu-Vulpe, nu s-a schimbat, specialiștii considerând-o foarte plauzibilă. Se pare că Athanaric nu ar fi rămas prea mult în acest refugiu. Având forțele reduse din cauza plecării triburilor vizigote ce s-au așezat în provinciile romane și aflându-se sub presiunea hunilor, regele Athanaric a acceptat invitația împăratului Theodosius de a se așeza pe teritoriul Imperiului roman de Răsărit, ca apărător al granițelor. Vizigotul a avut parte de primiri triumfale și mari onoruri la sosirea sa din anul 381 la Constantinopol. El a decedat însă în scurt timp de la sosire.

### Athanaric și tezaurul de la Pietroasa

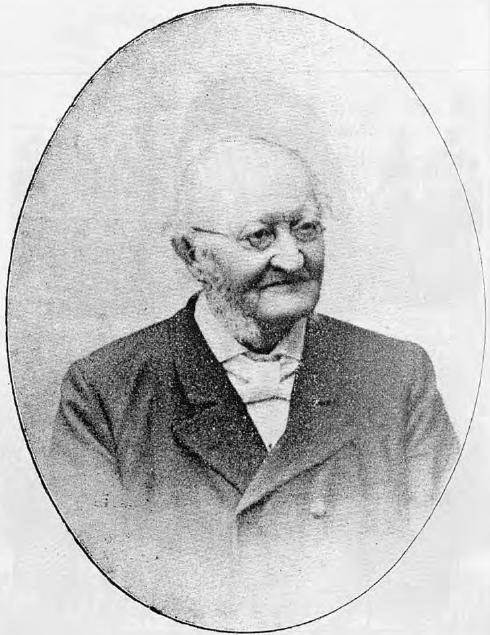
Rudolf Neumeister

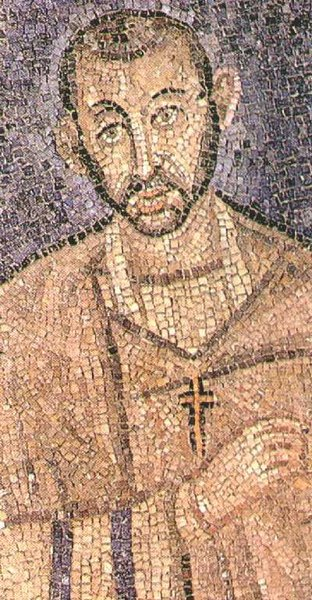
Ambrosiu de Milan

În opinia cercetătorilor, pornind de la Rudolf Neumeister, Alexandru Odobescu și până în contemporaneitate, tezaurul a fost atribuit regelui vizigot Athanaric. Ambrosiu de Milan l-a numit pe vizigot, iudex regum (judecătorul regilor), adică o căpetenie a tuturor căpeteniilor triburilor vizigote. Părerile istoricilor converg la ideea că Athanaric își purta tezaurul peste tot pe unde mergea. Ca urmare a divizării triburilor sale din cauza invaziei hunilor, regele, așezându-se în ținutul Caucaland, avea tezaurul la el. Fiind forțat să fugă peste Dunăre la Teodosiu I, ar fi decis să ascundă odoarele sacre pentru a nu fi capturate de huni sau romani. El a sperat că se va întoarce în ținuturile unde vizigoții au trăit circa o sută de ani și a ascuns tezaurul la poalele Dealului Istrița. Nemaiîntorcându-se, obiectele au fost descoperite de abia peste cincisprezece secole de niște pietrari.
Întrebarea pe care istoricii și-au pus-o, a fost de ce Athanaric nu a ascuns comoara într-un loc mai dosnic, în adâncul pădurilor sau în vârful munților, unde cu siguranță era mai protejată decât la Pietroasa? Răspunsul este unul logic. Fiind stăpân peste depresiunile subcarpatice și peste munți, vizigotul nu a vrut să-și părăsească pozițiile strategice pe care le avea, inclusiv Caucaland. Majoritatea lor se aflau amplasate la marginea dinspre câmpie și ca atare, dominau principalele căi de comunicații și principalele regiuni agricole, cele mai productive. De aceea s-a așezat la Pietroasa, pentru că era pregătit oricând s-o apere. Importanța Pietroasei nu este una de neglijat, dovada vie fiind faptul că romanii și-au făcut un castru aici.
Istoricii și-au pus întrebarea dacă vizigoții, ca și predecesorii lor, sarmații, nu au folosit ruinele castrului roman ca așezare principală a ținutului Caucaland. Dacă a fost așa, faptul că tezaurul a fost îngropat pe o pantă a Dealului Istrița, la doar un kilometru depărtare de castru, ar părea o normalitate. Această situație avea și avantajul că era la îndemână pentru orice caz de forță majoră. Toată acestă expunere de idei, a fost făcută doar cu titlu de ipoteze pe care Ecaterina Dunăreanu-Vulpe le-a lansat pentru cercetările ulterioare ce erau de presupus că se vor face prin excavarea sitului castrului roman. Din afirmațiile acesteia, aceste scenarii au la bază demonstrațiile pe care le-a făcut Alexandru Odobescu și care au fost unanim acceptate. Tot ea a susținut că ținutul Caucaland se identifică cu complexul castrului roman de la Pietroasele.

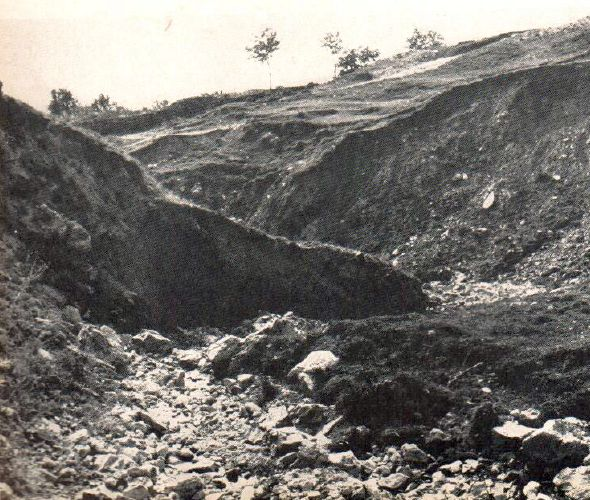
Aspect al Văii Pietroasa
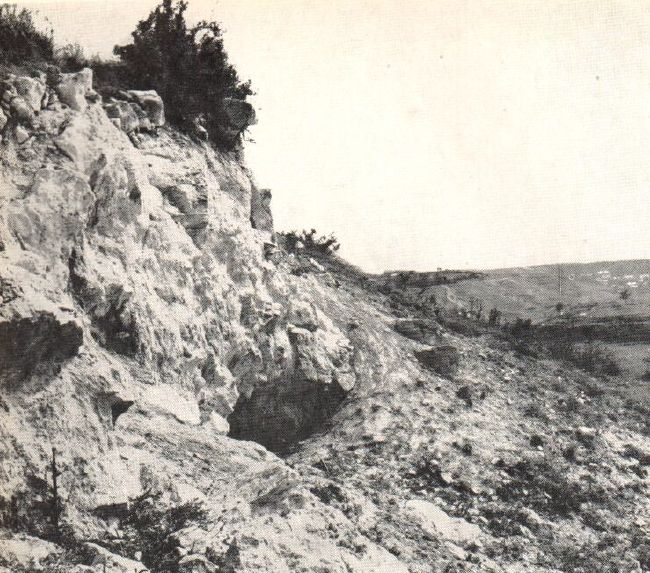
Coasta calcaroasă de sub locul denumit odinioară Via Ardelenilor
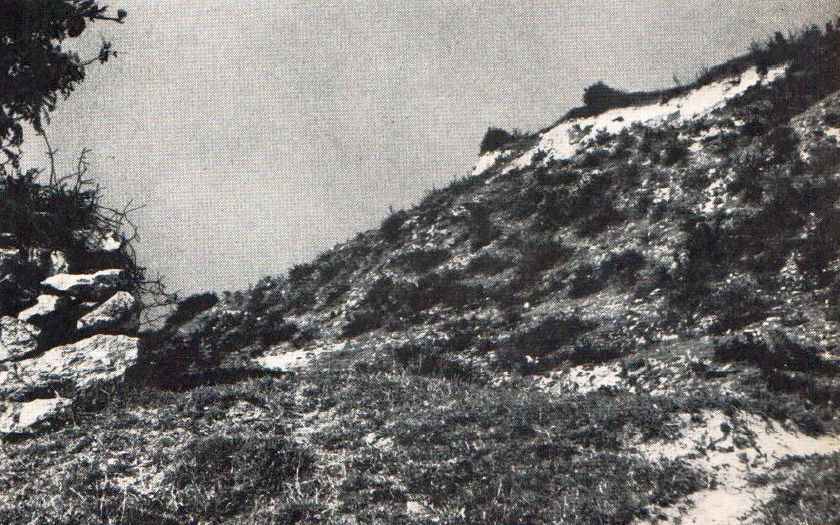
Locul unde se presupune că ar fi fost descoperit tezaurul
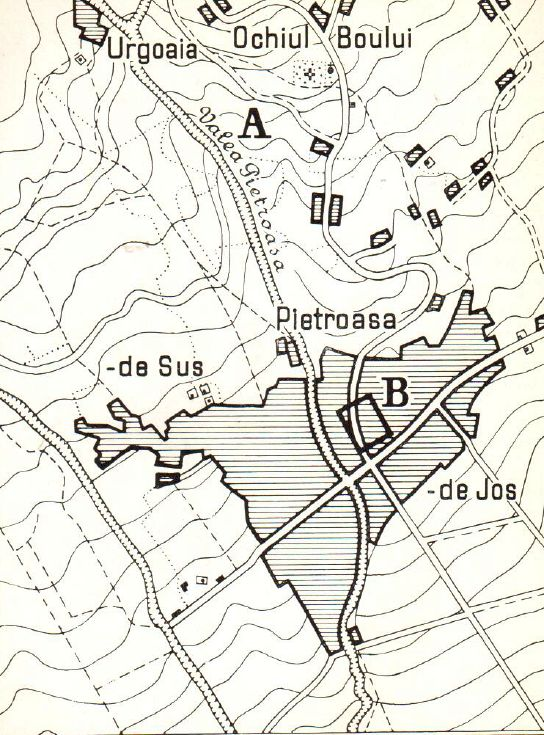
Harta zonei Pietroasa A) Locul descoperirii B) Castrul roman de la Pietroasa

Ecaterina Dunăreanu-Vulpe a susținut că toate tentativele care s-au făcut în datarea tezaurului cu un sfert de secol mai târziu de anul 376, precum și ipoteza atribuirii lui populației ostrogote care a rămas sub autoritatea hunilor, nu au reușit să aibă succes în fața argumentelor vizigote. Acest lucru s-a întâmplat și din cauză că nu s-a putut demonstra documentar sau arheologic că ostrogoții ar fi populat aceste regiuni și că ar exista vreun temei pentru care ostrogoții să fie preferați vizigoțiilor, ca stăpâni ai Tezaurului de la Pietroasa. În discursul cercetătoarei se mai menționează că, pentru explicarea de natură istorică a tezaurului, nu se poate părăsi cadrul secolului al IV-lea. De aceea, doar despre vizigoți se știe că au trecut prin părțile Buzăului pentru a putea ascunde un asemenea tezaur sacru.

### Nume, datare și origini

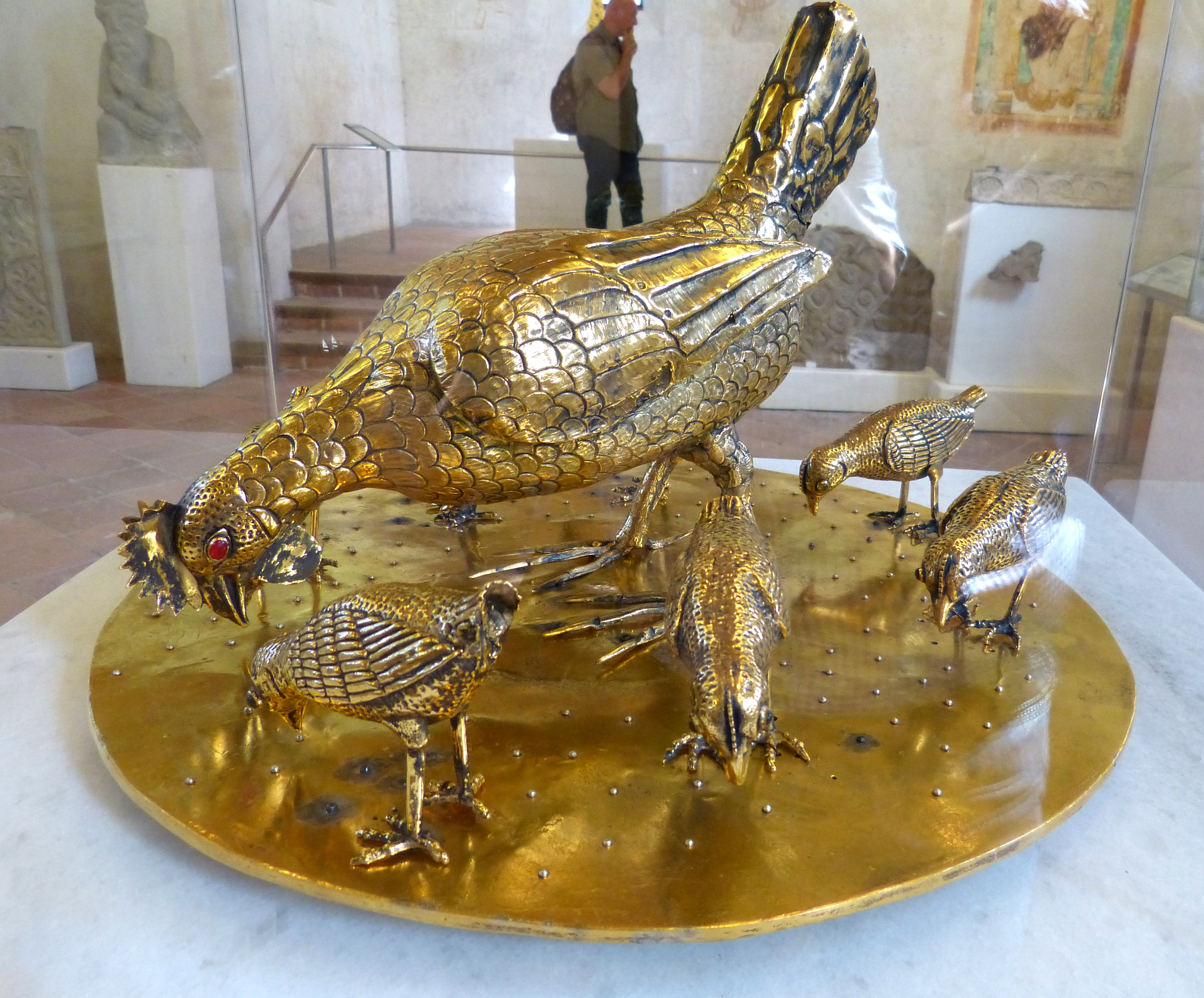
Cloșca cu puii de aur din tezaurul de la Monza

Tezaurul de la Pietroasa a fost numit de către români „Cloșca cu puii de aur”. Această comoară este cea mai faimoasă și mai valoroasă grămadă de artefacte antice care s-a găsit pe teritoriul României. Ea a avut un destin datorat pe de o parte, interesului pe care i l-a acordat lumea științifică și pe de altă parte, a altor evenimente prin care a trecut încă din anul 1837 când a fost descoperită și până în anul 1956 când a fost returnată autorităților române de către U.R.S.S.
Numele pe care i l-au dat românii a apărut în timpul procesului pe care autoritățile române l-au intentat descoperitorilor, celor care au cumpărat diferite obiecte din aur și a altor persoane care au avut legătură cu acest caz. „Cloșca cu puii de aur” vine de la cei „... care au adoptat expresia plastică, dar neexactă, dintr-una din declarații, în care fibula mare era asemănată cu o găină, iar fibulele mici cu puii ei. Fibulele au, într-adevăr, forme de păsări, dar nu de galinacee domestice”.
Obiectele care compun tezaurul se împart în două categorii: podoabe și vase. Imaginile care au trecut mileniile până în actualitate, ca și textele rămase din acele vremuri ale Antichității, spun că vesela era și pe atunci un accesoriu obligatoriu al meselor festive, din această categorie fiind aleasă și vesela ceremonială aflată în patrimoniul templelor. Prin folosirea lor la ceremonii religioase ca și la banchete, aceste obiecte căpătau valențe noi, deci și semnificații noi. Pe lângă o valoare decorativă, ele aveau și una simbolică, fiind percepute cel mai adesea ca însemne de statut social sau de declarare a identității, implicit apartenența la o etnie socială.

#### Origini — Analize și ipoteze ale trecutului
Atribuirea tezaurului și datarea lui s-a făcut prin analiza obiectelor componente, a detaliilor tehnice și stilistice prezente în modul lor de confecționare, precum și prin studierea unor izvoare documentare. Punctul de plecare a fost colanul inscripționat cu caractere runice. Runele de pe colan au sugerat de la început atribuirea comorii unui neam de sorginte germanică. Acest colan este cea mai însemnată piesă a comorii, fiindcă este singura care are o inscripție. Din păcate, literele nu sunt evidente și nu se pot descifra ușor. La început s-a propus a se citi cuvintele grecești χαίρε χαί πίγε — fii vesel și bea, iar mai apoi s-a constatat că inscripția are caractere runice (vechi germane) și Alexandru Odobescu a propus a se citi astfel: Guthani ocwi hailag, ceea ce s-ar traduce prin - Lui Odin -- Sciția (sau patria) consacrată. Fiind cel mai studiat obiect al tezaurului datorită inscripției sale, interpretarea cea mai apropiată de adevăr a textului „Gutan(e) Iowi hailag” este „lui Jupiter al goților consacrat”. Prin folosirea cuvântului „hailag” (sfânt) s-a dat colanului dimensiunea sacră care se poate răsfrânge asupra întregului tezaur. Se știe că s-au mai descoperit și alte colane similare acestuia, fapt care certifică valoarea colanului ca însemn al statutului social, care se suprapune în același timp pe însemnul distinctiv, de insignă, care s-a uzitat în Imperiul Roman. Acest fapt se corelează, de altfel, și cu sistemul ierarhic al lumii barbare hunice sau germanice. Colanul inscripționat a fost cel mai afectat de furtul lui Pantazescu din anul 1875. Cea mai mare parte a colanului a fost topită și el a fost tăiat astfel încât inscripția este astăzi împărțită pe două fragmente.

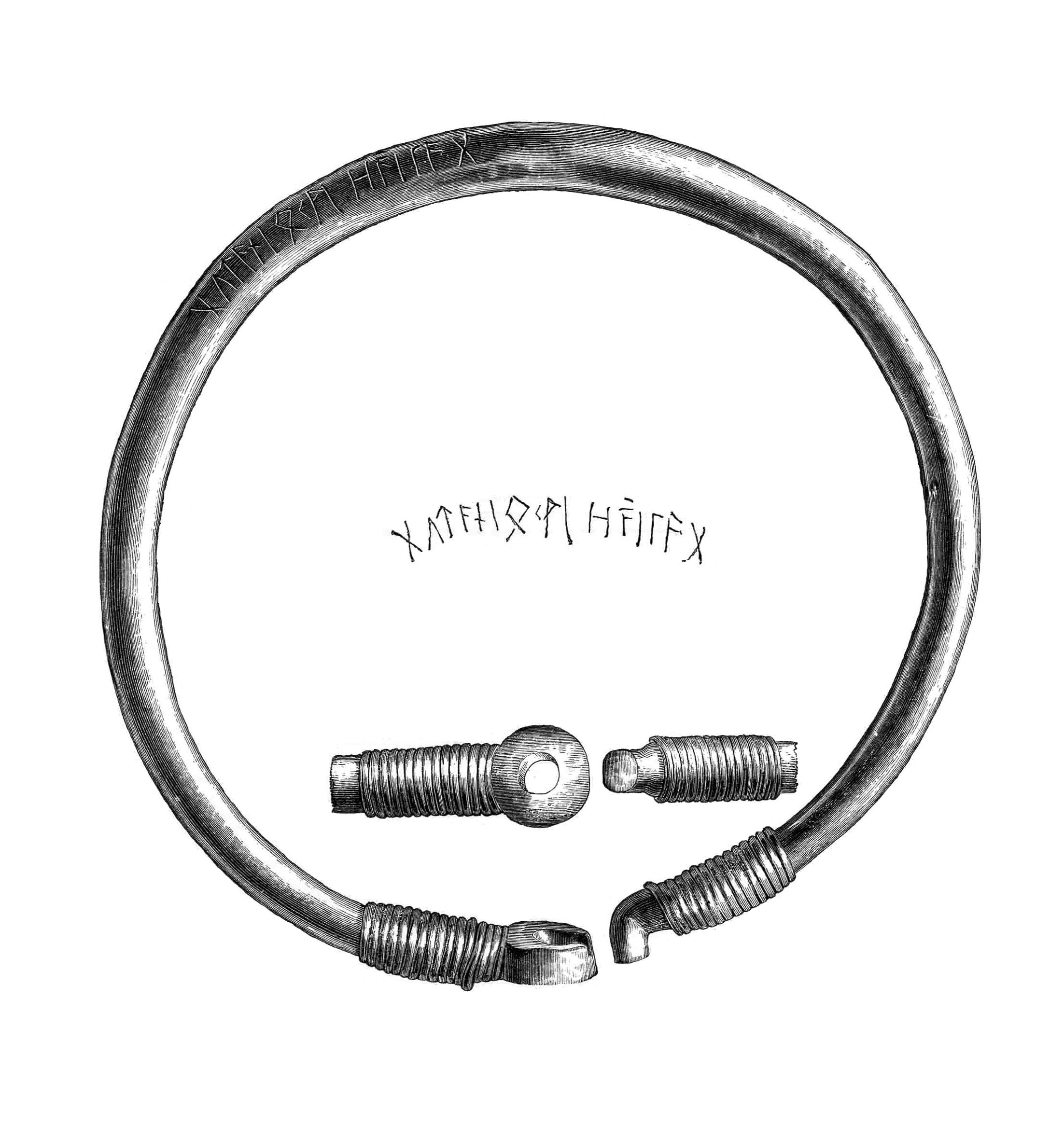
Colanul original cu inscripție runică.

Izvoarele documentare l-au identificat pe Athanaric ca „Judex potentissimus”, conducătorul vizigoților, ca protagonist al evenimentelor ce s-au petrecut din cauza migrației hunilor. Cercetătorii au propus un scenariu care ar explica prezența Tezaurului de la Pietroasa pe Dealul Istrița. Scenariul a avut ca fundament câteva mențiuni pe care le-a făcut Ammianus Marcellinus în cartea sa intitulată Istoria Romană. Astfel, comoara a fost ascunsă la Pietroasa ca urmare a refugierii vizigoților lui Athanaric în Imperiul Roman, cel mai târziu în anul în care Athanaric ar fi ajuns la Constantinopol, adică anul 381.
Cum din studierea obiectelor componente, argumentele de ordin arheologic nu converg către o datare unitară a tuturor pieselor, deoarece fiecare din acestea indică, de fapt, o datare mai târzie, se ajunge la părerea că tezaurul a fost depus la Pietroasa undeva la mijlocul secolului al V-lea, adică în perioada de migrație a ostrogoților. Luate separat, fiecare piesă are în opinia datatorilor o altă perioadă a confecționării ei. Ca urmare, vasul oenochoe a fost datat la sfârșitul secolului al IV-lea sau la începutul celui de al V-lea, patera undeva în jurul anului 360, colanele, fibulele, vasele poligonale, cel mai probabil în prima jumătate a secolului al V-lea. Aspectul obiectelor comorii, care sunt expuse astăzi la Muzeul Național de Istorie a României, este rezultatul mai multor restaurări ca urmare a unor distrugeri repetate la care a fost supus tezaurul.
Fibulele sunt o variantă mai sofisticată a acelor de siguranță sau a broșelor de astăzi. În Antichitate erau obiecte de podoabă folosite pentru prinderea veșmintelor, astfel având și o utilitate practică. Cum sunt cele din tezaur, adesea ele deveneau adevărate bijuterii. În Imperiul Roman Târziu, caracteristicilor artistice li se alăturau valori simbolice ca însemne imperiale sau de demnitate, făcând parte din costumația de ceremonie. Se pot vedea în acest sens portretele imperiale de pe monumentele sau monedele de la mijlocul secolului al IV-lea, unde hlamida imperială se prindea cu fibule rotunde de umărul drept. Acestea erau împodobite cu multe pandantive și pietre prețioase mari. Fibula mare, cea mică și cele mijlocii, părți componente ale Tezaurului de la Pietroasa, sunt cele mai somptuoase creații ale Antichității târzii. Concepția, realizarea și modul de purtare a lor, sugerează o contopire a modelelor și a valorilor lumii barbare cu cele ale Imperiului Roman Târziu. Dacă fibula mare și cea mică, par mai degrabă să aparțină unui port masculin, fiind folosite pentru prinderea mantiei pe umărul drept ca un accesoriu vestimentar și totodată ca însemn de rang, fibulele mijlocii sunt folosite ca pereche, una pe fiecare umăr, în accesoriile vestimentare ale costumului feminin gotic din perioada migrațiilor, acest ultim fapt fiind confirmat de descoperirile funerare.
Prin faptul că întregul tezaur prezintă o calitate superioară a meșteșugului cu care au fost realizate obiectele care-l formează, cercetătorii sunt sceptici că acesta ar fi fost confecționat de populația indigenă. În anul 1879 când se înregistra una dintre primele lucrări privitoare la tezaur, Isaac Taylor a speculat ideea că obiectele ar fi o parte din câștigurile pe care goții le-au obținut ca urmare a incursiunilor pe care le făceau în provinciile romane Moesia și Tracia (perioada 238 - 251). Există și o altă teză timpurie pe care a propus-o Alexandru Odobescu în anul 1889, teorie pe care a preluat-o și Constantin C. Giurescu în anul 1976. Aceasta l-a identificat pe Athanaric, regele vizigoților, ca proprietar de drept al tezaurului, fiind presupusă dobândirea lui în conflictul pe care Athanaric l-a avut în anul 369 cu împăratul roman Valens. Catalogul Goldhelm din anul 1994, a adus ipoteza că obiectele componente ale tezaurului ar fi putut fi și cadouri pe care unii conducători germanici le-ar fi primit de la liderii romani.

#### Origini — Analize și ipoteze recente

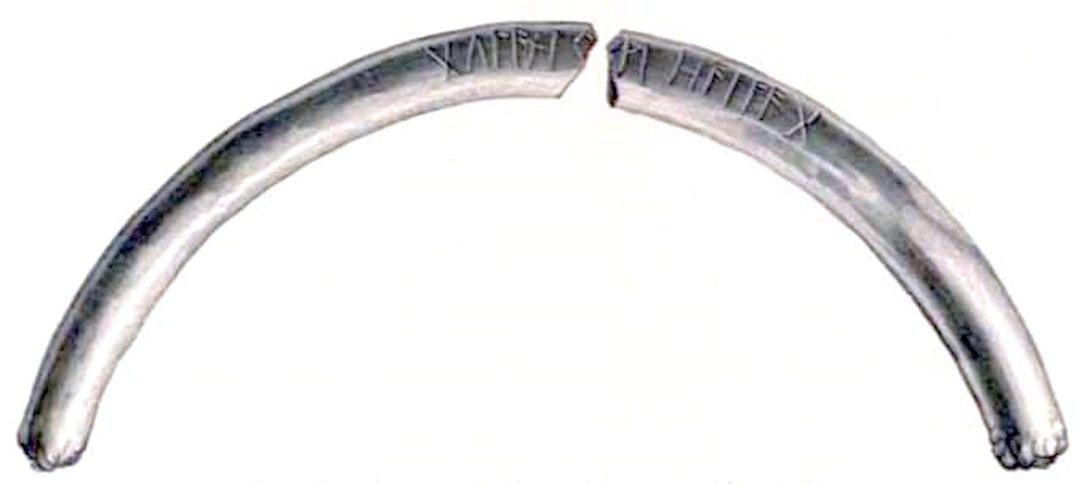
Colanul cu inscripție runică după furtul lui Pantazescu din anul 1875. Au rămas doar două fragmente tăiate pe inscripție.

După cum a rezultat din interogatoriile care au fost luate în anul 1838 celor care au descoperit tezaurul de la Pietroasa, a reieșit că aceștia au găsit un număr de 22 de obiecte, vase de aur, bijuterii și două inele cu inscripții. Când au fost descoperite, obiectele erau învelite într-o masă neagră de origine necunoscută, probabil un material organic ca pielea sau cârpa cu care au fost acoperite înainte de a fi îngropate. Din cele 22 de piese s-au recuperat doar 12 obiecte. Dintre toate, doar cinci au fost lucrate doar din aur: vasul oenochoe, platoul sau talerul cel mare, frânt în patru, patera sau sinia, cea cu decor în relief cu o statuetă ce ține un pahar în mâini, colanul cu inscripție cu rune gotice și colanul simplu. Celelalte șapte piese: patru fibule, două vase poligonale și un colan, au fost împodobite cu pietre prețioase. Se presupune că cele zece obiecte pierdute au fost patru colane din care două cu pietre prețioase, unul cu inscripție, o fibulă mică presupusă a fi pereche cu cea care s-a păstrat, o cană similară cu vasul oenochoe, o pateră simplă nedecorată și două brățări cu pietre prețioase.
Cele 12 obiecte care au putut fi recuperate, au fost furate în anul 1875 de Dumitru Pantazescu-Popescu din Muzeul de Antichități din București. Ca urmare, colanul cu inscripție a fost tăiat cel puțin în patru bucăți de către argintarul Costache Constantinescu din București, caracterele runice înscrise fiind deteriorate până la a fi indescifrabile. Din fericire, Societatea Arundel a făcut la Londra, cu ceva vreme înaintea furtului, fotografii detaliate ale colanului, astfel încât astăzi, caracterele au putut fi reconstituite cu un grad relativ de exactitate.
În jurul anului 2000 s-au făcut studii asupra aurului în sine din care au fost realizate obiectele tezaurului. Rezultatele expertizelor au indicat cel puțin trei origini geografice diferite: Munții Urali din Sud, Nubia (Sudan) și Persia. Originea dacică a minereului a fost exclusă. Cu toate că V. Cojocaru a respins ipoteza că unele obiecte s-ar fi confecționat prin topirea monedelor imperiale romane, B. Constantinescu (2003) a ajuns la o concluzie diametral opusă.
S-au făcut și comparații între tehnicile de topire și forjare, compoziția minereului folosit și analiza tipologică anterioară. Rezultatul a indus ideea că aurul care s-a folosit pentru realizarea colanului cu inscripție runică, poate fi clasificat ca fiind de origine celto-germanică, deoarece nu este la fel de pur ca cel greco-roman și nici așa de aliat ca cel care compun obiectele policrome germanice.
Toate aceste rezultate susțin opinia că cel puțin o parte a tezaurului, inclusiv colanul cu inscripție, a fost realizată din aur extras din nordul Daciei. Acest fapt ar indica faptul că obiectele erau în posesie gotică înaintea migrației spre sud (vezi Cultura Sântana de Mureș-Cerneahov și Cultura Wielbark). Deși rezultatele date de experți pot pune sub semnul întrebării teoria tradițională care afirmă că colanul cu inscripție are o origine romano-mediteraneană, sunt necesare cercetări suplimentare înainte ca originea aurului din care a fost realizat să fie identificată.
Ca în cazul tuturor descoperirilor de tezaure de acest fel, a rămas neclară motivația ascunderii obiectelor în situl unde au fost găsite, cu toate că au existat mai multe propuneri făcute de analiști. Isaac Taylor a explicat că groapa unde au fost descoperite ar fi aparținut unui templu păgân și că prin cercetarea inscripției de pe colan, toate obiectele făceau parte dintr-un tezaur votiv al păgânismului activ. Ipoteza lui Taylor a fost ignorată, dar din cercetările ulterioare, în special ale lui Looijenga, s-a observat că piesele tezaurului de la Pietroasa au un caracter ceremonial definit. Elocvent în acest sens este vasul patera care este decorat cu figuri ale unor zeități, probabil germanice.
Cei care susțin teza apartenenței tezaurului regelui vizigot Athanaric, nu au reușit să argumenteze de ce a rămas tezaurul îngropat în condițiile în care Athanaric a încheiat un tratat cu Teodosiu I în anul 380, tratat care i-a permis să se mute cu triburile vizigote la sud de Dunăre sub protecție romană, după ce au fost învinși de huni în nordul Mării Negre în jurul anului 375. Alți cercetători au sugerat că tezaurul ar fi aparținut unui rege ostrogot. Mircea Rusu a emis ipoteza că regele ar fi fost Gainnas, un general de origine gotică din armata romană, care a fost ucis de huni în jurul anului 400. Propunerea lui Rusu ar explica de ce tezaurul a rămas îngropat, dar nu deslușește motivul pentru care o comoară atât de valoroasă a fost ascunsă într-un loc atât de comun.

### Considerații stilistice
Tezaurul de la Pietroasa este nu numai unul remarcabil prin varietatea și complexitatea particularităților stilistice, ci și unul dintre cele mai mari depozite antice de aur prelucrat artistic. Din acest motiv, studierea lui a fost anevoioasă și grea. Prin faptul că obiectele constitutive ale tezaurului fac parte din categoria giuvaierurilor, ele fiind produse de lux foarte rare, metodele specifice arheologiei sunt greu aplicabile și oferă prea puține posibilități comparative. Determinarea cronologică a tradițiilor tehnice și stilistice este de asemenea grevată de apartenența obiectelor la categoria menționată. Motivul este că meșteșugul realizării unor astfel de podoabe se transmite îndeobște din tată în fiu, de la o generație la alta, timp de secole, impunând piedici importante în efortul de datare a lor. Tezaurul de la Pietroasa este special în acest sens, deoarece dificultățile devin și mai mari din cauza unei complexități stilistice a lor evidente, cu atât mai mult cu cât o bună parte din ele relevă o originalitate ieșită din comun. Exceptând colanul simplu și colanul cu inscripție runică care nu au un stil artistic anume, celelalte zece obiecte se împart în trei categorii: prima, vase și giuvaieruri cu decoruri policrome, a doua, patera cu figuri mitologice și a treia, talerul și cana oenochoe cu motive geometrice.

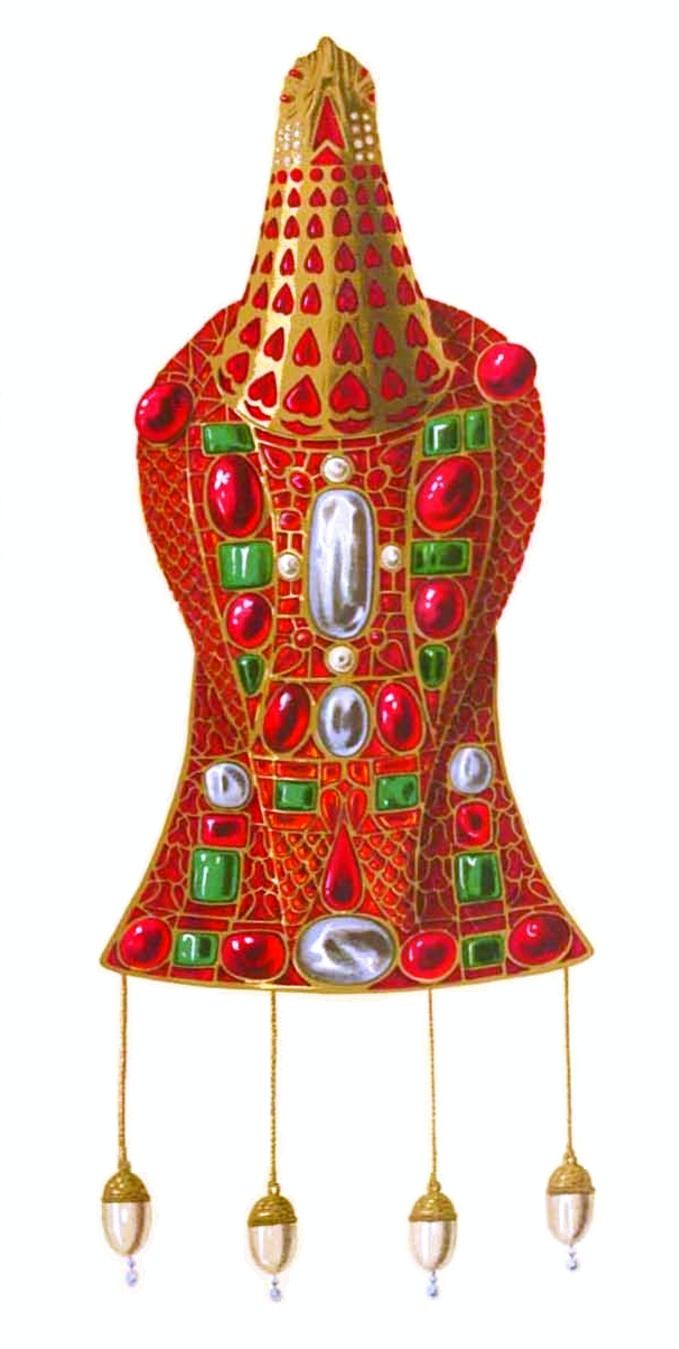
Fibula mare - reconstituire stilistică de Henric Trenk după Alexandru Odobescu

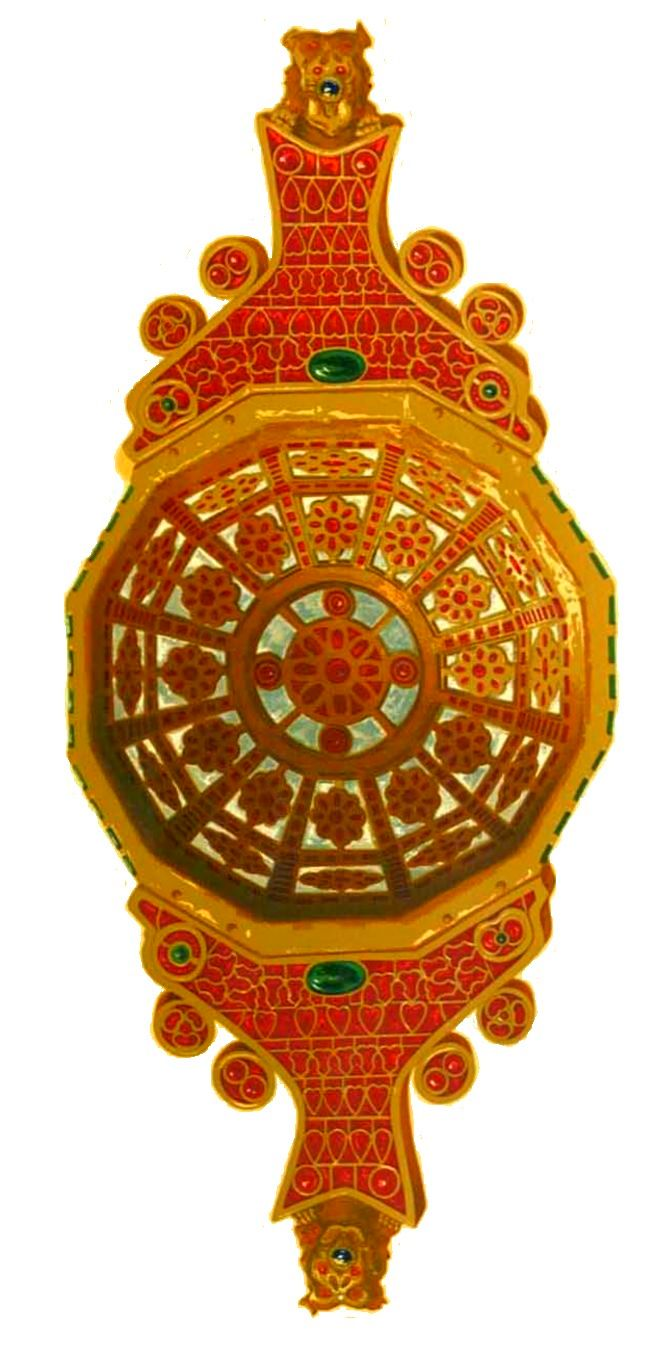
Vasul dodecagonal - reconstituire stilistică de Henric Trenk după Alexandru Odobescu

Prima categorie are cel mai mare număr de piese: patru fibule, două vase poligonale și un colan elipsoidal. Aceste obiecte au obligat cercetătorii să-și îndrepte atenția spre o anume perioadă și mediu cultural, policromia stilului fiind specifică perioadei migrației popoarelor germanice, zona de impact aparținând teritoriilor pe care le-au stăpânit acestea în Antichitate. Tehnica predilectă a fost cloisonné-ul, ea fiind cunoscută din timpuri străvechi în Orient. A apărut și în India la civilizația din mileniul al III-lea î.Hr. de la Mohenjo-daro și la triburile scitice, precum și la iranienii din sudul Caucazului, în secolul al VI-lea î.Hr. Tehnica cloisonné-ului a fost practicată întotdeauna în Orient, o importantă răspândire producându-se începând din epoca elenistică, din momentul în care grecii au pătruns în Asia. Luxul materialelor și efectele de culori au învins sobrietatea, bunul gust și măsura artei clasice.
În nordul Mării Negre, urmașii sciților, sarmații, au păstrat legături strânse cu Orientul Îndepărtat și cu Iranul, aceștia apreciind giuvaierurile încrustate cu pietre colorate. În atelierele aflate pe coasta mării se întrețineau și legăturile cu centrele greco-romane aflate în sud. Alături de tradiția locală, scito-sarmată, în coroborare cu tradiția clasică greco-romană, s-a adoptat noul stil al policromiei. Astfel, dacă în secolul al IV-lea e.n. se adopta la Bizanț stilul policrom de la perși, acesta era deja cunoscut în localitățile nordice ale Pontului Euxin. Există mărturii în acest sens că goții, care erau așezați în zonele învecinate, învățau meșteșugul la aceste ateliere nordice. Stilul policrom a devenit rapid un element caracteristic la popoarele germanice, pentru ca ulterior să se răspândească în toată Europa prin migrația lor spre vest.
Din prima categorie de obiecte din Tezaurul de la Pietroasa, remarcabile sunt vasele poligonale încrustate cu pietre colorate. Pietrele aveau diferite culori, erau subțiri spre plate și ocupau cea mai mare parte a pereților laterali ai vaselor. Preocuparea pe care artiștii care le-au confecționat au dat-o, este elementul de noutate pe care îl aduc aceste obiecte. Similar lor, este colanul elipsoidal și toate cele patru fibule care au rămas din tezaur. Efectele de policromie au fost realizate prin combinarea a două procedee tehnice care s-au folosit simultan: încrustarea pietrelor în alveole sudate direct pe placă și încrustarea în spații perforate special, pietrele având formă de caboșon sau plate, dispuse compact.
Pentru datarea obiectelor din tezaur, militează două elemente: policromia de care dau dovada și originea formelor pe care o au. După cum s-a constatat deja de către specialiști, pentru cele patru fibule și pentru vasele poligonale, există analogii care le încadrează în secolele al III-lea și al IV-lea e.n. Ca urmare, pentru ele cronologia se află între anul 300 și 400 e.n.
Un amănunt important este cel al pandantivelor cu lanțuri împletite din sârmă de aur subțire. Acestea fac o trimitere stilistică la prototipurile clasice. Așa cum au fost ele realizate cu o execuție fină, ele amintesc de perioada elenistică a cerceilor cu pandantive. În acest fel se deduce o indicație care afirmă că obiectele de la Pietroasa au fost confecționate până în anii de invazie a hunilor, deoarece meșterii au păstrat până atunci tradiția mai rafinată a artei greco-romane.

Cum ar fi trebuit să arate... Reproducerile obiectelor realizate de Henric Trenk și publicate de Alexandru Odobescu în Le Trésor de Pétrossa
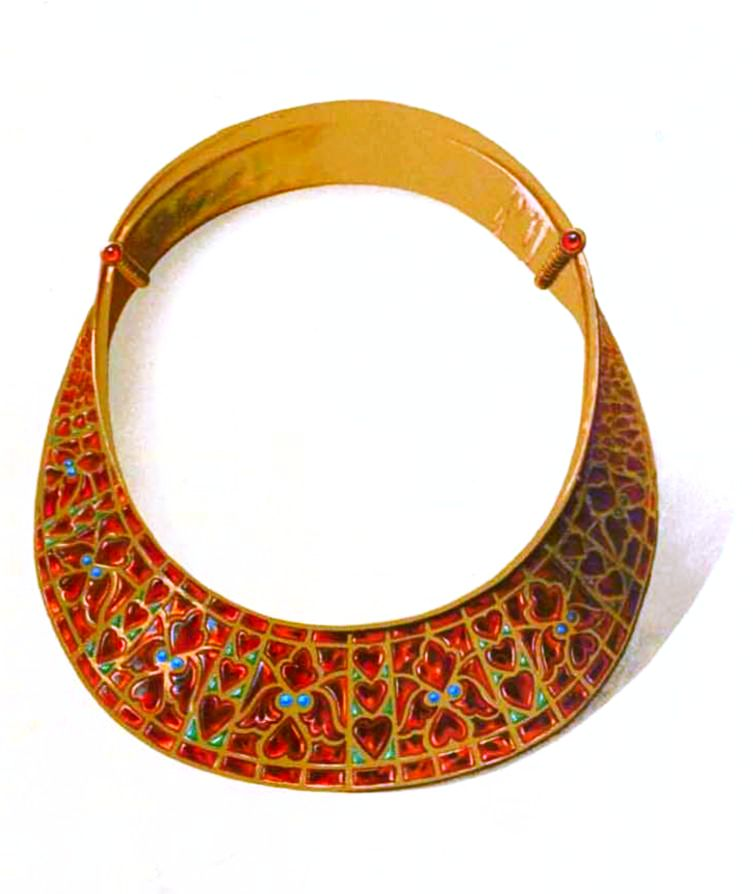
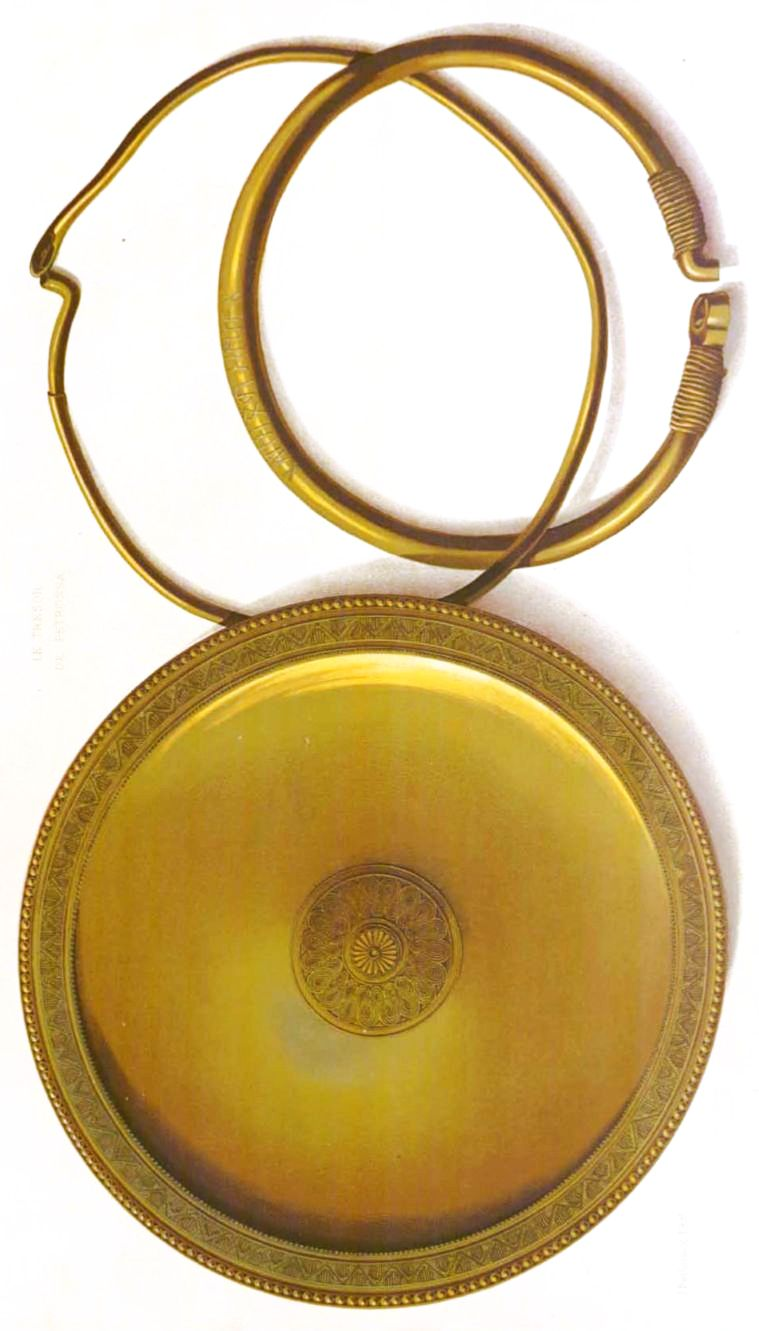
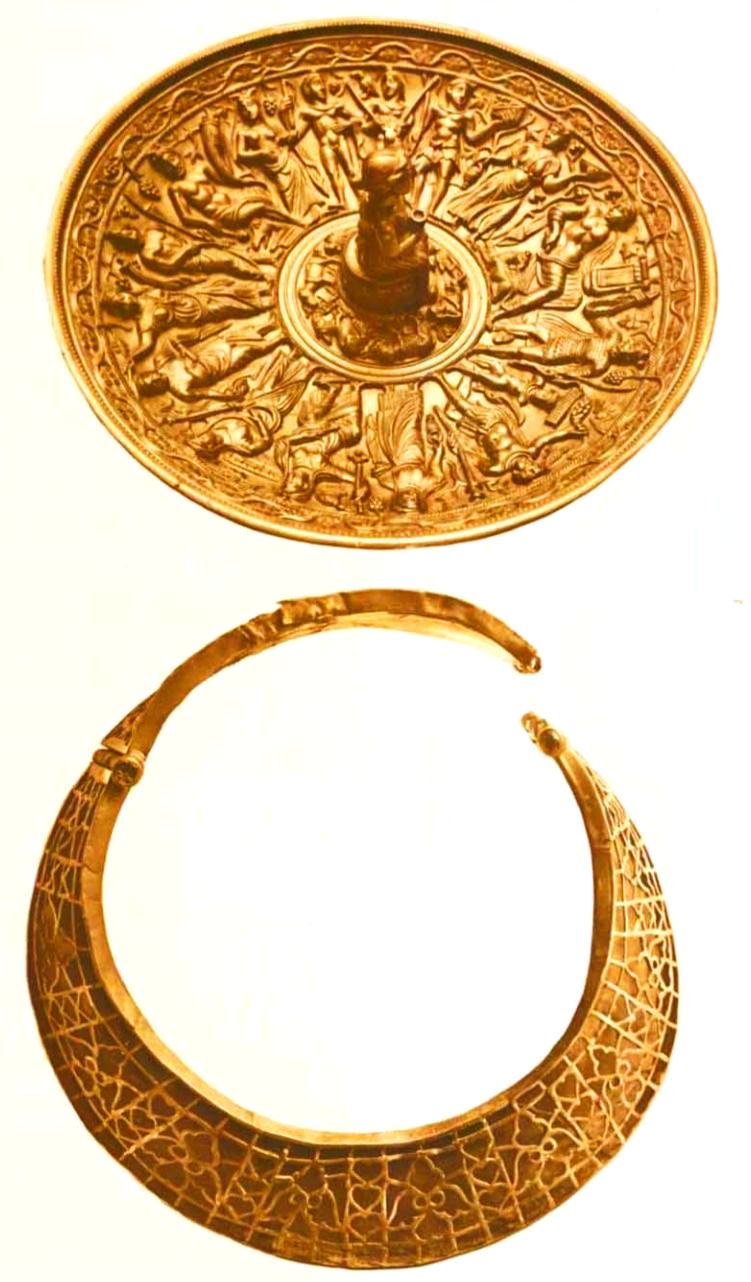
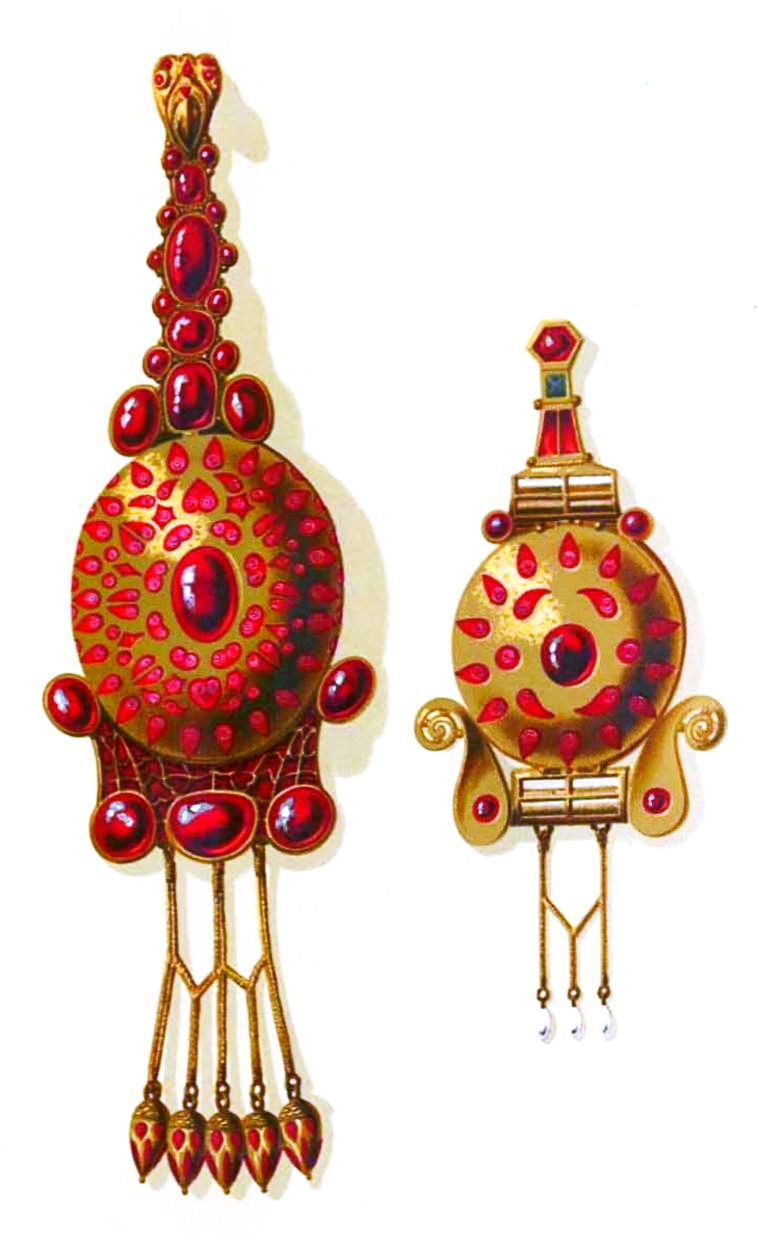
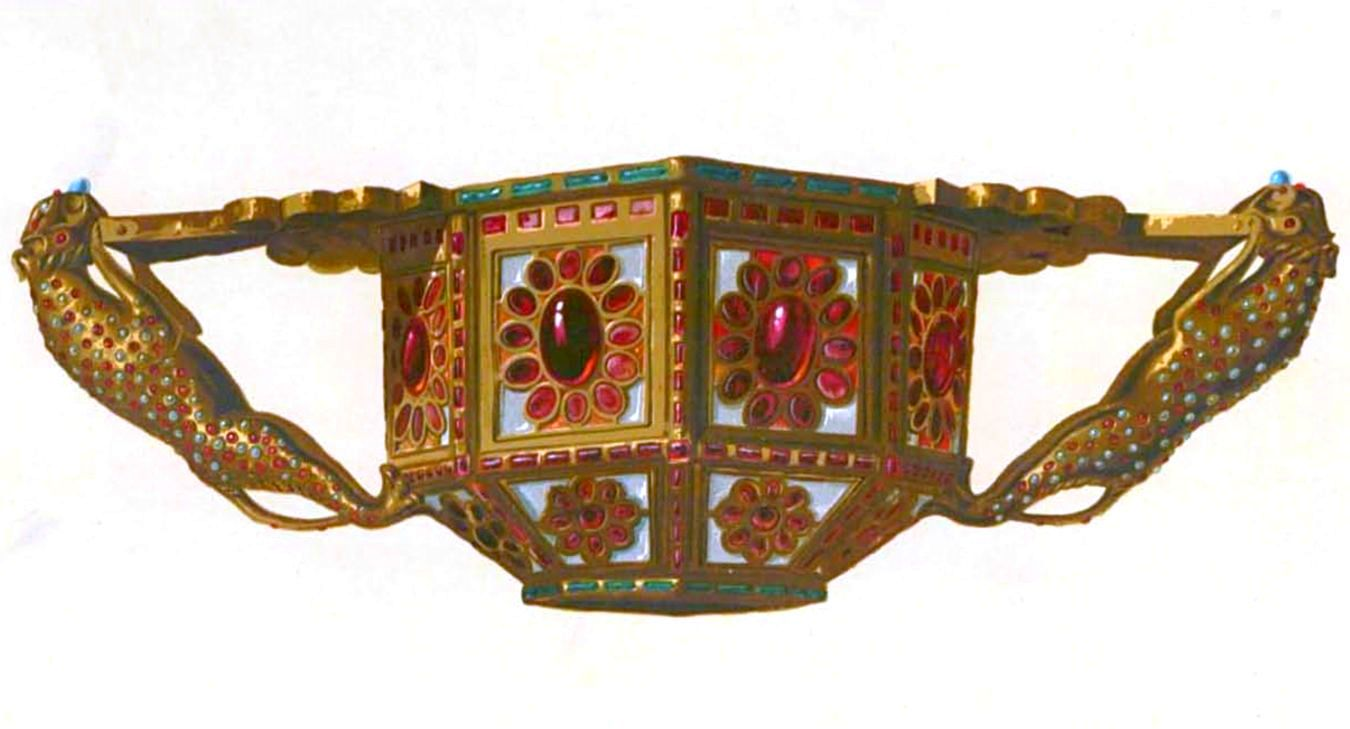
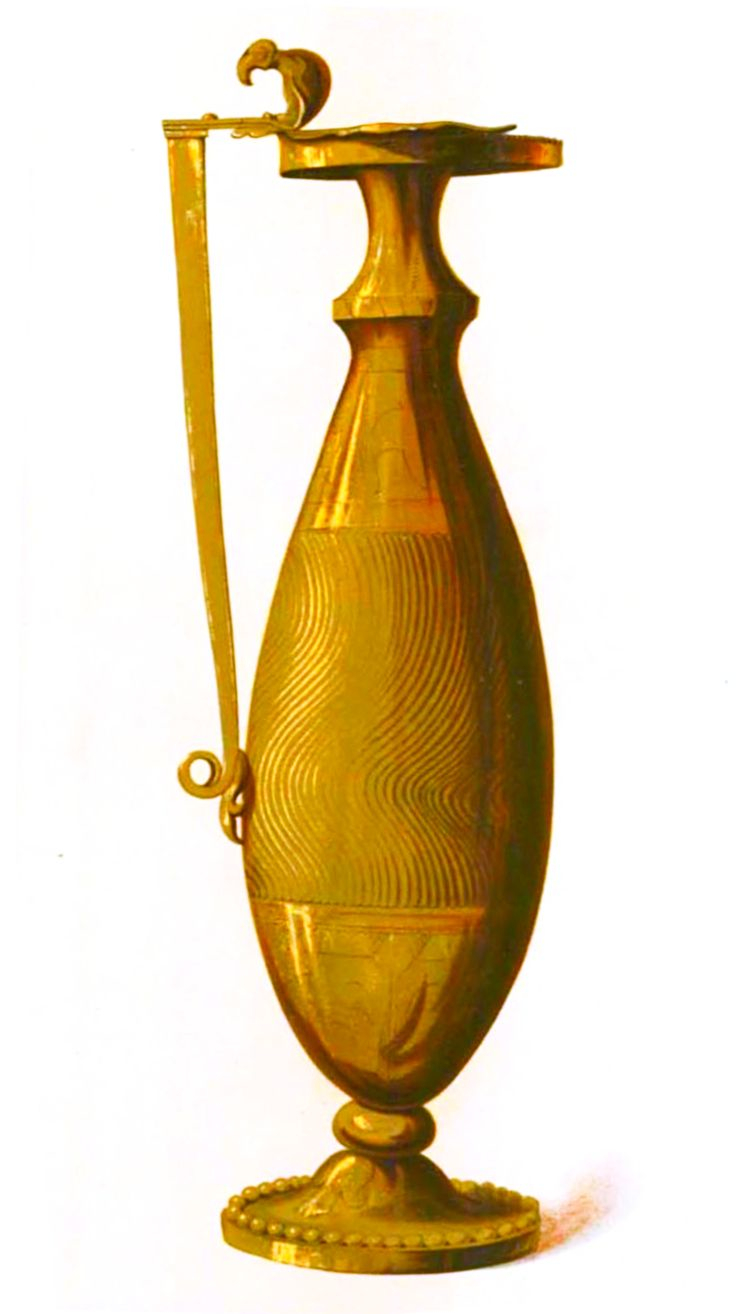

Un alt indiciu care ar susține datarea fibulelor pentru secolul al IV-lea, precum și originea lor, o constituie capul de pasăre al fibulelor. Toate fibulele prezintă, pe lângă capul de pasăre sub formă naturalistă, ca și decorul policrom, o fază intermediară dintre modelele scito-sarmate și cele stilizate din ce în ce mai mult din secolul al V-lea și următoarele. Capul de pasăre este considerat a fi un element caracteristic al popoarelor germanice, deoarece aceste triburi au adoptat cu predilecție acest element de la motivele decorative zoomorfe central-asiatice și iraniene.
Patera cu figuri mitologice este un obiect izolat de celelalte din punct de vedere stilistic. Ea își trage obârșia din caracterele stilistice greco-romane, cu toate că pe ea sunt figurate divinități de sorginte germanică alături de personaje din mitologia clasică. Chiar și zeitățile germanice au fost figurate în mod clasic, atât vestimentar, cât și anatomic. Compoziția frizei este una armonioasă și variația ipostazelor și atitudinilor se inspiră din cele mai bune tradiții ale artei clasice. Există și unele defecte cum este lipsa de proporții anatomice, capul statuetei fiind mult mai mare decât restul corpului, sau lipsa fineții trăsăturilor feței care dă impresia de imitație de tip barbar din modelele romane. Aceste defecte se reîntâlnesc, de altfel, în arta romană decadentă al cărei început a fost secolul al IV-lea e.n.
Subiectul basoreliefului de pe pateră, ca și amănunte cum sunt veșmintele personajului cu haină făcută din zale sau figurile de pe friza mică din jurul statuetei, animale după motive pastorale iraniene, induc ideea că patera a fost făcută în atelierele artistice nord-pontice. Arta realizată aici nu era deosebită de alte centre sudice greco-romane, ele intrând în aceeași categorie a decadenței artei clasice. Fiind în apropierea lumii barbare, aceste centre au fost receptive în preluarea curentelor venite din Orient. Cum meșterii de aici executau și comenzi pentru șefii triburilor aflate în migrațiune, în acest caz de la Pietroasa au fost goții.
Categoria a treia de obiecte, reprezentată de taler și cana oenochoe, contrastează semnificativ față de patera bogat ornamentă și radical de mult de policromia obiectelor din prima categorie. Aspectul masiv al talerului, puținele motive ornamentale, minusculele amănunte vegetale asociate decorului geometric, încadrează obiectul în caracteristicile artistice elaborate în perioada migrațiilor. Cana oenochoe aparține unui tipic frecvent în acea epocă, care în Cultura Sântana de Mureș-Cerneahov a fost folosit și în ceramică. Prin această încadrare arheologică a cănii, aceasta se clasifică fără dubii în inventarul gotic din secolul al IV-lea e.n.

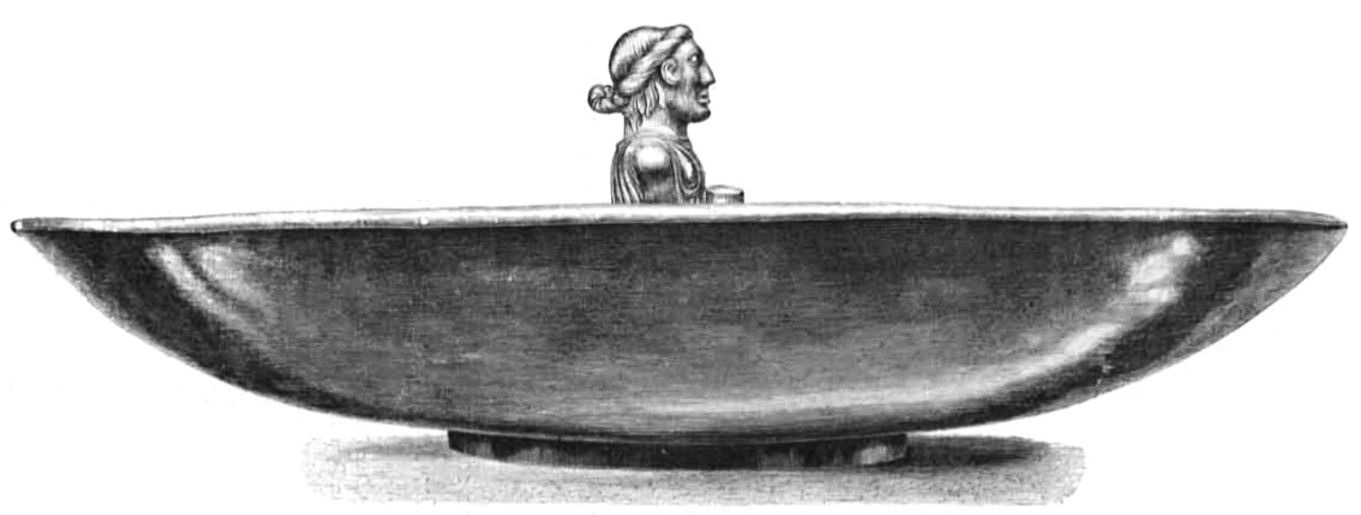
Patera de la Pietroasa văzută din lateral - gravură de Henric Trenk din Alexandru Odobescu: Le Trésor de Pétrossa, vol. II, 1896

Toate aceste considerente de ordin stilistic conduc la concluzia că, în obiectele ce formează Tezaurul de la Pietroasa, coexistă ecourile unor tendințe artistice diferite. Baza este formată din elementele artei clasice din Imperiul Roman. Amănuntele stilistice conduc la concluzia că obiectele au fost confecționate în nordul Mării Negre. Preponderența folosirii tehnicii cloisonné arată potrivirea cu epoca migrațiilor și inscripția runică de pe colan indică triburile germanice ale goților. În ciuda unei complexități stilistice deosebite, Tezaurul de la Pietroasa arată o unitate cronologică deoarece, neținând cont de localizarea temporală a fiecărui obiect constitutiv, secolul al IV-lea e.n. este comun tuturor. Dintre toate obiectele, patera se detașează cu predilecție, pentru că ea relevă arta decadentă romană, fapt pentru care nu poate fi antedatată secolului al IV-lea. Ea nu poate fi nici postdatată în secolul al V-lea, deoarece hieratismul bizantin, care se remarcă prin fixismul atitudinilor și expresiilor, a devenit general în toate realizările din arta plastică. În acest hieratism patera nu se poate încadra, deoarece modul de tratare al vestimentației personajelor figurate nu a degenerat, încă, în acel schematism mecanic și rigid de sorginte bizantină.

## 1837 — Descoperirea comorii

### Locul descoperirii
În Postul Paștelui din anul 1837, doi țărani din localitatea Pietroasa lucrau într-o carieră de piatră de pe Valea Urgoaiei. Ion Lemnaru și socrul său Stan Avram au descoperit un mare tezaur ce era format din mai multe obiece confecționate din aur, unele din ele fiind împodobite cu pietre prețioase. Locul exact al sitului unde au fost găsite nu s-a putut depista cu certitudine din cauză că toate declarațiile autorilor descoperirii și a celorlalți părtași au fost luate de către autoritățile române de abia după un an de zile, respectiv din luna iunie a anului 1838, încolo. Din cele declarate de aceștia, a rezultat că locul se afla sub poiana numită pe atunci Via Ardelenilor, pe stânga văii Urgoaia, la o distanță de circa un kilometru de situl castrului roman aflat în centrul satului Pietroasa.
Tezaurul era așezat între două lespezi mari de piatră situate destul de aproape de suprafață. Nu au fost găsite resturi ale vreunui recipient sau al vreunei construcții care să fi fost gândite pentru protecția pieselor comorii. Singura evidență a fost existența unui fel de pământ negru ce era lipit de obiecte și care s-ar fi desprins destul de greu de ele. Cercetătorii tezaurului au considerat că acest pământ ar fi putut fi resturi ale unei materii organice ce ar fi putrezit, de genul pânzei sau pielii cu care este posibil să fi fost învelite piesele de către cei ce au îngropat tezaurul. Opinia generală a cercetătorilor a fost că acel pământ a protejat obiectele timp de peste 1.400 de ani.

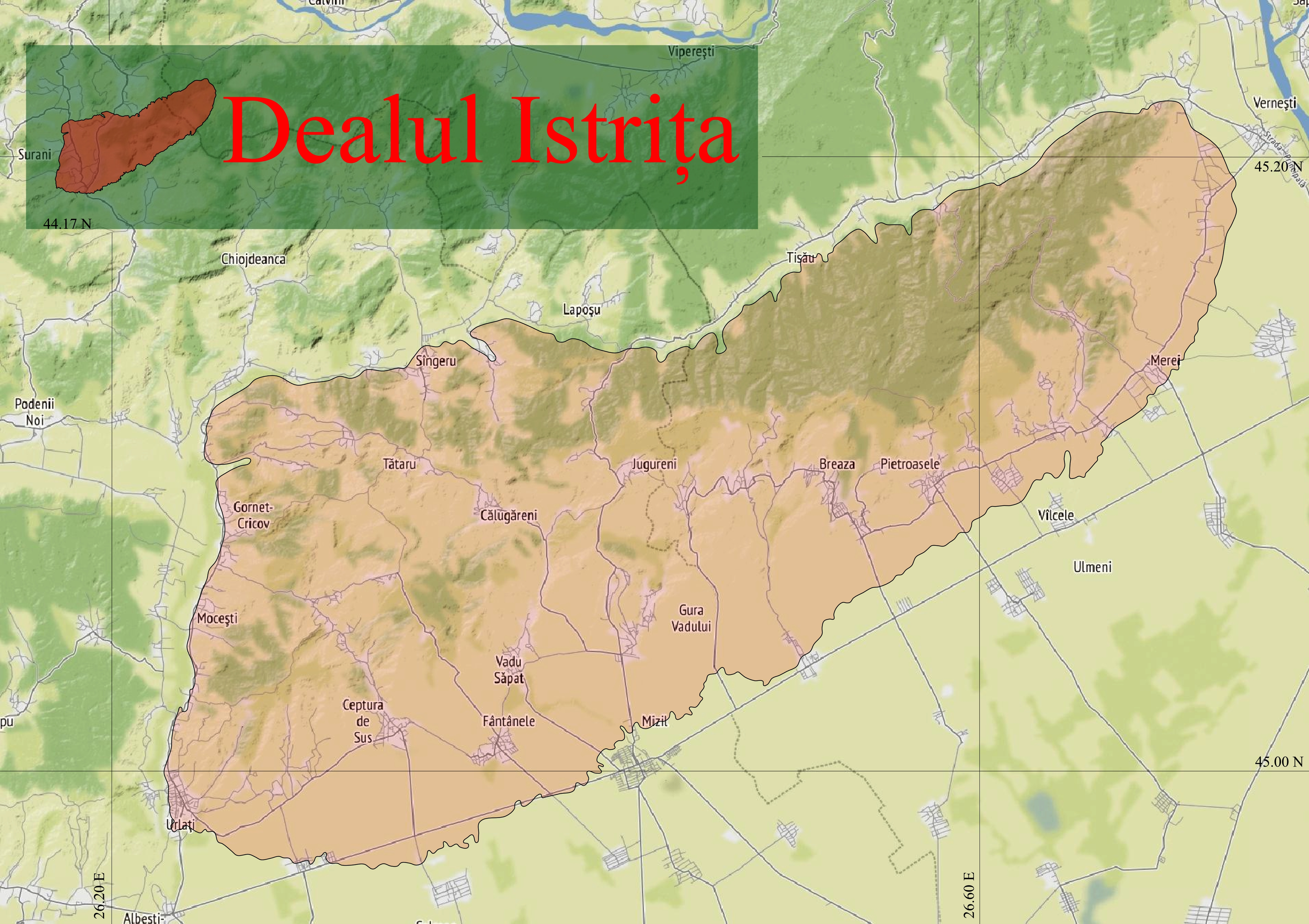
Arealul dealurilor Istriței (linia externă sudică figurată este cea a curbei de nivel de 125 m, care corespunde aproximativ limitei geologice acoperită până la – în medie curba de nivel de 200 m, de depozite piemontane)

Epitropia Mănăstirilor Sfântului Mormânt a trimis în ziua de 22 iulie 1838 o înștiințare Marii Vornicii a Trebilor din Lăuntru pe care a primit-o de la arendașul moșiei Istrița de Jos. Înștiințarea informa Epitropia că tezaurul nu a fost descoperit pe moșia Pietroasa, a Mănăstirii Bradu, ci pe moșia Mănăstirii Sfântul Gheorghe Nou aflată pe moșia Istrița. Pe acestă moșie erau trei locuri unde au fost găsite comori. Arendașul Istriței de Jos a anexat înștiințării și o anexă cu 23 de obiecte care au fost descoperite. Ca urmare a acestei adrese, Departamentul Logofeției Treburilor Bisericești a scris Marii Vornicii să facă cercetări pe lângă Epitropia Mănăstirilor Închinate Sfântului Mormânt. În acest fel s-a insistat pe ideea că Tezaurul a fost descoperit pe moșia Istrița de Jos și nu la Pietroasa și că:
„... Iar de unde s-au scos acele lucruri, de cătră acei găsitori, încă până acum n-au vrut a da de față, ci din povața unui Gheorghe Frunzăverde, ce, în urma găsirii de către acei lăcuitori, făcându-să și el părtaș și, ca un om ce se socotește între lăcuitori mai cu știință, amăgindu-i, nici la cercetarea ce li s-au făcut de către chiar d. dvornic [ Mihail Ghica, n. r. ] n-au vrut ca să arate ființa adevărului, ci numai că le-ar fi găsit în siliștea Pietroasa (unde va fi fost povățuiți).”
Cercetătorul Marcel Ciucă, prin documentele de arhivă pe care le-a găsit, a aruncat incertitudinea asupra însuși locului, deci și al numelui comorii ce s-a perpetuat de-a lungul timpului. Întrebându-se care este de fapt locul descoperirii tezaurului, a adus o motivație de ordin material ce reiese din raportul arendașului moșiei Istrița, logofătul Iacov: „... rămâne ca și Cinstita Epitropie, prin cele ce ar cunoaște de cuviință, să-și ceară al ei drept proprietăresc din lucrurile ce pănă acum s-au găsit, care lucruri și arătate prin al mieu de mai nainte raport, cu venirea marelui dvornic dăndu-le de față și căntărindu-să, au eșit peste ocă 31½ aur, afară din pietre și bez un cerc de 207 dramuri...”
În ziua de 20 august 1838, Departamentul din Lăuntru a cerut Logofeției Bisericești, ca urmare a raportului, să comunice Epitropiei Mănăstirilor „... că nu are nici un cuvânt a face o asemenea cerere, fiindcă nici locul nu este cunoscut unde s-au aflat îngropate.”
Ca urmare a raportului trimis de Pantazi Popovici Departamentului Pricinilor din Lăuntru din 23 iulie, Dumitrache Ecliserescu, care era reprezentantul Epitropiei Mănăstirilor Sfântului Mormânt, împreună cu Iacov logofătul, arendaș al Moșiei Istrița a Mănăstirii Sfântul Gheorghe, s-au deplasat la locul unde s-a găsit comoara. Acolo a văzut Ecliserescu săpăturile de pe Istrița. Un loc era între două lespezi de piatră și un fund tot din piatră, iar celălalt l-a văzut într-un loc din Siliștea Pietroasa, proprietate „... d-a valma cu Schitul Bradu și Berca”, acolo „... unde ar fi arătat acei găsitori că într-acel loc va fi găsit acele lucruri.”
Mențiunile care au apărut în lucrările despre tezaur, spun că acesta a fost descoperit pe moșia Istrița.
În 1979 a fost ridicat la Pietroasele un monument în locul în care se presupune că a fost găsit tezaurul. Acesta se află un kilometru nord-vest de castrul roman, sub platoul Via Ardelenilor (aflat sub un piemont cu viță de vie), la 400 de metri vest de biserica din Ochiu Boului din Pietroasa mică, în punctul numit Grădina Crudului. Un text consemnat pe monument amintește de momentul respectiv: „În acest loc în 1837 a fost descoperit Tezaurul Cloșca cu puii de aur de la Pietroasa de noi pietrari Ion Lemnaru și Stan Avram. Tezaurul este compus din 22 de piese și cântărește 19 kilograme.”

### Detalii rezultate din anchetele autorităților
În anul 1837 în care a fost descoperit tezaurul, localitatea Pietroasa făcea parte din județul Saac, sau județul Săcuieni, cel care a fost desființat în 1845. O parte a județului a fost încorporată în județul Prahova și o parte în județul Buzău. Pietroasa a revenit județului Buzău. În același timp, Moșia Pietroasa aparținea Mănăstirii Berca și se mai numea Bădeni. Ca urmare a localizării administrative, procesul deschis de autorități, prin dosarul nr. 48 (fost 61)/1837, celor implicați în descoperirea și în tăinuirea obiectelor ce l-au compus, s-a desfășurat la Ocârmuirea județului Buzău, dar și la instanțe superioare precum Poliția Capitalei (dosarul 5563/1838), numită pe atunci Agia, sau la Tribunalul Ilfov la Secția Criminală (dosarul 2388/1838).
Cel dintâi document, care menționează descoperirea tezaurului de către un săpător în piatră în județul Saac, la Pietroasa, este din ziua de 10 iulie 1838. Acesta este ordinul nr.2987 dat de conducerea județului către Poliția Buzăului pentru a-i ridica pe toți cei care au primit sau cumpărat obiecte din comoară. Ordinul conținea indicații pentru desfășurarea de interogatorii și pentru aducerea la conducerea județeană a obiectelor care ar fi fost găsite.
Arendașii Moșiei Pietroasa erau Dimitrie polcovnic și Gheorghe Frunzăverde. Printr-o comunicare pe care aceștia au făcut-o egumenului de la Mănăstirea Berca din ziua de 11 iulie 1838, au declarat că au plătit oameni din Pietroasa, conform comenzii date de egumen, să extragă piatră de pe moșie pentru ridicarea unor stâlpi din piatră ce făceau parte din construcția Seminarului teologic de la Episcopia Buzăului. Unul din oamenii care săpau pentru colectarea de piatră, a fost Ion Lemnaru. Acești lucrători au găsit câteva bucăti de aur sub o piatră, mai multe pietre de smarald și multe alte pietre scumpe. Ca urmare a descoperirii, pietrarii au ascuns obiectele și le-au vândut după o vreme lui Anastase Tarpa sau Varba, arnăut din Bitolia, cunoscut și ca Anastase sârbul, ca Năstase sârbul sau Verusi. Arendașii moșiei aflaseră înaintea arnăutului de descoperire, dar neavând fonduri financiare suficiente, au reușit într-un final să primească de la arnăut două bucăți de aur în greutate de o oca. Ei au primit de la Anastase și 200 de icosari, în plus, pentru a păstra tăcerea către autorități. Arendașii nu s-au ținut de promisiune și au spus despre comoară vistiernicului Alexandru Ghica căruia i-au dat și cele două bucăți de aur primit. Ca urmare, arnăutul Anastase a fost arestat și dus la Agia județului Saac.

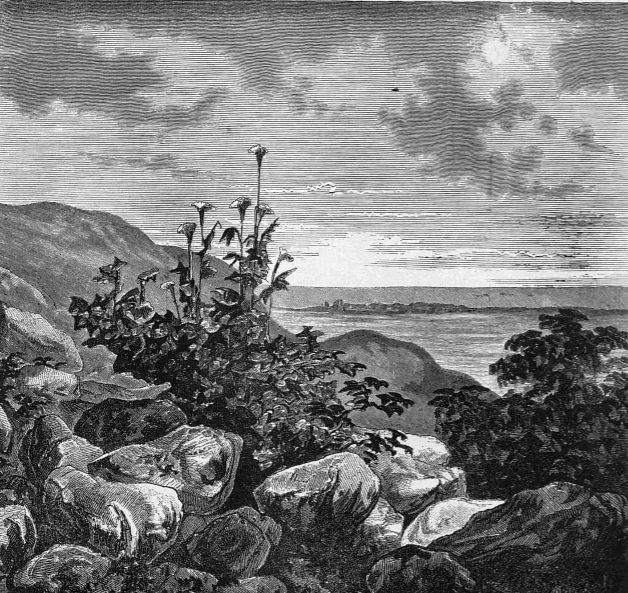
Vederea de pe muntele Istrița - ilustrație de Henric Trenk la Albumul Thesaurul de la Petróssa al lui Alexandru Odobescu

Conform raportului administrației plășii Tohani, expediat conducerii județului Saac în ziua de 13 iulie 1838, se menționa că în Pietroasa, pietrarul Ion împreună cu socrul său Avram Stan au săpat în curtea lui Gheorghe, fiul lui Nicolae Baciu. Descoperirea aparținea de fapt copiilor vecinilor lui Baciu, care au găsit într-o crăpătură de pământ bucăți mici din aur, unele roșii, altele ca sticla, altele albe, similare diamantelor. Cei care au întocmit raportul, mergând prin sat, au găsit la unele femei întâlnite mai multe pietre prețioase. Aceștia le-au confiscat și le-au trimis autorităților tutelare împreună cu raportul. Din informațiile conținute de același document, în capitolul al II-lea intitulat Arătarea lui Ion, sin Stan Avram, birnicu ot Pietroasa, rezultă că descoperirea s-a făcut în Postul Paștelui din anul 1837 de către Ion Lemnaru și Avram Stan. Aceștia ar fi săpat în jurul unei pietre pentru a o scoate pentru construcția Episcopiei Buzăului. Sub ea ar fi descoperit tezaurul, raportul a dat și componența de 16 piese ale comorii.[A] Pornind de la această afirmație, Alexandru Odobescu a precizat că tezaurul s-a descoperit în luna martie sau aprilie a anului 1837, tot el explicând că duminica Paștelui din acel an a căzut în ziua de 18 aprilie. Gheorghe Frunzăverde a menționat în interogatoriu că tezaurul a avut 17[B] obiecte și Ion Lemnaru 22[C] de obiecte.
Din interogatoriul la care a fost supus arnăutul în ziua de 10 iulie, reiese că acesta lucra ca pietrar la podul de peste râul Câlnău. Acestuia, descoperitorii comorii i-au vândut obiectele găsite pentru suma de 4.000 de lei pe care au împărțit-o astfel: Nicolae Baciu 925 lei; Gheorghe, fiul lui Niculae, 925 lei; Stan 925 lei; Ion Lemnaru 325 lei; Achim, fiul lui Nicolae, 300 lei. Anastase a luat obiectele și le-a sfărâmat cu toporul în casa lui Gheorghe de au căzut toate pietrele care le împodobeau pe jos. Pietrele au fost măturate și date afară din casă în colbul curții. După un timp copii le-au găsit și astfel unele din ele au intrat pe mâna logofătului. Anastase a declarat că, fiindu-i frică de posibilele urmări, a vândut ce cumpărase unui drumeț ieșean cu suma de 8.000 de lei și a păstrat două obiecte care au ajuns în final la Frunzăverde. Într-un alt interogatoriu care i s-a luat în ziua de 24 iulie 1838, arnăutul și-a schimbat declarația inițială și a spus că nu a vândut obiectele evreului ieșean, ci sperând că va scăpa, le-a dat „... de față chear în mergerea d-lui marele dvornic [ Mihail Ghica, n. r. ] la fața locului.”

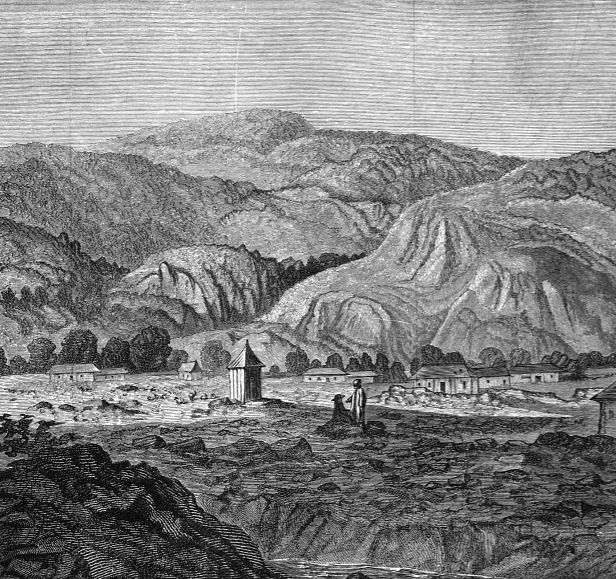
Vederea satului Petroasa și a muntelui Istrița - ilustrație de Henric Trenk la Albumul Thesaurul de la Petróssa al lui Alexandru Odobescu

Anastase sârbul și-a schimbat și a doua oară declarația, ca urmare a cercetărilor făcute de banul Mihail Ghica, spunând că de fapt îngropase toate obiectele la podul de la Câlnău, în vreo trei locuri. A mai menționat că a fost o viitură și apa a luat obiectele și le-a pierdut. Banul Ghica împreună cu Petrache Poenaru și Constantin Steriade s-au dus la podul Câlnăului împreună cu Anastase și l-au pus să sape. Astfel „... la colțurile podului, de la cel din dreapta au scos talerul, cel cu figure, iar de la cel din stânga, toate celelalte câte astăzi se află în ființă.” Cele dezgropate la pod nu erau însă toate obiectele găsite de Ion Lemnaru, sârbul declarând că au mai existat un număr de 15 obiecte.[D]
Alexandru Dimitrie Ghica, în ziua de 14 iulie 1838, la două zile după ce șeful Departamentului Treburilor din Lăuntru, Mihail Ghica, l-a informat despre descoperirea comorii, a dat dispoziție ca „... bucățile găsite pănă acum să vor depune în Muzeul Național de aici, cu asigurarea cuvenită.” Ca urmare, presa din acel an a publicat comentarii despre marea descoperire. Așa a fost articolul Antichități pământene apărut în gazeta lui Ion Heliade-Rădulescu Curierul Românesc din 16 iulie 1838 și reluat în 18 iulie cu titlul Cantor de avis și comers, și multe altele.
În data de 23 iulie 1838, Pantazi Popovici a raportat Departamentului Pricinilor din Lăuntru despre cercetarea care a avut loc la Pietroasa trimițând șase interogatorii ce au fost făcute găsitorilor. În interogatoriul lui Ion Lemnaru se găsește o descriere detaliată a celor 26[E] de obiecte pe care le-a găsit, precum și o relatare despre ce s-a întâmplat cu ele din momentul descoperirii până la cel al vânzării către Anastase sârbul. Astfel, el a precizat că „... am găsit o piatră supt Viia Ardelenilor, pă carea începând a o dăzgrădi, prin săpare în pământ ca până la brâul omului, am găsit niște lucruri de aur, vârâte între două pietre, adică între cea care să găsise bună pentru ferestre și care era culcată și între alta, ce era pusă drept în picere despre namezi, în bucăți 26, și anume...” La lăsarea nopții, a dus obiectele la socrul lui, Avram Stan, și le-au suit în podul casei, după coșul de fum. A declarat că timp de un an de zile nu au umblat la comoară. Mai apoi a vorbit cu Nicolae Baciu și s-au sfătuit ce ar fi de făcut cu ele, deoarece tocmai venise o știre de la stăpânire că urma să intre în vigoare un plan de sistematizare ce prevedea dărâmarea și reconstruirea caselor care nu erau aliniate la drum, fapt care ar fi putut duce la descoperirea comorii în podul lui Stan. Într-un final s-a ajuns ca soluție la Anastase arnăutul, care s-a oferit s-a cumpere obiectele.
La 25 iulie 1838, autoritățile au trimis la Departamentul din Lăuntru încă șase persoane care aveau legătură cu furtul unor zale de la nepotul lui Frunzăverde, Ghiță. La 27 iulie Departamentul i-a predat la Agie pe cele nouă persoane reținute pentru ca „... arestuindu-i îndeosebi pe fieșcare, încât să nu se poată înțelege între dânșii, să le ia, îndată, tacriruri [interogatorii, n.r.], după mijloacele ce va socoti mai cuviincioase, pă care să grăbească a le supune Departamentului ca, de să va socoti de trebuință, să să dea numiții cercetarea Trebunalului Criminal” Simultan, autoritățile au făcut cercetări pentru aflarea unor obiecte din cele descoperite la Pietroasa care, între timp, fuseseră furate sau vândute. S-au găsit în locuința postelnicului Dumitrache câteva obiecte ce făceau parte din comoară și ca urmare există și documente care certifică faptul că au fost anchetați și angajați în administrația de stat. Așa au fost cei care ar „... fi sfeterisit din acele lucruri scumpe” ca: Ghiță Solomon, vărul postelnicului Dumitrache, Vasile Orzan din Zorești, Toader care era vizitiul postelnicului și asupra căruia au fost găsite „...dooă bucăți mici de aur i o fărămătură de peatră verde ...un cercu de auru” și un anume „... Iordache sin Neagu, ot satu Piietrosaa, supt cuvânt că de mulți locuitori, ot însemnatul satu, să arată că au văzut asupră-i pănă la No. de șaisprezece petre din cele găsite în pomenitu sat” și mulți alții.
Arestații au fost cercetați la Marea Vornicie și la Agie. Mulți dintre ei au fost nemulțumiți de prelungirea arestării lor și ca atare, au adresat jelbi Domnitorului Țării Românești. Răspunsurile erau aceleași „... Departamentul Trebilor din Lăuntru va face cuviinciosa punere la cale”. În data de 21 septembrie 1838, din porunca Agiei, Comisia de Roșu din București i-a cercetat pe toți arestații și a constatat că niciunul dintre ei nu a declarat altceva decât declaraseră mai dinainte. Doar Anastase sârbul s-a înduplecat a descrie statueta din mijlocul paterei și mai apoi toate obiectele pe care le-a îngropat, pe care le mai descrisese cu ocazia celor două interogatorii precedente. Ca urmare, Anastase arnăutul a mers în data de 23 septembrie 1838 împreună cu Constantin Steriade și cu C. Ghiuloglu la bordeiul lui unde i-ar fi căzut statueta și alte lucruri mărunte, atunci când a îngropat crurile la podul Câlnăului. Nu s-a găsit decât „... o mică bucată de aur, în chip de gura unei butelce” pe care Anastase a spus că au găsit-o cei care au mai căutat înainte în bordeiul său. S-a mai căutat o dată „... supt acel mal al gârlii, unde zicea că ar fi fost îngropat dânsul lucrurile ce nu să găsesc, supt cuvânt că le-ar fi luat apa. Unde, asemenea, prin ajutoru a mai multor oameni, săpând toată surfața acelui mal, într-o depărtare foarte întinsă, iimic nici acolo nu s-au putut găsi”. Ori nu au căutat în locul potrivit, ori n-au căutat bine, cert este că așa cum rezultă din interogatoriul lui Gheorghe Cocârlă, ungureanul, din data de 4 februarie 1839, „... mergând cu hârdăul la apă și trecând drum, groapa unde s-au făcut săpătura de Stăpânire, când s-au găsit lucrurile, astă-vară, cum era scos pământul și dat într-o parte, aproape de apă, în partea dreaptă am zărit o bucată de aur și, pă dată făcăndu-mă că mă plec jos, am răcăit acolo în pământul săpat și am găsit acel chip”. Cocârlă l-a luat i l-a arătat lui Năstase grecul pe cinci galbeni și patru sfanți, după care l-a arătat și altora.
Dintr-o adresă a Ocârmuirii a rezultat că era vorba de o „... figură de aur, făcut chip de om, rămasă din obiecturile găsite la Petroasa”. Năstase grecul nu era Anastase sârbul, ci Năstase Costia grecul. Deci, după aproape doi ani de la descoperirea comorii, se mai găseau obiecte la locuitorii satului. Astfel, existând suspiciuni, Departamentul din Lăuntru a trimis Agiei în data de 16 februarie 1939, raportul Ocârmuirii județului Buzău și toate interogatoriile luate lui Năstase Costia grecul și lui Gheorghe Cocârlă, împreună cu aceștia. Indicația Departamentului era luarea de alte interogatorii și trimiterea lor la Divanul Criminalicesc în scopul continuării cercetărilor și găsirea tuturor obiectelor care lipseau, deoarece „... fiind dar că această de acum descoperire produce o nouă încredințare că și celelalte lipsite lucruri urmează a să afla la cumpărătorul lor, pietrarul Anăstase Tarpă, care profitarisind de enteresatența Stăpânirii pentru acea figură și socotind că prin a ei găsire va scăpa din răspunderea la care este supus, s-au înțeles cu sus însemnații, închipuindu-i pă cel dintâi aflător și pă cel de al doilea cumpărător... pomenita figură urma a să găsi sau în bordeiu, unde au propus numitu că i-ar fi căzut, împreună cu alte asemenea lucruri, sau supt acel mal al gârlii, unde zice, iarăși, că ar fi îngropat-o, iar nicidecum în partea aceea a malului unde s-au găsit celelalte lucruri ...”. S-a depistat că în grupul celor care au ascuns unele obiecte era și funcționarul de stat Constantinescu sau Barbu Pașol.
Pentru cercetarea cazului, Agia a trimis în ziua de 26 septembrie 1838 Procuraturii Judecătoriei Criminalicești a județului Ilfov, 20 de arestați. După data de 28 septembrie, procurorul Ilfovului a cerut Agiei să-i elibereze pe cauțiune pe doi arestați, mai puțin pe Gheorghe Baciu, Ion Lemnaru și Anastase sârbul și douăsprezece persoane au fost eliberate pentru că nu s-au găsit motive pentru a rămâne sub arest. Secția Criminală Ilfov a dat o decizie în data de 25 octombrie 1838. Ion Lemnaru și-a păstrat declarația prin care a arătat că a găsit obiectele, că nu a știut că sunt din aur pentru că a luat o bucată mică din ele pentru a repara o căldare, țiganul care repara vasul i-a spus că nu este bună, drept pentru care a pus-o la loc.
Din cercetările și interogatoriile care s-au făcut, a reieșit că Anastase sârbul a primit de la găsitori 25 de obiecte, el susținând că a intrat în posesia a doar 18 piese. Hotărârea dată de instanță a stabilit că pentru Ion Lemnaru că „... zicem că, deși le-au tăinuit el, cu aceasta nu se poate socoti vinovat, întâiu, căci cea din fire zămislită în inimile oamenilor dorire de a se folosi numai ei cu cele ce din noroc găsesc, l-au îndemnat și pă dânsul a le tăinui. Al doilea, că el n-<a>u putut să știe ce coprinde pravila. Al treilea, că nici cunoștea că sănt acele lucruri de vreun metal scump, precum să înțelege aceasta din bucățica ce au dat meșterului căldărar, ca să-i cârpească căldarea. Al patrulea, că le-au găsit, iar nu le-au furat”.
În ce-l privește pe Gheorghe Cocârlă, din interogatoriul dat la Ocârmuirea județului Buzău, s-a arătat că după două luni de la aflarea majorității obiectelor, el ar mai fi găsit „... și o cupă de aur, rătundă, cu niște piietre la gură, în felurimi de fețe, ca niște mărgele, iar într-însa avea dooă piietre verzi, de zmaragd, în mărime ca dooă nuci din cele mici, i trei nasturi mici, de aur, și dooă cerculețe, tot de aur”. Din cercetarea care i s-a făcut la Agie, s-a confirmat faptul, dar Cocârlă a declarat că a dat o parte din ce a găsit lui Barbu, funcționarul Ocârmuirii județului Buzău. În urma anchetei care s-a declanșat din acest motiv, nu s-a putut dovedi nimic. În ziua de 3 martie 1839, Departamentul din Lăuntru a dispus Agiei trimiterea lui Barbu la cercetare, pe 10 martie acesta fiind eliberat, fiind găsit nevinovat.
În ziua de 20 martie 1839, Agia l-a eliberat pe cauțiune pe Anastase sârbul, urmând ca o altă instanță de judecată să dea o hotărâre definitivă. Agia l-a trimis pe Anastase la Comisia de Albastru din București până când Judecătoria Criminală va da hotărârea definitivă. În 27 noiembrie 1839, Judecătoria Criminală a dispus ca în conformitate cu ordinul Domnitorului țării, să i se elibereze lui Anastase cei 4.000 de lei pe care acesta i-a plătit pentru cumpărarea obiectelor, acești bani fiind ai statului, fiind dați spre folosire pentru ridicarea podului de la Câlnău. Banii nu i-au fost restituiți nici în data de 25 ianuarie 1840, deoarece există o adresă a lui Anastase către Domnitor, prin care cerea să-i fie restituiți acești bani pentru că este dator cu 7.000 de lei la meșterii care au lucrat la pod.
Ion Lemnaru și Stan Avram au murit între timp în închisoare și Anastase Tarpa, zis sârbul, cel care a ascuns majoritatea obiectelor tezaurului era absolvit de orice vină. Celelalte persoane acuzate, au suferit rigorile detenției și familiile lor trăiau în mari lipsuri financiare. Elocvente sunt jalbele pe care aceștia le-au adresat Domnitorului Țării Românești. Gheorghe Baciu și Achim, fratele acestuia, au cerut să fie eliberați „... Milostive Doamne, noi, suptiscăliții, sântem de nooă luni de zile la pedeapsa pușcării pentru pricina comorii din sud Buzău, unde ne-am prăpădit, atât noi, la pedeapsă, iar copiii și nevestele au ajuns pe drumuri, în pieiciune de foame”. Catrina, soția lui Gheorghe Baciu a trimis și ea jalbă domnitorului, cerând achitarea și eliberarea lui și a lui Achim „... ce sănt arestuiți în temnița Poliții, de noă luni, în pricina unei comori ce s-au găsit la Pietroasa, că nu mai poci a mă ținea cătă casă grea am, cu 6 copii numai ai mei, de noă luni de când mă amărăsc cu dânșii și nu sânt vârstnici, și murim de foame pă dumuri, fără nici o milă”.
Din documentele cercetate de Marcel Dumitru Ciucă, reiese că procesul s-a încheiat în 29 septembrie 1839, datorită unei cereri a domnitorului. Înaltul Divan a hotărât pedepsele: pentru Stan Avram și Ion Lemnaru nu mai era cazul, pentru că muriseră în închisoare; Pentru Gheorghe Baciu și Ioachim, zis Achim „... ca niște gazde de furi, la bătae cu câte treizeci toege fieșcare și la închisoare de un an, socotit de când s-au arestuit”; pentru Anastase sârbul „... cumpărătoru unora din arătatele antichități, îl apără de orice osândă și cu toate că, după pravilă, urma a pierde acei 4000 lei, prețu cumpărătorii antichităților, ca unu ce le-au cumpărat prin știință, dar fiindcă acești bani sânt din banii Statului, ce i s-au dat pentru facerea podului du peste Câlnău, hotărăște să i întoarcă înapoi, de la vânzători, spre a-i întrebuința la facerea acelui pod”. Procesele colaterale au mai continuat destul de mult timp, ca acela al lui Gheorghe Frunzăverde pentru o lădiță de bani sau cel al lui Anastase sârbul pentru cei 4.000 de lei.

### Componența tezaurului

#### Descrierea obiectelor de-a lungul timpului
A În raportul din 13 iulie 1838, capitolul Arătarea lui Ion, sin Stan Avram, birnicu ot Pietroasa, se menționează componența tezaurului format din 16 piese:
| “ | — 1 sinie cât o pălărie de mărime, și dedesupt cu scăunel rotund, ca de un deget și galbenă; — 1 pasăre, ca un porumbu, cu doi pui mai mari și doi mai mici, pasărea cu pietricele în feluri, albastre și roșii pe la gușe, pe cap, pe spinare, și puii asemenea; — 2 tipsoare, din care una au avutu trupu chipu în mijlocu tipsii, șezând pe un scaun, cu patru cățeluși pă lângă scaun, și pă dinăuntru tipsii, pe margine, chipuri de ostași, tot galbină; — 2 ca un capac de pălărie de mari, galbine pe dinafară, peste tot îngropate pietricele în feluri, având pe dinafară câte doi cățeluși ridicați în picioare, pe margine, unul de o parte și altul de altă parte, cu pietricele albe și roșii peste tot trupu, și pe coaste, ca lintea; — 6 cercuri galbene, cu pietricele mărunte mai mari decât un covrigu, iar pietricelele roșii, în trei colțuri; — 2 ibricele, galbine, în chipul canilor; — 2 brățări de mâini dasupra late, în mijloc cu locul deschis, fără de pietri, iar pe margine cu pietricele ca meiul și roșii; — 16 - Adică șaisprezece ca numere. | ” |

B Din interogatoriul lui Gheorghe Frunzăverde din același raport, comoara a fost formată din 17 piese, astfel:
| “ | — 6 cercuri galbene, în grosime ca un deget și în lărgime ca un covrig; — 1 tava galbenă, în mărime ca o pălărie; — 6 tipsii galbene, dooă mai mari, dooă mai mici și alte dooă și mai mici; — 2 talere galbene; — 1 chip de pasăre, galben, fără să se știe dacă avea pietre prețioase.” — La toate acestea se mai adaugă o brățară pe care a păstrat-o el. | ” |

C Din interogatoriul luat lui Ion Lemnaru, parte al aceluiași raport, semnat și de Nicolae Baciu, Gheorghe și Niculae, fiii lui Baciu și Stan, socrul lui Lemnaru, rezultă o componență de 22 de piese, după cum urmează:
| “ | — 1 tavă, ca un chip de meșcioară, în mărime cât o pălărie de cele mari, galbenă; — 1 pasăre, în mărime cât un uleu și mai mare decât o merlă, pe care avea niște pietre albastre, roșii și verzi; — 4 puișori, doi cu cioc și doi fără cioc, aseminea cu pietre mai mărunțele decât pă cea mare; — 8 cercuri dintre care unul era mai mic și mai lat, și toate aceste cercuri în mărime cât fundu pălării, fără pietre și galbene, și în grosime cât degetu cel mic; — 2 în chip ca niște căldăruși de botez, de jur împrejur ca niște sticle și cu pietre mărunțele, iar fața ei galbenă, și așezate pe patru cățeluși cu pietre roșii și albe, care ținea în gură, toți, câte o piatră albastră; — 2 talere, cât talerile de cositor, galbene, dintre care unul avea în mijloc în un chip de om ca o femeie și șădea pă scaun, țiindu în mâini un lucru ca un păhăruș, tot galben, și împrejurul scaunului, săpați niște chipuri în acest taler, țiindu în mână suliță și săbii; — 2 ibrice în mărime ca de o jumătate ocă apă, cu toarte galbene; — 2 brățări ca de mână, cu pietre de rându, roșii, iar în mijloc să cunoștea că au avut câte o piatră mare, care s-a găsit lipsă.” | ” |

D Cu ocazia interogatoriului lui Anastase din ziua de 24 iulie 1838, sârbul a precizat că pe lângă cele 12 obiecte pe care le-a predat banului Mihail Ghica au mai existat în locul unde le-a îngropat la podul Câlnăului încă 15 obiecte. Din cauză că nu le-a mai găsit a susținut că acestea au fost luate de apă. Lista acestora este următoarea:
| “ | — Un vas în forma unei garafe, ca de o jumătate ocă apă; — Una coadă pă care își rezema picerile tigrii, la vasul cel cu sticlării; — Doi tigrii; — Un taler neted, sadea, deopotrivă în mărime ca cel cu figuri — Trei cercuri, subțiri, în forma celui ce s-au găsit la pod la Câlnău; — Două cercuri de cele mari, potrivă cu cel care s-au găsit în pod la Gheorghe; — Un vas la formă ca o tigăiță, ca de cincizeci dramuri de apă; — Un cercu de cele mari, lătăreț și găunos; — Două brățări în chipul inelului; — O figură în formă de statuă, carea să afla așăzată pe talerul cu figuri | ” |

E În interogatoriul lui Ion Lemnaru din data de 23 iulie 1838 trimis de Pantazi Popovici Departamentului Pricinilor din Lăuntru, se găsește o descriere detaliată a celor 26 de obiecte pe care le-a găsit Lemnaru, după cum urmează:
| “ | — O tavă întinsă, ca de dooă picere în diametru, cu cerc dedesupt, pă care să așeza, și cam pătată, pă alocurea, pusă d-asupra celorlalte iar d-asupra ei era opt cercuri, cât fundul pălării, din care unui scorboros și cu încheeturi și șurupuri și avea și pietre mărunțele ăt dinafară, însă numai pă o parte, și curgea praf negru dintr-însul; — Alte dooă, însă unul lătăret, ca de dooă dăgite, și la amândooă căpătâile unde să încheia avea pietre tot mărunțele, iar celălalt, rătund și gros, ca de dooă degite și la mijloc, înpotrivă, mai subțire; — Alte dooă, largi ca fundul pălării, în grosime ca de dooă pene de gâscă și la amândooă căpătâile avea încârligături de să încheia pe la spate, fără pietre; — Alte dooă, în grosime ca de dooă degete, iar la căpătâie mai groase, unde era și scrise cu niște slove care nu s-au putut ceti, și să închidea cu limbulițe, însă fără pietre; unul la mijloc gros, la căpătâie subțire și oblu și cu belciugile întoarse înlăuntru, de să închidea. Și toate aceste cercuri era pline; — O pasăre, în mărime ca o mierlă, fără aripi și fără picere, cu capul întors spre cocoșitură și pă spate avea trei rânduri dă piietre roșii, verzi și albastre, unile ca alunile și altele mai mari, în cap și pă la gât mărunțele, ca meiu, și la gușă o piatră albastră, lunguiață, ca dooă alune în grosime. Și pasărea era găunoasă și curgea praf negru pă găurile unde sărise pietrile, iar la ochi avea pietre roșii, în mărime ca lintea; — Dooă ghioci, cât o jumătate de găoace a oului de găscă, una cu capu, cu gât și cioc în formă de pasăre, groase ca o muche de cuțit de brâu, mici și cu un lănțișor înădite, avănd pă dinnafară pietre mărunțele, ca meiu, iar la mijloc câte o piatră mare, ca un bob de porumb; — Alte dooă ghioci, mai mici, căt jumătatea ghiocii de ou de găină, rătunde, ca o ghiulea, fără cioc, ci numai cu gâturi drepte și mai supțiri decât cele de sus, având și piietre mărunțele, ca sămânța de in; — Dooă talere, ca în chipu tipsii mari, cât gura pălării, însă pă unul nu era nimic, iar altu avea pă dinlăuntru, de jur înprejur, chipuri, și la mijloc un chip de om, al căruia stat vinea înpotriva buzilor tipsii și șădea pă scaun, iar la picerile scaunului, jos, câte un cățeluș mic, cât bobu de fasole, și în mână ținea, la piept, o piatră cât un bob de porumb. Părul în cap era făcut ca măciuca; — Dooă alte vase, în mărime și adâncime cât fundul pălării mocănești. Aceste vase era făcute dă cercuri de aur și cu ferestre, sau gemulețe de sticlă albă; cercu cel din fund erea mai eșit afară, ca să stea drept pă masă; cercurile late numai cât muchea de cuțit, afară de cel de la gură, care erea gros ca pă jumătatea degetului, și pari despărțiturile care unea amândooă cercurile erea pietre mărunțele. și la toartele sau mânușile acestor vase erea lipiți niște câini, cari să rezema cu picerile de dinainte pă cercu de la gură, iar cu cele dindărăt, pă cel de la fund. Fieșcare cățel avea în gură câte o piiatră albastră, cam lungăreață, cât un bob de fasole; — Dooă vase în chip de carafe, cu mânuși, și încăpătoare ca de o jumătate ocă apă fieșcare; nalte de o palmă domnească și groase cât carafa; și grosimea mânușilor, care era lipite de gură și de fund, erea groase ca pă jumătatea degetului celui mic; — Dooă brățări de mână, oable, ce să încheia dedesupt cu o limbuliță peste care să trăgea un inel, ca să străngă amăndooă căpătâiele. D-asupra brățărilor avea făcut ca un chip de măciuchiță, în care să cunoștea locul dă piatră, care lipsea, a căriia bază să arăta a fi de mărimea unii parale, și pă marginea acelui loc avea alte pietricele mărunte, ca meiu, și roșii. | ” |

F Inventarul obiectelor tezaurului aflat la Muzeul de Antichități din București la data de 5 mai 1867 a fost următorul:
| “ | — 1 Uă tavă mare, rotundă, de aur, în patru bucăti inegale, cu gravuri jur-împrejur, pe margini și în mijloc, greutate de cinci oca, o litră, cincizeci dramuri: No. 2150 dram. câte patru. — 1 Uă vas rotund, în forma unei farfurii, de aur, cu gravuri și figuri jur-împrejur și în mijloc cu uă statuetă mică, tot de aur, represintând uă femeiă, greutate amândouă, una oca și jumătate și cincizeci dramuri: No. 650 dramuri. — 1 Uă brățea rotundă, în formă de tel gros, de aur masiv, cu uă închizătoare și cu uă inscripție, literile (sic), greutatea două sute unsprezece dramuri: No. 211. — 1 Una idem, idem, mai subțire și fără inscripție, greutatea de cincizeci și șapte dramuri: No. 57. — 1 Uă agrafă de aur, împodobită cu granate roșii, mari și mici, de diferite forme, cu pietri albe (cristalu rouche) și verzi, din cari lipsesc, sus, patru, lungărețe și jumătate granat, în mijlocu său rondul agrali având atărnat de ea două lănțișoare de aur, împletite, cu câte uă boabă de mărgăritar, greutatea de șasezeci și patru dramuri: No. 64. — 1 Uă pasere mare, de aur, capul împreună cu gâtul desfăcut de trup și ținut numai de un tel de alamă, împodobit cu optusprezece granate roșit, din cari una la cap și șeptesprezece la trup, cu două lănțișore de aur, de cari sunt atârnate căte un bold în formă de ghirlandă, compus din o piatră albă (cristal de rouche) și aur; greutatea, în tot, două sute cincizeci și șese dramuri: No. 256. — 2 Două paseri de aur, mai mici, din cari una împodobită cu șese granate roșii, cu trei lănțișoare împletite, de cari sunt atârnate alte cinci dar mai subțiri cari au, fiecare, câte lăntișoare, asemenea împletite, un bold de aur în formă de ghirlandă, adecă, peste tot, cinci ghinde, din cari trei ghinde sunt împodobite cu câte un granat roșiu și unul cu trei granate, și patru din ele conțin, osebit, ih_că câte uă materie albă, care seamănă a un fel de chit, și cari se văd prin găurile goale ale ghindelor; amândouă aceste paseri, cu atâmăturile lor, în greutate trei sute cincizeci și opt dramuri: No. 358. — 1 Un vas de aur, în formă de urnă, în trei bucăți, adecă capul cu ghâtul, trupul scaunul seu și fundul lui; de capac se ține coada sau toarta lui, formată patru muci, ca un piron lung, asupra caruia se află o pasere mică, cu capul și ciocul ei, cu aripile întinse, iar gura urnei este înconjurată de o floare în dreapta și în stânga. la una din ele lipește uă bucățică cu gravuri formă de solzi de pește , gâtul și trupul earăși cu gravuri vergi piezișe; la căpătâiul toartei se mai găsește o floricică, care este țintuită de trupul urnei; greutatea acestor trei bucăți este: cinci sute treizeci dramuri, sau una oca, o lirtră și treizeci dramuri, sau una oca, o litră treizeci dramuri. — 1 Una colie de ghât, rotundă, de aur, cu două încheieturi, în ace mișcătoare, fiecare ac are câte o granată roșie în vârf legată în aur, mai mult de jumătate lucrată ajur cu una granată roșiu și patru găurele ale ajurului astupate cu uă materie albă, ce seamănă <cu> chitu, în greutate de șasezeci și unu dramuri: No. 61. — 1 Un vas în formă de vază (coșiuleț), în douăsprezece colțuri, cu o coadă în formă de coadă de pește, sus, unde este lipit de vas, lată, și la margini îngustă, cu șase ochiulețe rotunde, din cari patru afară și două năuntru, împodobite cu alte multe, mici, ochiulețe de aur, unde a ținut pietri, și pe care coadă se află trei granate roșii, iar trupul vasului se compune din douăsprezece ochiuri pătrate, cu câte o rozetă găurnă cu noă găuri, ce a ținut pietrile, iar mai sus, earăși din 11 (unsprezece) ochiuri, patru cu câte o rozetă găurită tot în noă găuri, legată de trup cu tel de alamă, iar capacul sau fundul este în formă de rozetă, tot în noă găuri în mijloc și douăsprezece mai mari în lături, din cari însă patru rotunde și opt pătrate, fiind una astupată cu un căpăcel în formă de cap de chuiu. Acest vas este împodobit pe alocurea cu pietri, adică: granate roșii, pietri verzi și cu pietri albe (cristal rouche), iar greutatea peste tot, cinci sute optzeci și opt dramuri, sau una oca, o litră optzeci și opt dramuri. — 1 Un vas idem, în opt colțuri, cu opt ochiulețe pătrate, din catri patru cu câte o rozetă rotundă, cu câte douăsprezece găuri rotund.e, iar patru n-au aceste rozete; mai sus, lângă acestea, sunt earășt opi ochiulețe cu câte uă rozetă găurită, cu douăsprezece găuri, fiecare legat cu tel de alamă de capac sau de gura vasului, căruia în fund îi lipsește rozeta. Toartele vasului sunt compuse de două plăci de aur, late, în vîrf, formă de coadă de pește; la partea ce este lipită de trup, lată, și la vîrf îngustă, cu câte patru ochiulețe rotunde afară și mai multe pe plăci; cari a ținut pietrile. Aceste plăci sau cozi sunt sprijinite în amândouă părțile de doi tigri, din care unul este complet și bine conservat , iar celălalt îmbucățit în trei, turtit și prins numai cu tel de alamă. Tigrul cel complet este împodobit, peste tot, cu granate mici, roșii, alocurea câte una lipsă, iar cel stricat n-are nicio piatră. Vasul, asemenea este împodobit cu granate și pietri verzi, din care însă foarte multe lipsă. Greutatea două oca șaisprezece dramuri. No: 816 dramuri. — 4 Patru cutioare cu fragmente, atât de aur cât și pietri în mai multe alte cutioare și sticle, dramuri, peste tot, două sute douăzeci și cinci. No. 225 | ” |

G Inventarul tezaurului înaintea jafului lui Pantazescu de la Muzeul de Antichități din anul 1875, a fost:
| “ | — o tavă de aur, tăiată în patru, cinci oca și 280 dramuri; o urnă de aur sub formă de ibric, rupt în două bucăți, o oca și 132 dramuri; — vas rotund de aur în formă de coșuleț, în zece colțuri, cu granate roșii și albe, o oca și 72 dramuri; — un vas rotund sub formă de coșuleț în opt colțuri cu granate roșii și albe, o oca și 355 dramuri; — un vas de aur rotund, în forma unei farfurii, prin prejur cu figuri scoase afară și în mijloc o statuie de aur, dezlipită de vas, o oca și 247 dramuri; — un colier de gât de aur cu două ace, cu două granate și alte pietre, 66 dramuri; — o brățea de aur în formă de belciug, cu inițiale gotice, 211 dramuri; — o brățea de aur mult mai subțire, fără inițiale, 58 dramuri; — o lampă de aur, în formă de șoim, cu capul rupt, cu granate mari roșii și lănțișoare de aur atârnate la coadă, 252 dramuri; — un ibis sau pasăre mai mică, cu granate roșii și 5 lanțișoare de aur atârnate la coadă, 190 dramuri; — un ibis, idem, cu lănțișoare de aur, de cari sunt atârnate câte un mic mărgăritar, 167 dramuri; — Grafu de aur, împodobit cu mai multe granate roșii, 63 dramuri; — Peste tot, 12 piese de aur și în greutate de 14 oca, 63 dramuri. | ” |

#### Descrierea obiectelor care-l compun astăzi
Fiind format inițial din 22 de obiecte, s-au recuperat doar 12 obiecte. Dintre toate, doar cinci au fost lucrate doar din aur: vasul oenochoe, platoul sau talerul cel mare, frânt în patru, patera sau sinia, cea cu decor în relief cu o statuetă ce ține un pahar în mâini, colanul cu inscripție cu rune gotice și colanul simplu. Celelalte șapte piese: patru fibule, două vase poligonale și un colan, au fost împodobite cu pietre prețioase. Se presupune că cele zece obiecte pierdute au fost patru colane din care două cu pietre prețioase, unul cu inscripție, o fibulă mică presupusă a fi pereche cu cea care s-a păstrat, o cană similară cu vasul oenochoe, o pateră simplă nedecorată și două brățări cu pietre prețioase.
Obiectele tezaurului au fost făcute din aur cu un titlu de peste 20 de carate. Nu toate piesele au fost realizate din același aur. Cu ochiul liber se poate constata că fibula cea mare este făcută dintr-un aur mai roșcat decât celelalte. Din declarațiile celor care au descoperit comoara rezultă că, nu s-au găsit alte obiecte ca monede, arme sau vase de lut, așa cum s-a întâmplat de obicei în alte cazuri. Tot din descrierile găsitorilor, s-a observat că obiectele care nu s-au mai recuperat, erau din aceleași categorii ca cele rămase. Din această cauză s-a concluzionat că vasele și podoabele care formau tezaurul nu erau întâmplătoare, așa cum sunt de pildă obiectele eterogene obținute ca pradă de război. De aceea ipoteza cea mai credibilă spune că această comoară aparținea unui rege sau a unui mare prelat care o folosea în anumite ocazii cum ar fi solemnități religioase sau ospețe. În susținerea ipotezei vine ca argumentație însuși colanul cu inscripție runică. Autoritatea regelui, ca și faima sa, depindea de existența acestor tezaure la neamurile germanice. Există chiar atestări documentare de tradiții care s-au păstrat, precum și legende eroice, așa cum este Cântecul Nibelungilor.
Tezaurul de la Pietroasa aflat astăzi expus la Muzeul Național de Istorie din București are în componență 12 obiecte care totalizează o greutate de 19.755,33 de grame, după cum urmează în tabelul de mai jos:
| #  | Imagine | Stampa lui Alexandru Odobescu | Descriere |
| -- | ------- | ----------------------------- | --- |
| 1  |         |                               | Colanul simplu (Colan de formă inelară din bară cu secțiunea rotundă și suprafața netedă. Sistem de închidere alcătuit dintr-un inel la un capat și cârlig la celălalt) (armilia sau torques) și Colanul cu inscripție runică. Vezi articolul principal: Colanul simplu de la Pietroasa |
| 2  |         |                               | Taler cu o formă circulară ce are un profil ușor concav și marginea este ornamentată cu perle semisferice din aur dispuse pe amândouă muchiile în tehnica „au repousse”. Între muchii a fost prevăzută o linie zig-zagată și palmete stilizate. La mijloc a fost creat un registru meandric, în interiorul căruia a fost stilizată concentric o floare. Vezi articolul principal: Talerul de la Pietroasa |
| 3  |         |                               | Farfurie cu o formă concavă cu registre concentrice și decor „au repousse”. O ghirlandă cu frunze de viță și ciorchini de struguri sunt figurați în primul registru. Concentric apar 16 personaje mitologice și în ultimul registru se văd mai multe animale și un cioban. La mijloc, este o statuetă în chip de zeitate feminină (CYBELE?) care stă pe un tron și care ține în mâini un vas cilindric. Vezi articolul principal: Patera de la Pietroasa |
| 4  |         |                               | Ibricul, vas cu un singur mâner, în vechime: oenochoe. Înălțimea 36 centimetri, diametrul maxim 10 cm, greutatea 1,7155 kg. Vezi articolul principal: Vasul oenochoe de la Pietroasa |
| 5  |         |                               | - Colan de formă elipsoidală lucrat din 2 plăci suprapuse, inegale, încheiate prin balamale cu ac. Placa superioară înclinată, lucrată „à jour” prezintă un decor cu casete în formă de trefle, palmete, cercuri, inimioare, triunghiuri și dreptunghiuri. - Se mai păstrează 15 pietre dintre care: -9 granate (1 cabochon, 4 inimioare, 1 treflă și 3 fantezie) de cca 5,00 ct în total; -4 pietre verzi malahit, format plat, triunghiular de cca 0,30 ct în total; -2 pietre albastre lapislazuli, rotunde de cca 0,20 ct în total. Vezi articolul principal: Colanul elipsoidal de la Pietroasa |
| 6  |         |                               | - Fibulă în formă de pasăre stilizată cu aripile strânse și coada în evantai. Gâtul tronconic este ornamentat în tehnica „à jour” cu cercuri, inimioare și ovale, iar corpul ovoidal cu almandine montate cloisonné și caboșon. - Corpul este ornamentat cu casete înfundate în care se mai păstrează: - 4 almandine mari, ovale, de cca 60,00 ct în total; -26 almandine mici, diverse forme (lacrimă, inimă, fantezie) de cca 6,00 ct în total, montate în casete înfundate. În partea inferioară atârnă 4 lănțișoare: 2 din aur și 2 din argint, 3 dintre ele având la capete câte un cristal de stâncă în formă de ghindă de cca 120,00 ct în total. Pe spatele fibulei, la nivelul umerilor - 3 mici verigi. - Din dispozitivul de prindere se păstrează 3 inele fixe, care susțineau resortul și port-agrafa, în formă de teacă cu deschidere laterală; resortul lateral și acul reconstituite din metal comun. Vezi articolul principal: Fibula mare de la Pietroasa |
| 7  |         |                               | - Fibulă în formă de păsări stilizate din aur, legate între ele cu un lănțișor din metal comun. Corpul oval este ornamentat cu palmete, cercuri și inimioare lucrate în tehnica „à jour” dispuse în jurul unui caboșon central. Coada în formă de liră cu casete cloisonné și caboșon prezintă 3 lanțuri împletite, care se ramifică în 5 lănțișoare; cele 5 lănțișoare au la capăt câte un pandantiv în formă de ghindă fațetată. La fibula cu nr.inv. 11432 un pandantiv este din aur, celelalte 4 pandantive și cele 5 lănțișoare sunt din argint. - Fibula este ornamentată cu casete înfundate în care se mai păstrează : - 11 almandine mici (6 rotunde, 1 lacrimă, 4 cabochon) de cca 4,00 ct în total; - 2 almandine mici lacrimă de cca 0,75 ct în total; - 1 fragment almandin; Fibula cu nr.inv. 11433 este ornamentată cu casete înfundate, în care se mai păstrează: - 5 almandine mari (3 cabochon și 2 plate) de cca 110,00 ct în total; - 12 almandine mici (5 rotunde, 6 lacrimă, 1 plată trapezoidală) de cca 11,00 ct în total; - 14 almandine mici (5 lacrimă, 9 ovale) de cca 6,00 ct în total. - Pe spatele pieselor se păstrează din dispozitivul de prindere axul tubular orizontal cu capete în formă de ceapă (pe care era fixat resortul) și port-agrafa, în formă de teacă, prelungită printr-un tub prismatic ajurat până la capul păsărilor; resortul bilateral și acul, reconstituite din metal comun. Vezi articolul principal: Fibulele mijlocii de la Pietroasa |
| 8  |         |                               | - Fibulă în formă de pasăre stilizată cu corpul discoidal ornamentat în tehnica „à jour”, cu almandine dispuse radial în jurul unui caboșon central; capul sugerat de o casetă hexagonală și coada în formă de liră. - Piesa ornamentată cu casete, în care se mai păstrează 32 de pietre dintre care: - 2 cuarțuri fumurii tubulare de cca 7,00 ct în total; - 26 almandine și granate mici (18 lacrimă, 2 rotunde plate, 4 cabochon, 1 hexagonală și 1 trapezoidală) de cca 25,00 ct în total; - 1 granat mare rotund de cca 6,00 ct; - 1 sticlă verde în relief de cca 0,50 g. La partea inferioară atârnă 2 lănțișoare - unul din aur, celălalt din argint - cu câte o perlă la capete de cca 1,00 ct în total. - Pe spatele fibulei - dispozitiv de prindere din care se păstrează axul tubular cu capete în formă de ceapă susținând resortul și port-agrafa în formă de tub piramidal ușor arcuit; acul reconstituit din metal comun. Vezi articolul principal: Fibula mică de la Pietroasa |
| 9  |         |                               | - Vas octogonal din aur, cu pereții alcătuiți din 2 rânduri de câte 8 panouri ajurate suprapuse, unul în plan oblic, celălalt vertical. Toarte în formă de pantere, una reconstituită cu metal comun, cealaltă cu spatele ornamentat cu almandine caboșon, sprijinite cu picioarele posterioare de panourile oblice și cu cele anterioare de marginea unor plăci orizontale decupate în formă de coadă de pasăre și decorate cloisonné. Fund ajurat cu rama octogonală. - Piesa este ornamentată cu casete în care se mai păstrează 211 pietre în total, dintre care: - 7 pietre verzi turmaline (5 baghete și 2 fragmente) în inelul bazal, de cca 7,50 ct în total; - 5 almandine și granate (4 plate și 1 caboșon) în panourile trapezoidale, de cca 3,00 ct în total; - 4 almandine și granate în ramele dreptunghiulare, de cca 2,00 ct în total; - 26 almandine și granate (20 fragmente, 3 plate și 3 baghete) în panourile dreptunghiulare cu rozete mari, de cca 8,00 ct în total; - 7 almandine și granate în octaedrul superior, de cca 3,00 ct în total; - 3 fragmente turmaline pe buza vasului, de cca 0,50 ct în total; - 27 almandine și granate (întregi și fragmente) pe plăcile orizontale, de cca 8,00 ct în total; - 132 pietre dintre care: 122 almandine și granate de cca 14,00 ct în total și 10 fragmente perle pe pantera din argint de cca 0,50 ct în total. Vezi articolul principal: Vasul octogonal de la Pietroasa                                                |
| 10 |         |                               | - Vas dodecagonal cu pereții alcătuiți din 2 rânduri de câte 12 panouri ajurate, suprapuse în planuri diferite: unul, oblic, celălalt vertical. Toarte în formă de pantere din metal comun argintat, cu spatele ornamentat cu turcoaze și almandine caboșon, sprijinite cu picioarele posterioare de panourile oblice și cu cele anterioare de marginea unor plăci orizontale decupate în formă de coadă de pasăre și decorate cloisonné. Fund ajurat cu rama dodecagonală. - Piesa ornamentată cu casete, în care se mai păstrează 152 de pietre în total, dintre care: - 3 pietre verzi turmaline în inelul bazal de cca 0,80 ct în total; - 20 almandine și granate plate și ovale în panourile trapezoidale cu rozete mici de cca 150 ct în total; - 1 almandin dreptunghiular în casetele dintre rozetele mari de cca 1,00 ct; - 18 almandine și granate dreptunghiulare în inelul superior rozetelor mari de cca 9,00 ct în total; - 7 turmaline, baghete pe buza vasului de cca 7,00 ct în total; - 9 almandine și granate de diferite forme pe toarte de cca 7,00 ct în total; - 2 almandine ovale pe rozeta bazală de cca 1,00 ct în total; - 46 pietre, dintre care 22 almandine și granate caboșon și 24 turcoaze pe una din pantere (cea cu placa din metal comun); - 46 pietre, dintre care 23 almandine și granate și 23 turcoaze pe cealaltă panteră (cea cu placa din aur) de cca 6,00 ct în total. Vezi articolul principal: Vasul dodecagonal de la Pietroasa                   |
| 11 |         |                               | Două fragmente dintr-un colier inelar de 314.15 grame de aur, lucrat din bară de secțiune circulară; inscripție gravată în alfabet runic pe ambele fragmente. Vezi articolul principal: Colanul cu inscripție runică de la Pietroasa |

## 1842 — Intrarea tezaurului în circuitul muzeal
Tezaurul de la Pietroasa a devenit unul dintre principalele obiective muzeale ale României o dată cu adresa Departamentului Treburilor din Lăuntru din ziua de 28 martie 1842 către Eforia Școalelor, prin care se anunța că obiectele antice din aur ce s-au descoperit la Pietroasa, au fost predate la Colegiul Sfântul Sava. Exponatele de la Sfântul Sava au stat la baza fondării Muzeului de Antichități Național care era subordonat Eforiei. Prin acest document se cerea eliberarea unui proces verbal de primire a acestora. În data de 7 aprilie 1842, Eforia Școalelor a trimis Departamentului din Lăuntru lista explicită a obiectelor primite,[F] care aveau un total de 18,7975 de kilograme de aur.

### 1867 — Expoziția universală de la Paris
Conservatorul Muzeului de Antichități a înaintat în data de 5 mai 1867 ministrului Cultelor și Instrucțiunii Publice lista de inventar a Tezaurului de la Pietroasa ce se afla ca exponat al instituției. Pe baza acestuia, tezaurul a fost predat lui Alexandru Odobescu, aflat în funcția de Comisar General al Expoziției Române de la Paris, cu scopul de a fi prezentat la această mare eveniment internațional. Lista relevă existența a 12 poziții de inventar care însumează 16 piese, descrise explicit.[F] Pentru a fi prezentate la Paris, obiectele au fost restaurate artistic de un bijutier. A fost construită o vitrină specială protejată de o casetă de fier cubică, care avea prevăzut un mecanism ce o ridica pentru expunere sau o cobora în carcera de fier pentru a fi încuiată.

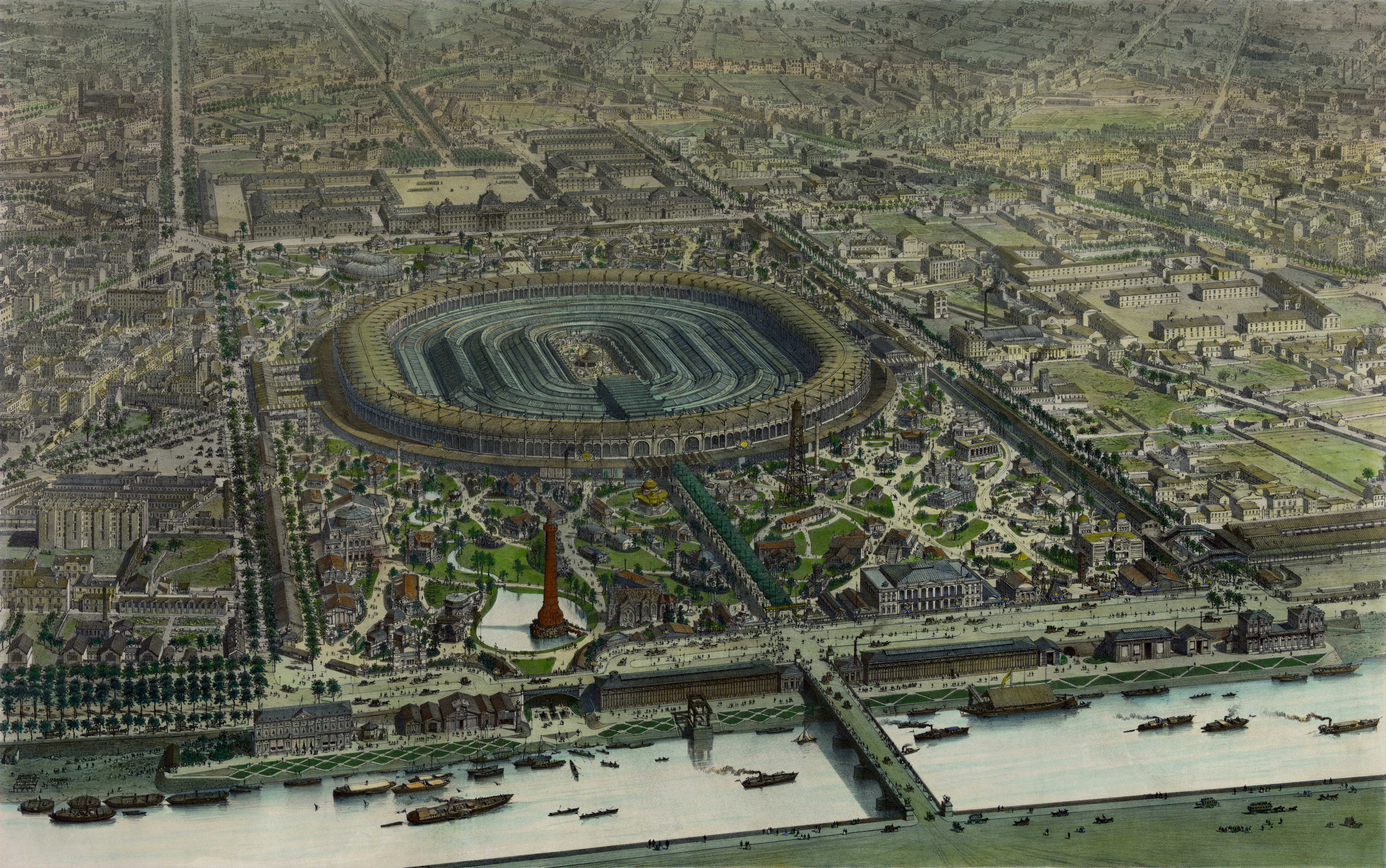
Vederea oficială a Expoziției universale de la Paris din anul 1867

Expoziția de la Paris din anul 1867, a avut niște urmări neplăcute pentru Alexandru Odobescu pentru că acesta a fost acuzat de presa română din acele timpuri, că ar fi vândut, amanetat sau înstrăinat, Tezaurul de la Pietroasa. După declarațiile lui Odobescu, acesta a afirmat că multe persoane din străinătate și din România, mulți prieteni de-ai lui și cunoscuți, l-au întrebat cum a fost posibil ca el sau Guvernul României să fi vândut acele splendide antichități pe care le-au văzut la Paris. Mai mult, Odobescu a fost acuzat că ar fi vândut mai mult, fără să țină seama de nimic, și alte obiecte expuse de România la Paris. Exagerările s-au ținut lanț și prin acuzația că Odobescu a neglijat și procesul de aducere în țară a tuturor exponatelor ce au fost prezente la Paris, astfel încât multe din ele s-au stricat pe drum.
De fapt, Alexandru Odobescu a fost țapul ispășitor din lupta politică dintre Cezar Bolliac și Ion Brătianu. Atacul lui Bolliac a început printr-un articol publicat în Trompeta Carpaților din data de 30/11 ianuarie 1868 intitulat Cloșca cu puii de aur. În acesta se spunea că:
„... Ce ne mai trebuesc tradițiuni, ce ne mai trebuie dovezi că uă civilisațiune vechiă a trecut peste pământul nostru ...? Ei bine, să va zice și aceasta, domnule ministru Ion Brătiene, că sub ministeriul dumitale s-a arsu pre tăcute Curtea de Argeșu și s-au vândut din Museulu Naționale Românu singurele obiecte care putea să dea nume de museu, museului nostru, și încă de un museu de întâiu ordin între museele Europei? În adevăr, noi de mult timp am crezut că este uă glumă cele ce ni se spunea, cum că ați fi vândut antichitățile de aur din museu; credeam că este o farsă și nici că voiam să ne preocupăm de asemenea glume; când însă aflăm aceasta acum și de la oameni serioși și de la oameni oficiali, apoi concentrăm toate puterile noastre spre a protesta contra celei mai mari crime, contra sacrilegiului, contra celei mai mari vânzări din vânzările câte s-au făcut de la 11 februarie până astăzi. A! Domnule Brătiene! Vi s-au trecut multe, dar sperăm că aceasta nu vi se va trece. Aceasta este un așa mare lucru că, adeverit officiale, trebuie să scoată toată representațiunea națională în picioare și să-ți ceară să aduci înapoi și să așezi la locul lor acele odoare precioase, acele odoare care făceau mândria noastră națională...
----- Trompeta Carpaților, An VI, nr. 598, marți 30/11 ianuarie 1868”
Pus în fața unor astfel de acuzații, chiar dacă nu i-au fost adresate direct, Alexandru Odobescu a conceput o „Dare de seamă despre ducerea și expunere Thesaurului de la Paris și la Londra, în anii 1867 și 1868” pe care a publicat-o în ziarele Opiniunea constituționala și Traian în anul 1869.

### 1868 — Expoziția de la Londra
După Expoziția universală de la Paris din anul 1867, la cererea „... d-lui Henri Cole, Comisarul general al secțiunei britanice și totdeodată Directore al Muzeului South-Kensington de la Londra, prin care eram invitat a permite ca după închiderea Expozițiunei din Paris, adică de la noembre 1867 înainte, minunatele antichități ale României să fie transportate la Londra și expuse, pe timp de 9 luni, în numitul Muzeu de la South-Kensington”. După primirea aprobării din partea Guvernului român, Tezaurul a fost expus și la Londra.

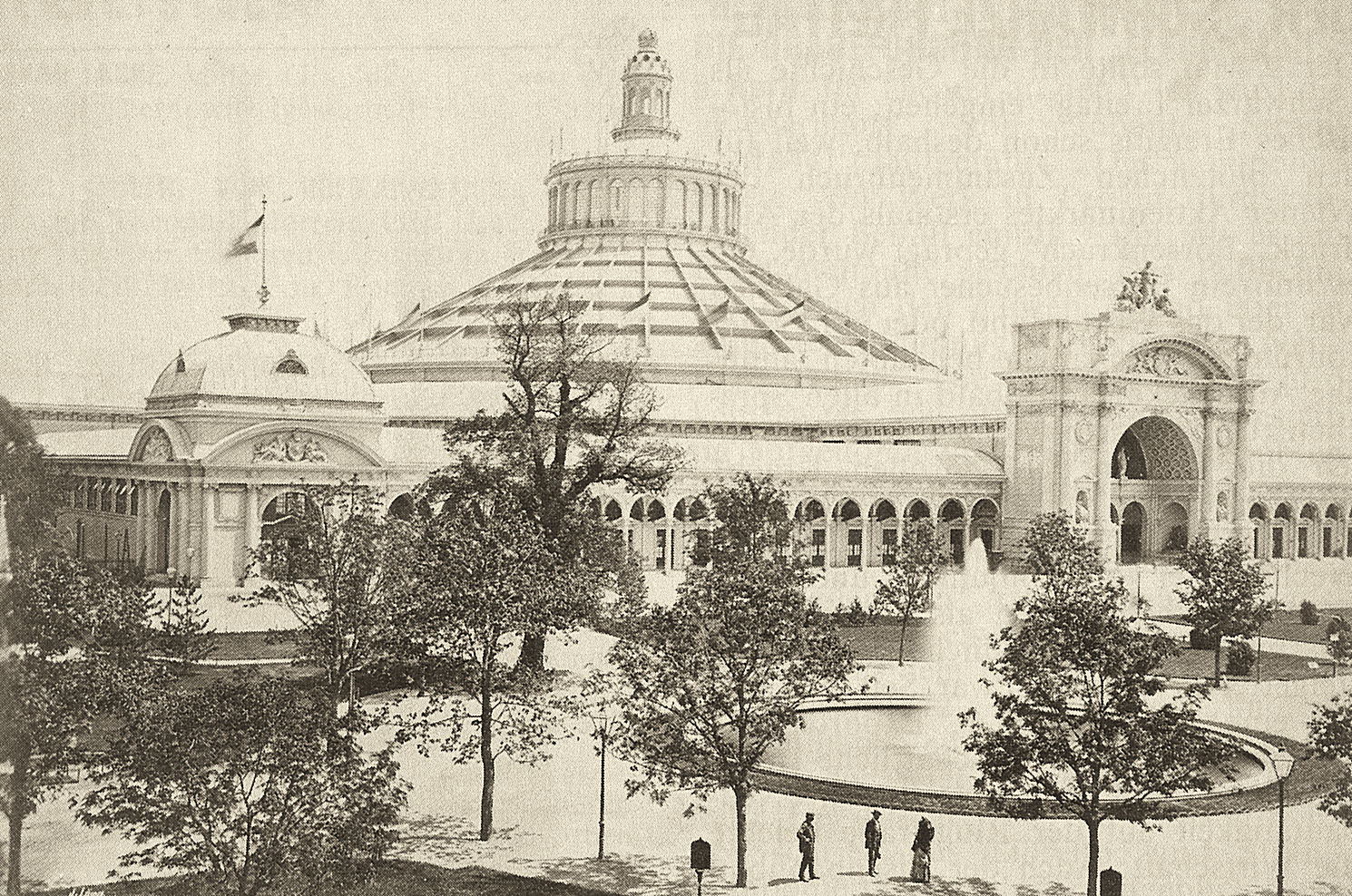
Rotunde - Pavilionul central a Expoziției universale de la Viena din anul 1873

La Londra, toate obiectele tezaurului au fost fotografiate și unora li s-au făcut copii galvanoplastice. Fotografiile cu Tezaurul de la Pietroasa au fost publicate într-un album împreună cu o descriere foarte amănunțită a tuturor pieselor componente. Aceste fotografii făcute la Londra în anul 1868 sunt singurele mărturii despre cum au arătat obiectele după restaurarea realizată de la Paris.

### 1873 — Expoziția universală de la Viena
În anul 1873, tezaurul a fost prezent la Expoziția universală de la Viena (1873). După terminarea evenimentului, tezaurul s-a întors la București și a fost așezat în vitrina sa specială, în Muzeul Național de Antichități care se afla la parterul vechii clădiri, astăzi dărâmată, a Universității, în aripa de vest. Spațiul de deasupra sălii muzeului era ocupat Senatul României.

### 1900 — Expoziția universală de la Paris

Carte poștală care prezintă Pavilionul României la Expoziția Universală de la Paris din 1900

Tezaurul de la Pietroasa a fost expus la Expoziția de la Paris din anul 1900, la cererea guvernului francez. A fost prezentat șase luni în Sala Orfevrăriei antice din Luvru. Alexandru Tzigara-Samurcaș a precizat că tezaurul a adus cu el nu numai o frumusețe stranie, ci și potențialul de a crea surprize sau aventuri cu care românii erau deja obișnuiți. Samurcaș a mai menționat că arheologul Edmond Pottier a răsuflat ușurat când comoara a părăsit Parisul, deoarece „... am răsuflat ușurați când ne-am văzut scăpați de această piază rea. În timpul expunerii, sub acoperământul Louvrului s-au ivit nu mai puțin de 30 de incendieri ale coșurilor Ministerului Coloniilor din aripa vecină palatului: Le porte-malheur borna là son influence”.

### 1972 — Muzeul Național de Istorie a României
În ziua de 8 mai 1972 a fost inaugurat Muzeul de Istorie al RSR care după Revoluția din anul 1989 și-a schimbat titulatura în Muzeul Național de Istorie a României. Tezaurul de la Pietroasa a devenit exponat al acestui muzeu încă de la înființarea lui. El este prezentat „... alături de tezaurele traco-geto-dacice de la Hinova și Băiceni, de la Coțofenești și Poroina, de la Averești-Bunești și de multe alte neprețuite vestigii ale artei și civilizației strămoșilor noștri, mărturii ale milenarelor tradiții ale geniului unui popor, așa cum sublinia în urmă cu trei decenii Tudor Arghezi”.

## Monografia lui Alexandru Odobescu
Alexandru Odobescu deține locul fruntaș printre cercetătorii care au studiat, au analizat și au publicat lucrări științifice despre Tezaurul de la Pietroasa. Istoricul român a urmat cursurile unor mari profesori din capitala Franței și și-a însușit cu temeinicie limbile clasice, precum și o erudiție arheologică. La tinerețe era preocupat cu predilecție de monumentele feudale, dovada stând și descrierile și comentariile ce reies din nuvelele sale de factură istorică. În anul 1861 a făcut o călătorie la Pietroasa și s-a simțit atras de tezaurul pe care-l văzuse de altfel, de mai mulți ani de zile, la Colegiul Sfântul Sava, acolo unde era el expus. Așa cum a mărturisit chiar el, până în acel moment, tezaurul nu-i inspirase decât „... un sentiment de vagă curiozitate și admirație”.

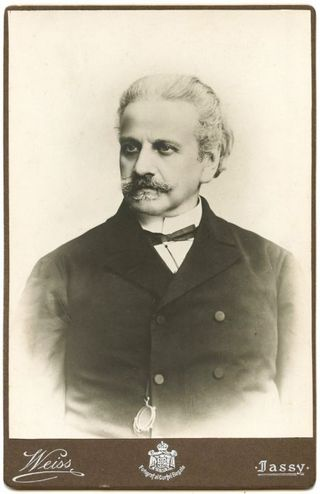
Alexandru Odobescu

Ca urmare a vizitei la Pietroasa și a contactului pe care-l făcuse, tot în acel an, la Liceul Național din București, cu profesorul german Rudolf Neumeister, Odobescu a făcut o adevărată pasiune pentru Tezaurul de la Pietroasa. Rolul determinant l-a avut Neumeister care făcea de mai mult timp studii asupra tezaurului, în două direcții principale: prima referitoare la inscripția de pe colan și a doua, consultarea izvoarelor documentare antice. Profesorul german a pus tezaurul în conexiune cu momentele importante care s-au derulat în secolul al IV-lea în istoria universală. El a fost cel care a enunțat pentru prima oară teza atribuirii comorii lui Athanaric, conducătorul vizigoților, care au trecut prin teritoriile care compun astăzi România. Concluziile la care a ajuns cercetătorul german au fost publicate în articole de presă din Germania, fără să fi fost reunite vreodată în vreo lucrare științifică.
Având doar 27 de ani, Odobescu s-a hotărât să realizeze un studiu arheologic de mare anvergură, care să fie bazat pe o analiză științifică scrupuloasă, astfel încât să fie demn de bogăția materială și de originalitatea tezaurului. Demersul său a fost atât de singular, deoarece niciun român de până atunci nu mai făcuse așa ceva, încât și-a dedicat întreaga viață realizării lui. Concretizarea visului său a devenit realitate prin monumentala monografie intitulată Le trésor de Pétrossa, étude sur l'orfèvrerie antique, ce a fost tipărită în anii 1889-1900, în trei volume la Paris și Leipzig. Lucrarea a beneficiat de un in folio de mare clasă, ea fiind ilustrată cu planșe heliografiate și cromolitografiate după desenele lui Henric Trenk. În anul 1895, Odobescu a decedat și tipărirea lucrării nu marcase decât apariția primului volum, în anul 1889. Celelalte două volume au fost realizate după notele sumare și după ciornele care au fost lăsate de autor. Tipărirea lor s-a făcut fără a se aduce adausuri sau modificări, fapt care a dus la o lipsă de proporții dintre cele trei volume.
Lucrarea lui Alexandru Odobescu prezintă uneori o acumulare exagerată a informațiilor comparative, ca și diferite digresiuni care afectează planul general. Prezentarea lucrării este la superlativ și concluziile au rămas încă de actualitate. Cu toate că a fost scrisă în limba franceză, stilul expunerii relevă calitățile literare ale autorului. Până la data redactării primului volum, toată literatura privitoare la tezaur a fost citată sau comentată de Odobescu. După aceea nu a mai apărut nimic nou și monografia lui a fost citată în toate lucrările de sinteză privitoare la comoara de la Pietroasa. Ulterior, cel mai mult s-a scris despre inscripția de pe colan, problema descifrării ei fiind în sarcina filologilor germaniști. Prin faptul că Tezaurul de la Pietroasa a fost trimis la Moscova timp de 40 de ani, în perioada 1916 - 1956, s-a pus practic o piedică pentru studierea lui de către cercetători, de aceea monografia lui Odobescu a rămas una din lucrările de bază privitoare la tezaur.

### 1874 - 1900 —Le Trésor de Pétrossa
Tezaurul de la Pietroasa se află astăzi la Muzeul Național de Istorie a României. El face parte din vestigiile care au atras fascinația oamenilor și a incitat interesul arheologilor și istoricilor. Alexandru Odobescu a fost cel care și-a dedicat viața în a-l înțelege și a ridica vălul de incertitudini care-l înconjura, pornind de la componența sa, a originii lui și a modului cum a fost el descoperit. În acest sens, Odobescu a scris o carte în limba franceză, dorită a fi în trei volume (rămasă neterminată), intitulată Le trèsor de Pétrossa. Historique. Déscription. Étude sur l’orfèvrerie antique, 3 vol., Paris, 1889-1900; vol. 1-1889, vol. 2-1896, vol. 3-1900. Cartea este o monografie dintre cele mai fascinante ale sfârșitului de secol al XIX-lea și în același timp un compediu al Antichității. În aceasta se regăsesc cataloage de piese, texte antice, abordări diacronice, dar și multe analogii întâlnite în mari spații geografice.

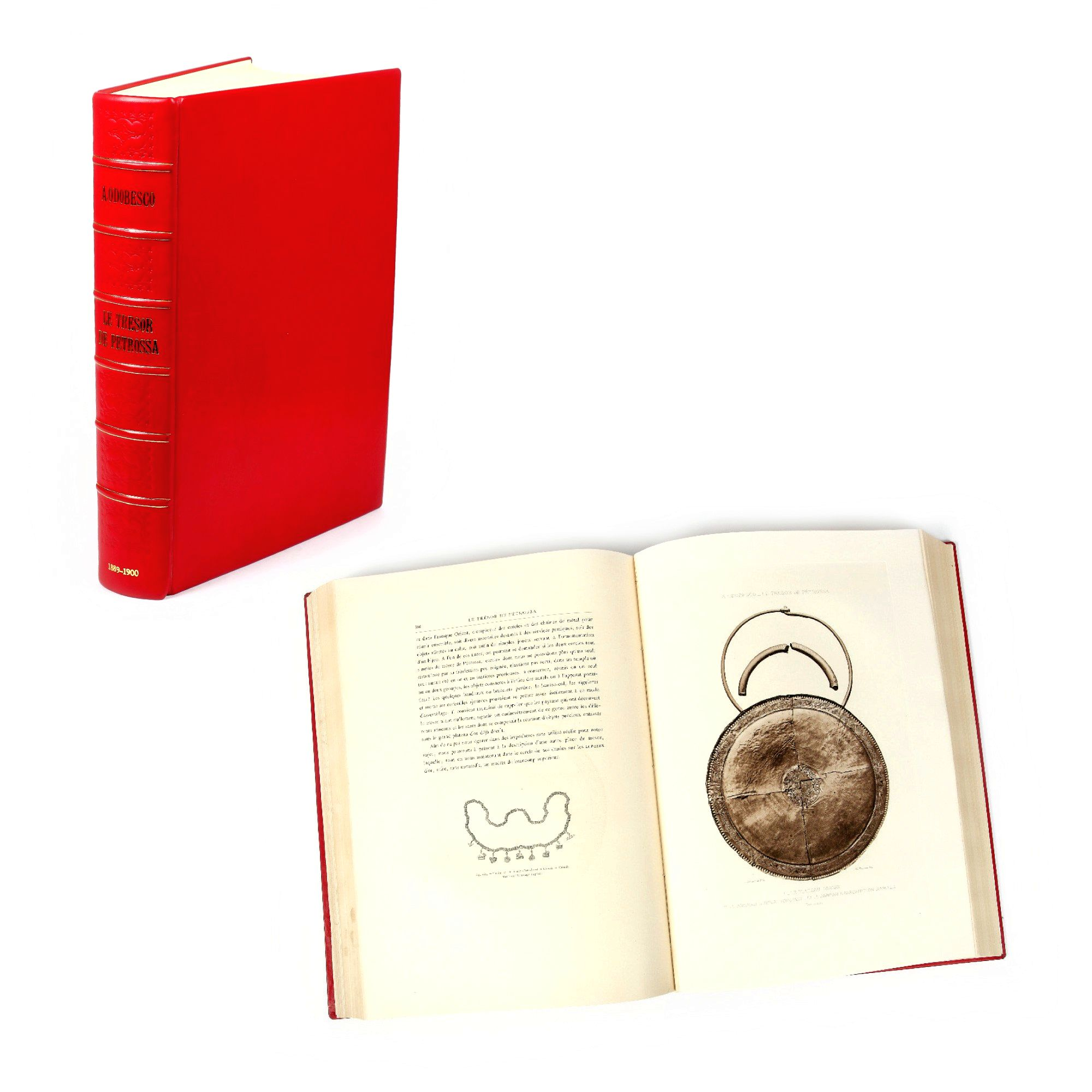
Le Trésor de Pétrossa (1896 - 1900) - de Alexandru Odobescu

Alexandru Odobescu a prezentat în data de 2 mai 1874 lui Titu Maiorescu, care era ministrul Cultelor și Instrucțiunii Publice, proiectul lucrării monografice pe care dorea s-o publice despre Tezaurul de la Pietroasa. În adresa nr. 7860/2 mai, Odobescu a precizat că s-a ocupat de acest demers de circa zece ani de zile și că a studiat toate aspectele legate de subiect, arheologic, istoric, artistic și industrial. Scriiorul a amintit că publicase deja un volum în limba franceză cu ocazia expoziției care a avut loc în anul 1867 sub numele Notiță despre Antichitățile României. Din acel an, a făcut pregătiri pentru publicarea materialului atât în România cât și în străinătate și a realizat prin interpuși un număr semnificativ de stampe xilografiate și acuarele care urmau a fi folosite la ilustrarea noii lucrări. Făcând referire la arta goților pe care probabil o releva Tezaurul de la Pietroasa, Odobescu a cerut sprijinul financiar și logistic al ministrului.
Lucrarea științifică aflată în stadiul de proiect la acea dată trebuia să fie o Monografie asupra Thesaurului de orfauraria antică, găsită la Petroasa. Ea trebuia să conțină studii comparative dintre obiectele comorii de la Pietroasa și alte obiecte similare din colecții din străinătate. Ea cuprindea: o introducere cu puncte de vedere generale asupra antichităților și analogii cu cele din componența comorii românești; un istoric al descoperirii de la Pietroasa; o descriere amănunțită a obiectelor; un studiu al originii lor și o expunere a epocii istorice în care așa ceva ar fi putut fi confecționat. Textul trebuia să fie în limba franceză pentru o mai largă circulație culturală și calitatea tiparului, una ireproșabilă. Numărul de pagini era estimat între 500 și 800 de pagini, cu circa 100 - 120 de xilogravuri și opt tabele în care să fie prezentate imaginile color ale obiectelor din tezaur. Odobescu a prezentat ministrului și o listă detaliată a cheltuielilor estimate pentru publicarea lucrării, un total de circa 25.000 de lei pentru 500 de exemplare. Din acest total, Odobescu dorea ca 150 de exemplare să-i rămână lui și restul de 350 exemplare plus 36 de pietre cromolithografice și 100-120 bucăți de clișee xilografice folosite la tipărire, să rămână ministerului.
Cererea lui Odobescu a fost aprobată, cu condiția ca plățile să se facă eșalonat, 5.000 de lei pentru anul în curs, iar restul de 22.143 de lei urmau să fie plătiți în două tranșe egale pentru următorii doi ani. În 15 martie 1875, Odobescu a cerut ministerului să i se elibereze suma de 2.270 de lei cu care trebuia să plătească lucrările pe care Henric Trenk, A. Lambris și Richard Brend’amour le executaseră. În această adresă, semnatarul a menționat că o parte dintre cromolithografii erau în lucru la dl. Morel la Paris și că în scurt timp va depune la dl. Socek textul ediției în limba română. Cererea a fost aprobată prin ordinul nr. 218/1875.
Prin adresa nr. 13179/14/26 mai 1888, Alexandru Odobescu a cerut ministrului Titu Maiorescu să-l ajute financiar pentru a ajunge la Paris la dl. Rothschild, 13 Rue de Saints Perés, unde dorea să facă presiuni pentru urgentarea realizării lucrării contractate în anul 1886. Cum situația sa financiară era una nesatisfăcătoare privind acoperirea cheltuielilor de drum, scriitorul era dispus să renunțe la 34 din volumele care i s-ar cuveni, adică o contravaloare de 150 de franci pe care îi considera suficienți pentru a ajunge la Paris. Prin contractul cu Rothschild se prevedea ca statul român să plătească o sumă de 3.000 de franci anual pentru tipărirea cărții. Acest lucru nu s-a întâmplat pentru anul 1887 și în 1888 această sumă nu era alocată în bugetul ministerului. În plus de toate acestea, Odobescu a precizat că mai efectuase timp de doi ani diferite lucrări necesare cărții, contravaloarea lor nefiind achitată către cei ce le-au realizat. În acest fel, Odobescu a insistat pe lângă ministrul Maiorescu pentru urgentarea plăților către furnizori și editura lui Rothschild, care numai astfel ar fi putut debloca reluarea lucrului de publicare.
Ministerul a dat rezoluție favorabilă pe 19 mai 1888 printr-o dispoziție prin care s-a eliberat suma de 5.000 de franci (5.850 de lei) cu condiția ca acesta să termine primul volum până în luna octombrie. În plus, ministrul Maiorescu a precizat că în condițiile în care Camera Parlamentului nu va aproba suma necesară continuării lucrării în trei volume, autorul să suporte restul de coli de hârtie până la cele 85 contractate cu Rothschild pentru o descriere sumară a restului tezaurului, incluzând și toate gravurile realizate. Cheltuielile făcute pentru publicarea operei lui Odobescu au însumat în perioada 1876-1888 un total de 65.323,20 de lei și în perioada 1889-1894 un total de 89.595 de lei, adică un total general de 155.918,20 de lei.

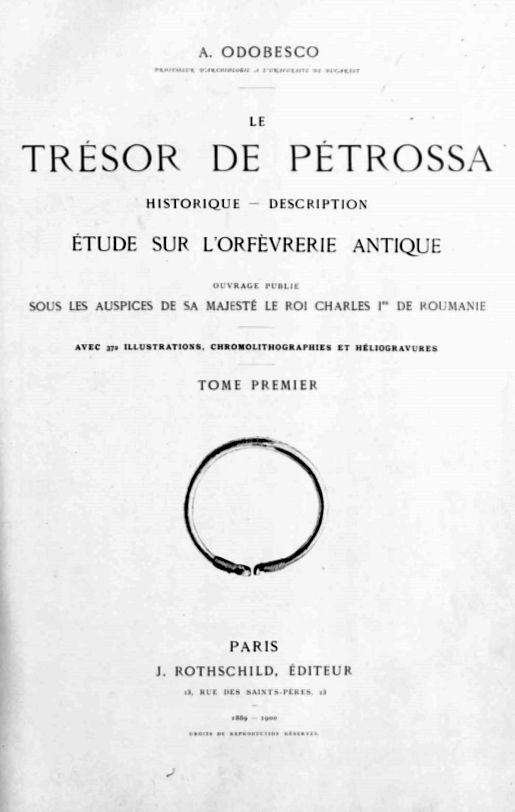
Primul volum (1889)
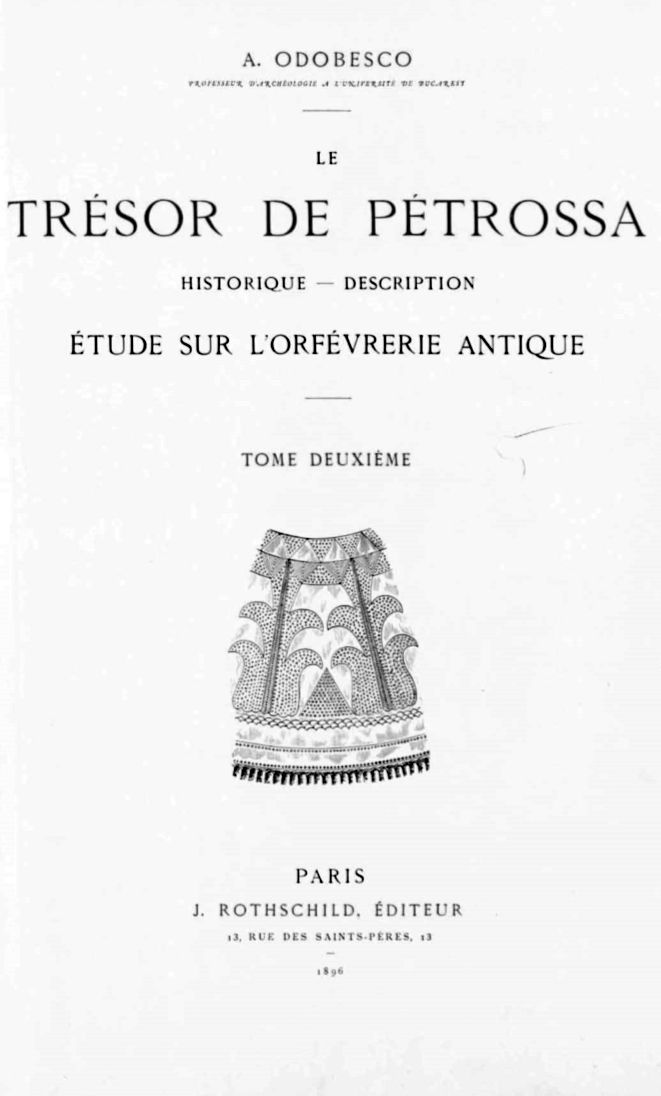
Al doilea volum (1896)
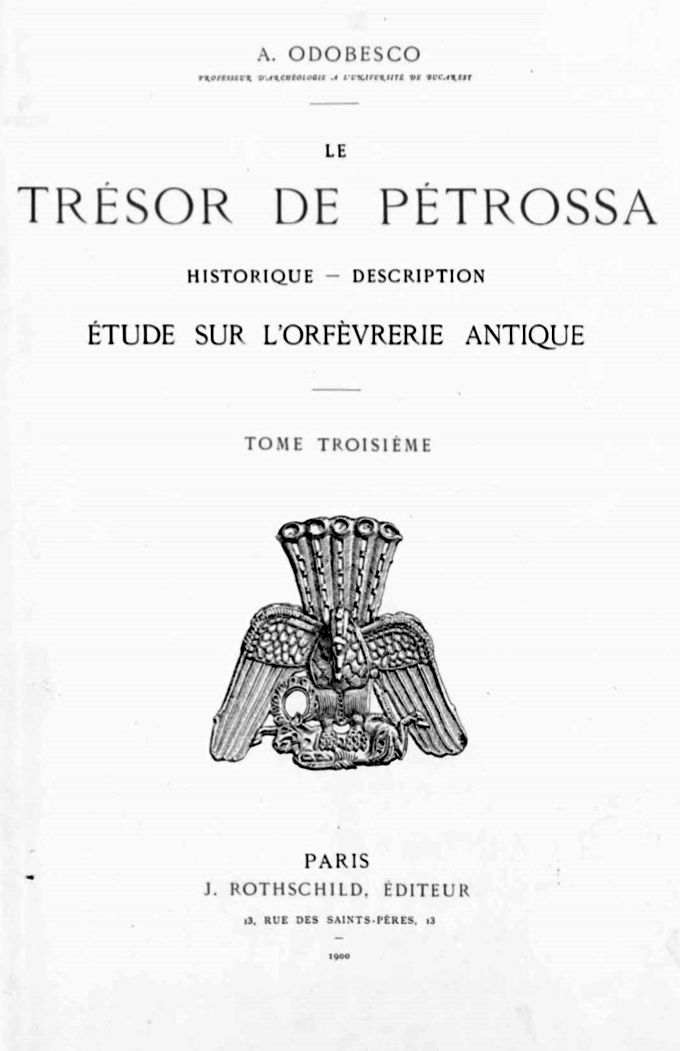
Al treilea volum (1900)
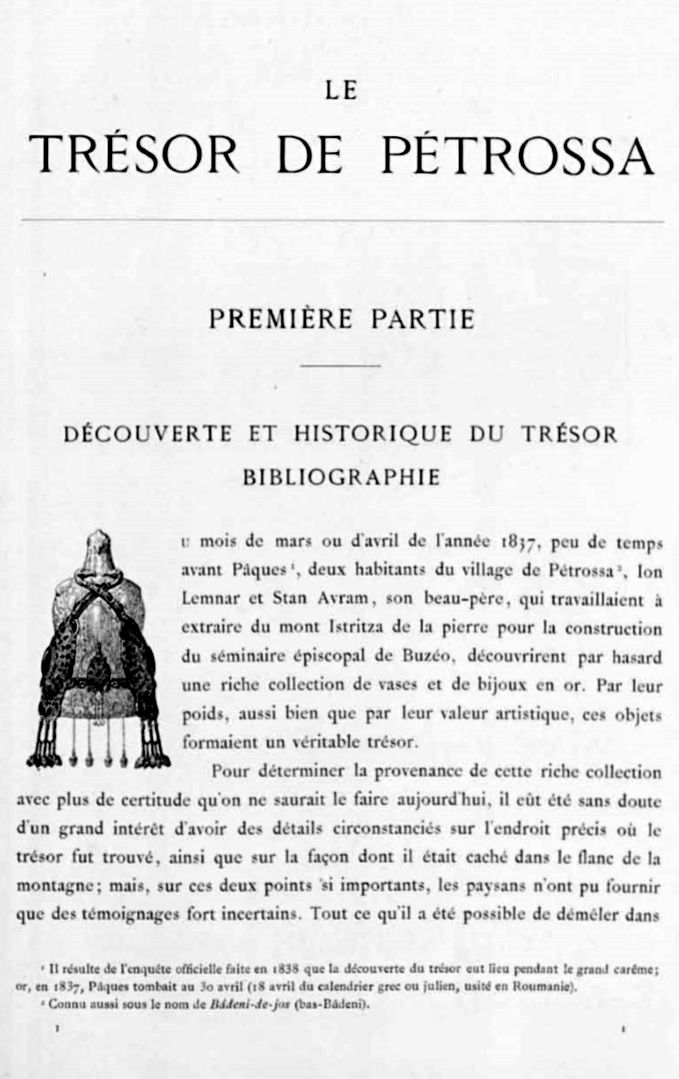
Pagină din vol. 1
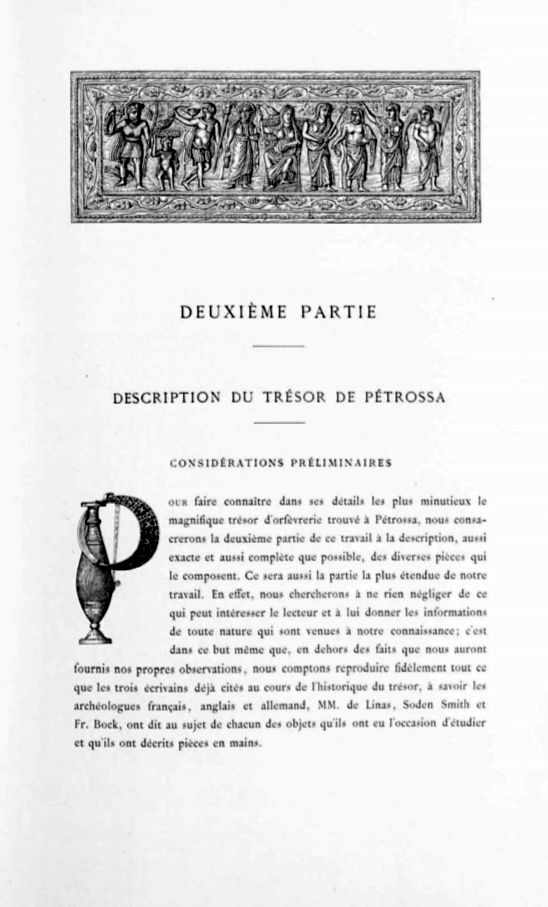
Prima pagină din vol. 2
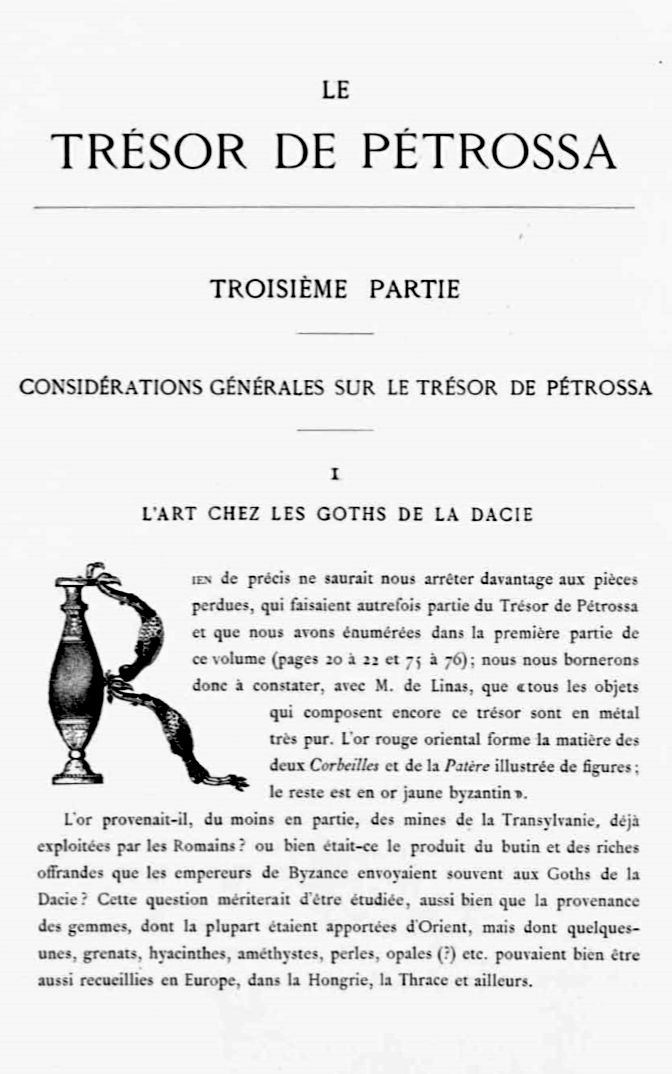
Prima pagină din vol. 3

Din anul 1893, legătura cu firma Dujardin din Paris și cu editorul I. Rothschild, precum și corecturile necesare editării lucrării, au fost realizate de Gheorghe I. Ionescu-Gion, acesta fiind însărcinat în acest sens de Titu Maiorescu. Ionescu-Gion a avut unele dificultăți de colaborare cu părțile franceze. Toate au fost rezolvate prin intervenția Ministerului Afacerilor Străine.
Primul exemplar al operei a venit în România în ziua de 19 mai 1900, Odobescu fiind deja decedat din anul 1895, și în data de 5 decembrie s-au donat zece exemplare celor care au contribuit la apariția ei: Take Ionescu, Titu Maiorescu, Spiru Haret,, Constantin Arion, Constantin I. Istrati, Petru Poni, soției autorului, Ermil A. Pangrati, Academiei Române și Fundației Universitare „Carol I” din București. I. Rotschild, editorul operei de la Paris, a înștiințat pe Titu Maiorescu despre modul cum s-a făcut popularizarea lucrării în străinătate și i-a sugerat acestuia să ia legătura cu Legațiile Regale din Roma, Viena, Paris, Berlin, Bruxelles, Saint Petersburg și Madrid, pentru a face diligențele necesare vânzării ei.

## Incidente defavorabile

### 1875 — Furtul lui Pantazescu

#### Autorul jafului
În noaptea de 19 spre 20 noiembrie 1875, Tezaurul de la Pietroasa a fost furat din Muzeul de Antichități din București. Ziarul Românul din data de 20 și 21 noiembrie 1875 a anunțat furtul publicând un articol dedicat acestuia cu titlul Furarea Tezaurului de la Pietroasa. A doua zi, un măturător de stradă a anunțat că a găsit o bucată de aur din tezaur în zăpadă. În ediția din 22 și 23 noiembrie a aceluiași ziar s-a scris că „... În momentul în care scriam aceste linie (sic), o mișcare imensă în tot orașul ne vesti că Tezaurul s-a regăsit. Dar vai! Semnul de pervertire nu este decât prea legitimat: furul, de mii de ori criminal și sacrilegiu, este un tânăr de oarecare condițiune, căruia nu-i lipsește nici oarecare instrucțiune. Numele său este Dimitrie Pantazescu-Popescu, a urmat învățământul Seminarului din București, de unde a fost izgonit pentru rea purtare.” În continuarea articolului s-au dat detalii despre modul de operare al hoțului. Separat, în numărul din 23 noiembrie s-au precizat și obiectele care compuneau[G] tezaurul.
Dumitru Pantazescu-Popescu era născut la Titu, județul Dâmbovița, fiul preotului Pantazi. Era de statură mijlocie, ochii căprui, uscățiv, fără barbă și mustăți, frunte dezvoltată, o figură cutezătoare și avea la data jafului doar 21 de ani. Avea deja o largă activitate infracțională, fiind un obișnuit al Parchetului pentru diverse furturi, încă din anul 1871.

#### Modul de operare

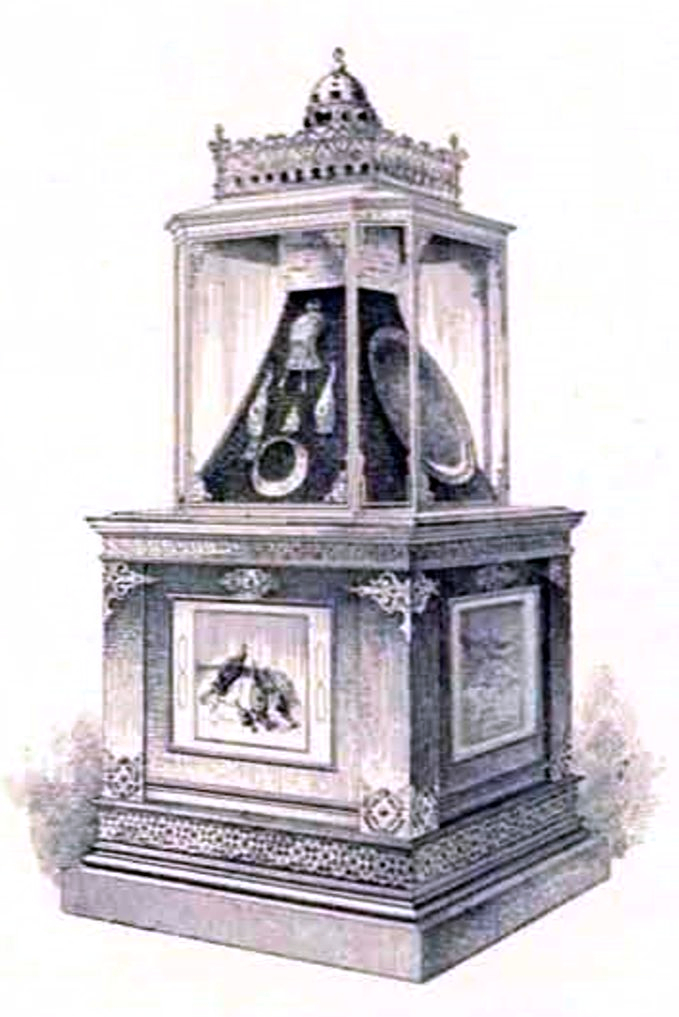
Vitrina Tezaurului de la Pietroasa din Muzeul de Antichități din București

În noaptea jefuirii comorii, a intrat în Biblioteca Senatului, care era amplasată deasupra camerei în care era tezaurul. A tăiat dușumeaua din partea dreaptă a mesei din mijlocul bibliotecii și a coborât în camera tezaurului pe o frânghie legată de un par pe care l-a pus de-a curmezișul găurii din dușumea. S-a lăsat în dreapta galantarului cu expozoare din mijlocul camerei cu antichități bisericești și alte obiecte prețioase. Aici era Tezaurul de la Pietroasa. Din dușumeaua care a fost tăiată a căzut varul și toate materialele pe care le avea în structura ei. Geamurile galantarului au fost tăiate cu diamantul și toată comoara a fost furată. Ușile Bibliotecii Senatului erau neatinse, ca și ușa camerei cu antichități și ferestrele mari dinspre drum, care erau închise cu obloane strașnice din lemn, vopsite cu galben închis. Sala bibliotecii de sus nu era păzită de nimeni, iar sala de antichități avea gardă permanentă organizată în schimburi regulate. Autorul articolului de presă a menționat că nimeni nu a simțit nimic, nu a văzut nimic, cu toate că trebuie ca tăierea dușumelei să fi produs mult zgomot, ca și căderea varului, neținând cont că jefuitorul trebuie să fi lucrat cu vreo sursă de lumină, nedepistată de autorități.
Pantazescu a operat singur, fără a avea complici, inclusiv ridicarea cu tezaurul pe frânghie. Pentru a ajunge înapoi în sala de sus a bibliotecii, și-a dat jos pantalonii, a pus toate obiectele comorii în pantaloni ca într-un sac și a legat sacul de frânghie, astfel încât frânghia să stea întinsă. A urcat pe frânghie în sala de sus, a tras sfoara cu sacul cu comoara și a luat obiectele.

#### Descoperirea furtului
Prefectul Capitalei N. Slăvescu a dat anunț de presă în ziua de 20 noiembrie 1875, prin care menționa că se oferea un premiu de 5.000 de lei noi celui care va descoperi unde se află tezaurul. Premiul urma să fie plătit din fondurile Ministrului Cultelor.
Poliția a urmărit pe toți indivizii cu rele purtări care erau trecuți în Condica Pungașilor, deci și pe Pantazescu care era cap de listă și care „... era bănuit și pentru un furtișag de la doctorul Vlădescu, furtișag de o audaciă (sic) [îndrăzneț, n.r.] nemaipomenită, care proba pe atâta pervetire, pe câtă inteligență și sânge rece.” Fiind urmărit, un agent de Poliție a găsit asupra lui Pantazescu două chei, una din ele fiind cea cu care a deschis ușa bibliotecii. Restul a urmat repede. Din declarațiile autorului furtului, a rezultat că a intrat după ora 18 în Biblioteca Senatului și a părăsit clădirea după ora trei și jumătate noaptea. La percheziția care i s-a făcut acasă, s-au găsit majoritatea obiectelor comorii și în plus, obiectele furate de la doctorul Vlădescu.
Prin adresa nr. 26526 / 18 decembrie 1875 a primului procuror către ministrul Cultelor se precizează că din obiectele furate nu s-a găsit un sfert din tavă și o brățară ce avea o inscripție gotică. A doua zi, pe 19 decembrie, Ministerul Cultelor a trimis Imprimeriei Statului un anunț spre publicare, al Prefecturii Poliției, prin care s-a oferit o recompensă de 1.000 de lei celui care va afla unde sunt obiectele negăsite.
Impactul produs de regăsirea tezaurului asupra populației Bucureștiului a fost unul fără precedent. Mii de oameni au umplut până la refuz curtea Poliției Capitalei, precum și străzile învecinate, pentru a afla noi amănunte.

#### Evenimentul ca subiect de presă
La rubrica Ultima oră a ziarului Alegătorul liber din ziua de 24 noiembrie 1875 s-a spus că „... Aflăm cu cea mai mare satisfacțiune că tezaurul de la Petroasa, furat prin efracțiunea tavanului Universității, s-au regăsit. Întâmplarea unei perchisițiuni la un individ bănuit că ar fi furat niște obiecte a făcut să se descopere podoaba Museului nostru național. Culpabilul, se zice, a mărturisit faptul și a restituit Cloșca cu puii, dimpreună cu celelalte vase de preț ce sustrăsese într-un mod așa de audacios. Ele au fost imediat depuse spre păstrare la Casa de Consemnațiuni.”

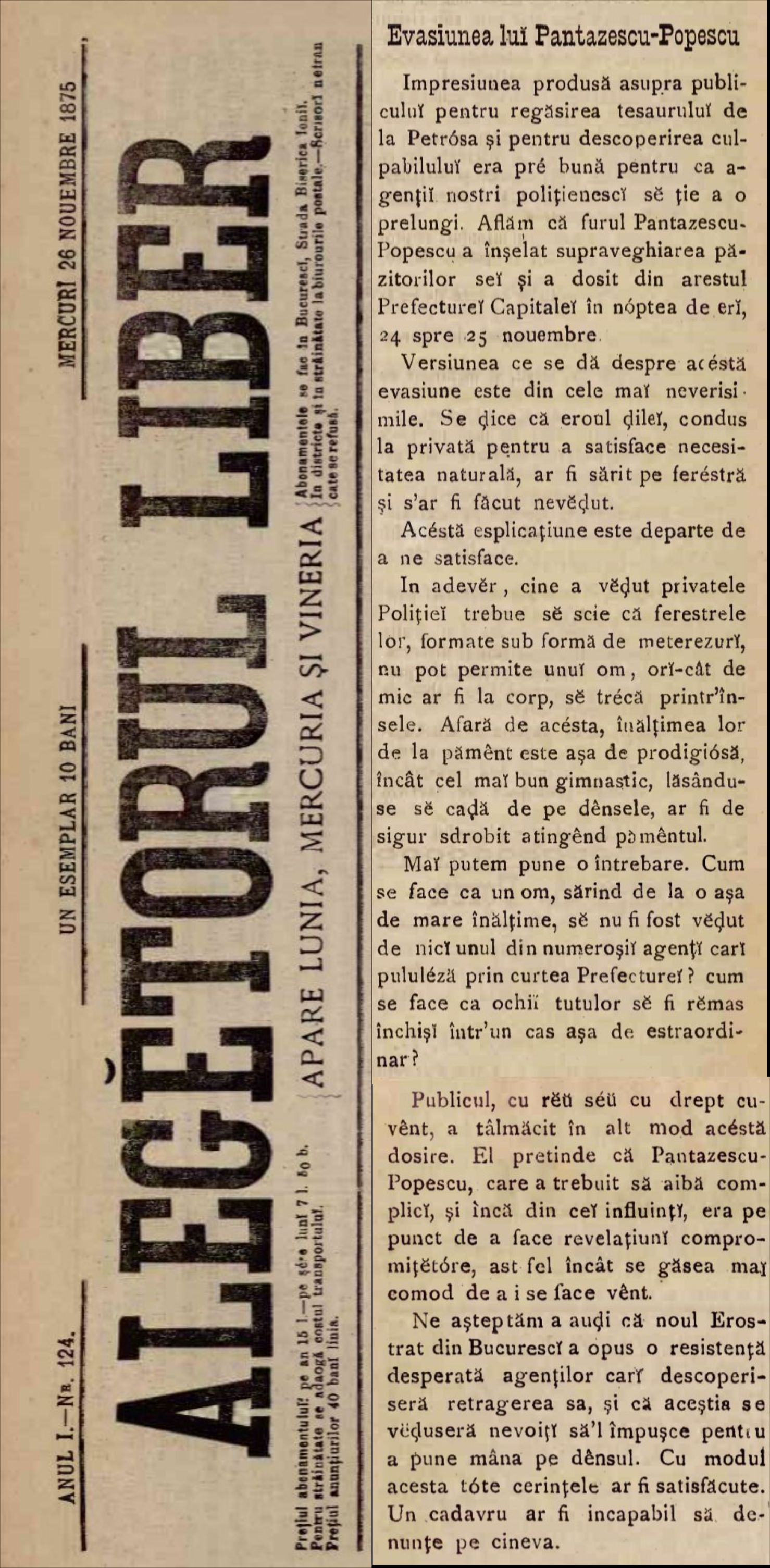
Evasiunea lui Pantazescu-Popescu - 26 noiembrie 1875

Surpriza de știri a sosit în data de 26 noiembrie 1875. Tot ziarul Alegătorul liber, în articolul intitulat Evasiunea [Evadarea, n.r.] lui Pantazescu-Popescu, a anunțat că acesta a înșelat modul de supraveghere al paznicilor și a evadat în noaptea de 24 spre 25 din arestul Prefecturii Capitalei. Versiunea oficială despre evadare a fost cu totul neverosimilă. S-a spus că Pantazescu a fost însoțit la toaletă pentru satisfacerea unor nevoi fiziologice și a sărit pe fereastră făcându-se nevăzut în noapte. Explicația dată de autorități nu a fost satisfăcătoare pentru presă, autorul articolului de la Alegătoru liber făcând precizarea că ferestrele de la toaletele Poliției erau prea mici pentru ca un om să poată fugi prin ele. Mai mult, se menționează în articol, înălțimea la care erau amplasate ferestrele era așa de importantă „... încât cel mai bun gimnastic, lăsându-se să cază de pe dânsele, ar fi desigur zdrobit atingând pământul”. Cum niciun agent de poliție din curtea prefecturii nu l-a văzut pe Pantazescu, presa a presupus că acesta a avut un complice, și nu unul oarecare, ci unul influent. Nefiind de găsit, s-a presupus că Pantazescu a fost împușcat pentru a nu divulga relațiile sale suspuse, în numele cărora a acționat.
O nouă știre de presă a apărut în același ziar, în ziua de 28 noiembrie. S-a anunțat că Pantazescu a fost prins în noaptea 26 spre 27 noiembrie într-un bordel din București, găsindu-se asupra lui 50 de galbeni. În noaptea de 27 spre 28 noiembrie a fost dus de polițiști la Închisoarea Văcărești.
În data de 12 ianuarie 1876 a apărut un articol intitulat Descoperirea restului din Tezaurul de la Pietroasa în Curierul Bucureștilor, care a anunțat că restul tezaurului a fost găsit cu ajutorul poliției la argintarul Costache Constantinescu. Restul din comoară a fost identificat prin intermediul interceptării unei scrisori anonime adresată lui Pantazescu. Fiind interogat de către intendentul arestului de la Închisoarea Văcărești, fiind intrebat de sensul pe care-l releva scrisoarea anonimă, Pantazescu s-a repezit asupra intendentului, a smuls scrisoarea și a înghițit-o. Într-un final, Pantazescu a declarat că i-a dat restul de tezaur argintarului pentru a-l topi. Interogatoriul făcut de către intendent, relevă o complicitatea vădită dintre argintar și Pantazescu. Din nefericire o parte a brățării, parte componentă a tezaurului, a fost topită.

#### Condamnarea
Tribunalul Ilfov, Secția Civilă-Corecțională, l-a condamnat prin sentința nr. 1603 din data de 7 mai 1876 pe Pantazescu la șase ani de închisoare corecțională și șapte de interdicție, iar pe Costache Constantinescu la un an de închisoare, dispunând pentru amândoi și plata unor sume de bani.
Dumitru Pantazescu a avut numeroase tentative de evadare, care i-au adus infirmitate. Ultima încercare de evadare a fost cu prilejul inaugurării închisorii de invalizi Cozia. Tentativa i-a fost fatală, deoarece s-a deghizat, a ieșit pe poartă, a fost recunoscut de santinele și a fost împușcat. Ziarul Telegraphulu de București a anunțat la rubrica Ultimele știri din ziua de 22 august 1884, faptul că Pantazescu a fost împușcat. Știrea a fost reluată în 28 august 1884 cu mențiunea că Pantazeescu a fost împușcat de o santinelă de la o distanță de 40 de pași și că Ministerul Justiției va publica în Monitorul Oficial un comunicat în această speță. Același ziar din 2 septembrie 1884 a anunțat că s-a desfășurat o anchetă făcută de un procuror din Vâlcea, cu privire la omorârea lui Pantazescu. Ca urmare a anchetei, directorul penitenciarului Cozia și șeful gardienilor au fost suspendați din funcțiile deținute.

### 1884 — Incendiul de la Universitatea din București
În noaptea de 24 spre 25 martie 1884, a avut loc la Palatul Universității din București un incendiu acolo „... unde stau îngrămădite colecțiunile cele mai prețioase ale țărei, precum: Biblioteca Centrală, Muzeul de Antichități, Biblioteca și Arhiva Academiei Române, Arhivele Senatului, colecțiunile de Științe Naturale și laboratoarele de chimie și fizică”. Ziarul Românul din ziua de 25 martie 1884 a relatat măsurile de salvare a exponatelor din incinta afectată de flăcări. Astfel, s-au scos obiectele din Muzeul de Științe Naturale, Muzeul de Antichități și aproape toată galeria de tablouri, fără a se înregistra deteriorări ale acestora. Toate exponatele au fost duse la Grădina Botanică. În jurul orei șase, cea mai mare parte a colecțiilor au fost puse la adăpost în Piața Universității, în jurul Statuii lui Mihai Viteazul. Acolo se puteau vedea statui antice, cărți de geografie și documente ale Academiei Române.

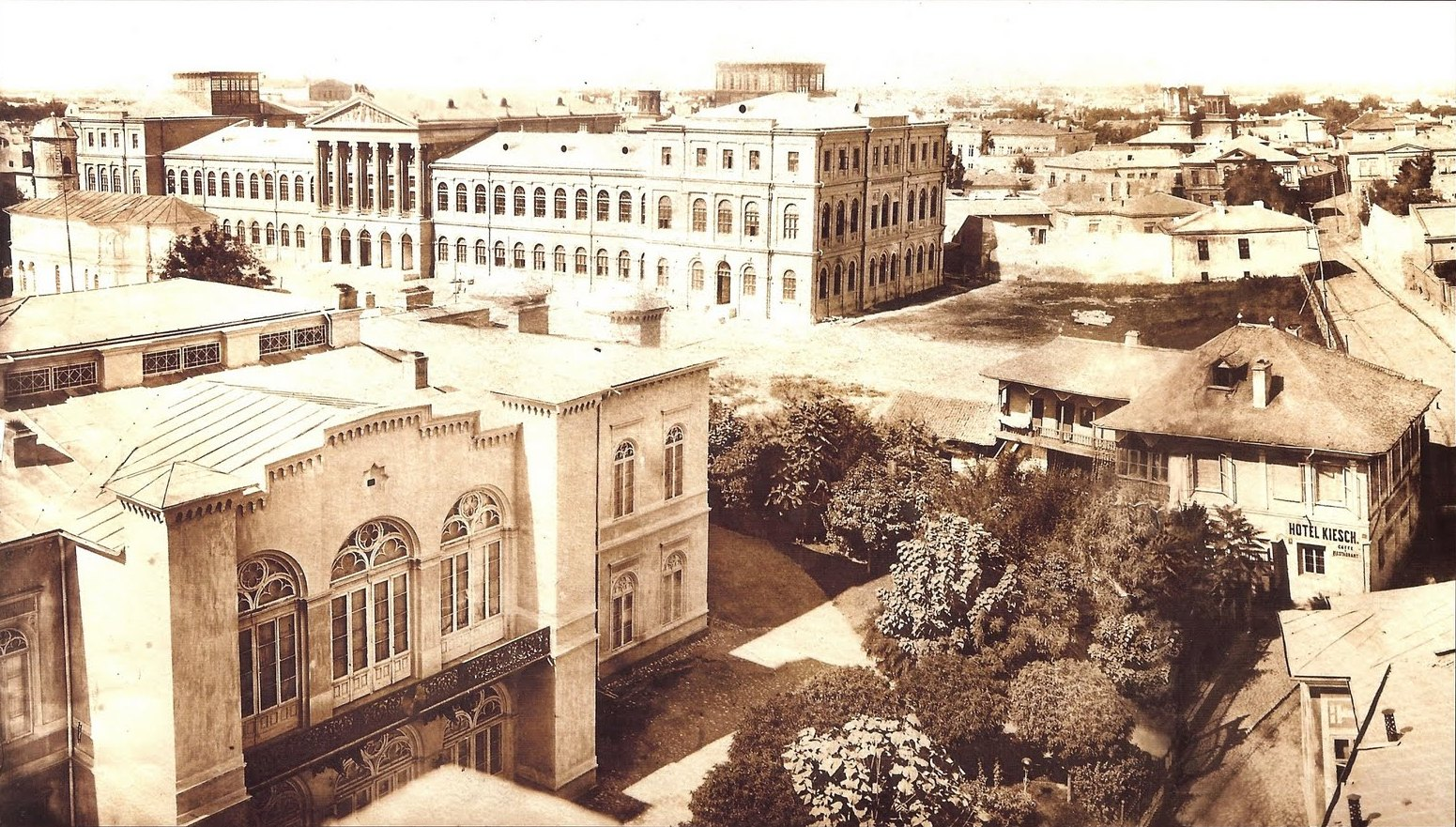
Palatul Universității - fotografie de Carol Popp de Szathmári din anul 1864, făcută din Turnul Colței. De aici a furat Pantazescu tezaurul în anul 1875 și tot aici a avut loc incendiul din 1884. Stânga jos, se vede Palatul Șuțu și stânga sus, în fața clădirii Universității, Biserica Sfântul Sava.

Colecțiile existente în acel moment în Muzeul de Antichități au fost scoase din clădirea incendiată și au fost mutate în clădirea Creditului Funciar Rural, pus la dispoziția conducerii muzeului de către Dimitrie Sturdza, care era președintele societății de credit. Din precizările rămase de la Alexandru Tzigara-Samurcaș, Tezaurul de la Pietroasa a suferit prin salvarea precipitată la care a fost supus. Ca urmare, Carol I al României a decis restaurarea tuturor obiectelor comorii.

#### Declanșarea incendiului
Din relatările apărute în ziarul Românul din data de 25 martie 1884, rezultă că incendiul a început în jurul orelor 12 noaptea. Primul care a văzut flăcările a fost un sergent de poliție ce-și făcea rondul pe bulevardul Academiei. El și câțiva oameni de serviciu din incinta clădirii afectate, au reușit să stingă începutul de incendiu care se declanșase la coșul de fum aferent sălilor servitorilor. Cu toate că incendiul părea a fi stins, grinzile prost îmbinate ale clădirii, ce intrau în interiorul coșului de fum, au luat foc și după câteva ore, incendiul s-a extins în toată puterea lui. Aripa dreaptă a Palatului, cea aflată spre strada Academiei luase foc și flăcările cuprinseră acoperișul edificiului.

#### Acțiunea pompierilor
Pe la orele patru dimineața, alarma fusese dată la toate instituțiile și lumea alerga din toate direcțiile spre locul incendiului. Pompierii ar fi trebuit să fi ajuns la locul faptei, dar așa cum se întâmpla de obicei, au sosit foarte târziu, după ce toată partea dreaptă a instituției căzuse pradă flăcărilor, cea mai mare parte a pompierilor aflându-se în afara Bucureștiului. Primul regiment de pompieri a sosit în timp util, dar neavând apă, n-a făcut mare lucru. Dovedindu-se ineficiența pompierilor, s-a făcut apel la sacagii de la Primăria Capitalei. N-au venit nici aceștia, deoarece au motivat că sunt ocupați cu repararea unui grajd care s-a dărâmat.
Pe la ora cinci dimineața, a venit cel de al doilea detașament de pompieri. Aceștia au izolat aripa dreaptă a clădirii în care erau sălile muzeului. Aripa stângă era și ea importantă, aici fiind păstrare colecțiile bibliotecii Academiei Române și Biblioteca Centrală a Statului.

#### Salvarea colecțiilor și distrugerile constatate
Pompierii erau în majoritatea lor niște recruți, din acest motiv izolarea incendiului pe aripile Palatului s-a desfășurat cu mare greutate, mulți dintre ei de abia putând să se urce pe scări. În tot acest timp se lucra asiduu la salvarea colecțiilor aflate în pericol, obiectele Muzeului de Științe Naturale și cele de la Muzeul de Antichități fiind duse în Grădina Botanică. Pe la ora șase, în jurul Statuii lui Mihai Viteazul au fost depozitate documente ale Academiei Române, cărți de geografie, statuete antice și păsări din Asia și Africa.
Obiectele Societății de Geografie nu au putut fi salvate. Obiectele de mare valoare ale societății ca ierbarul cel mai complet din România al naturalistului Dimitrie Brândză și o hartă foarte scumpă au fost distruse de flăcări. Colecțiile Școlii de Arte Frumoase au fost complet distruse. O mare parte din ce s-a putut salva, s-a dus în casa d-ului Gigurtu care se afla în apropierea bulevardului.

Locuri unde au fost depozitate colecțiile salvate din incendiul de la Palatul Universității
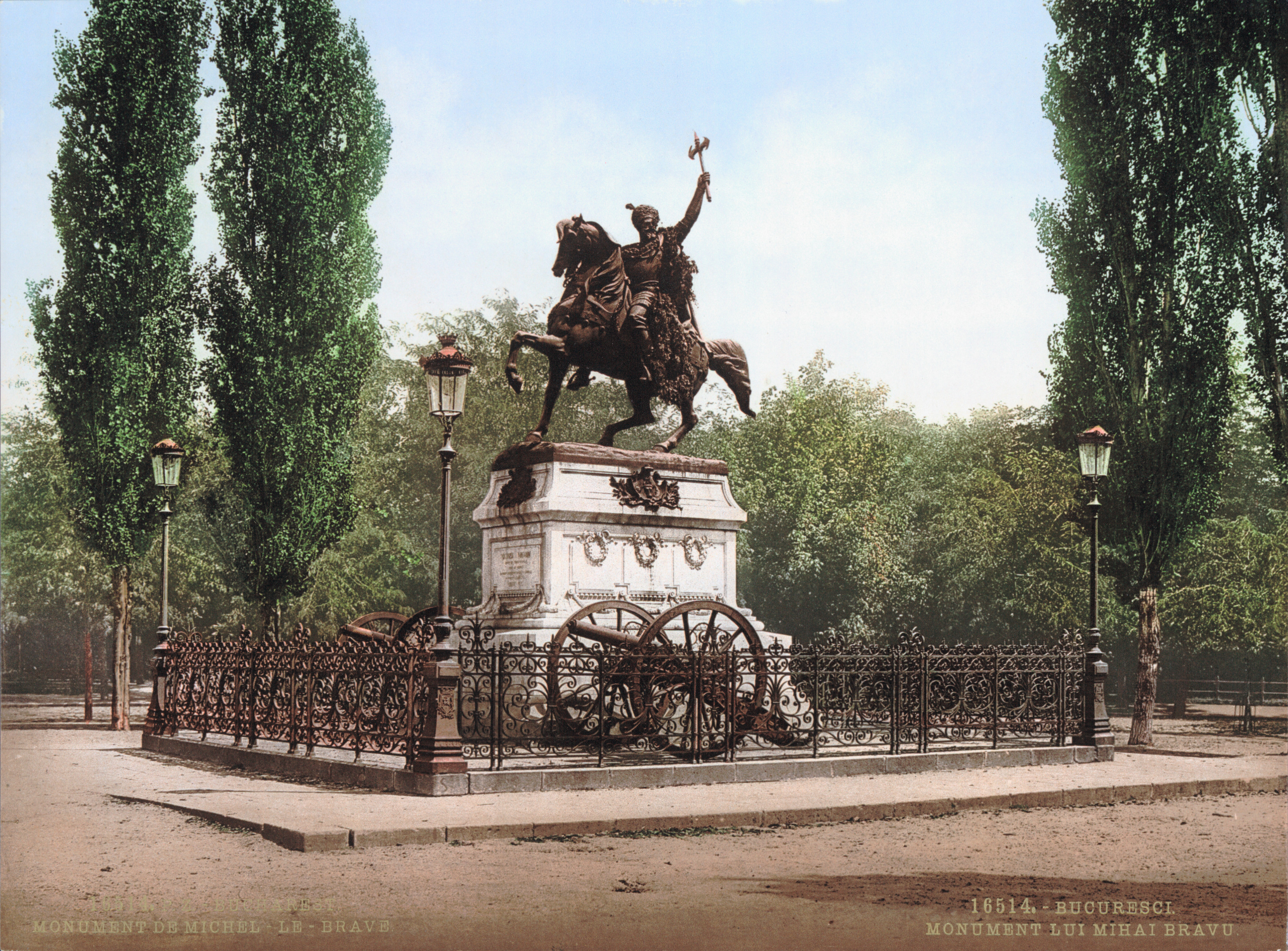
Statuia lui Mihai Viteazul din București (carte poștală - 1905)
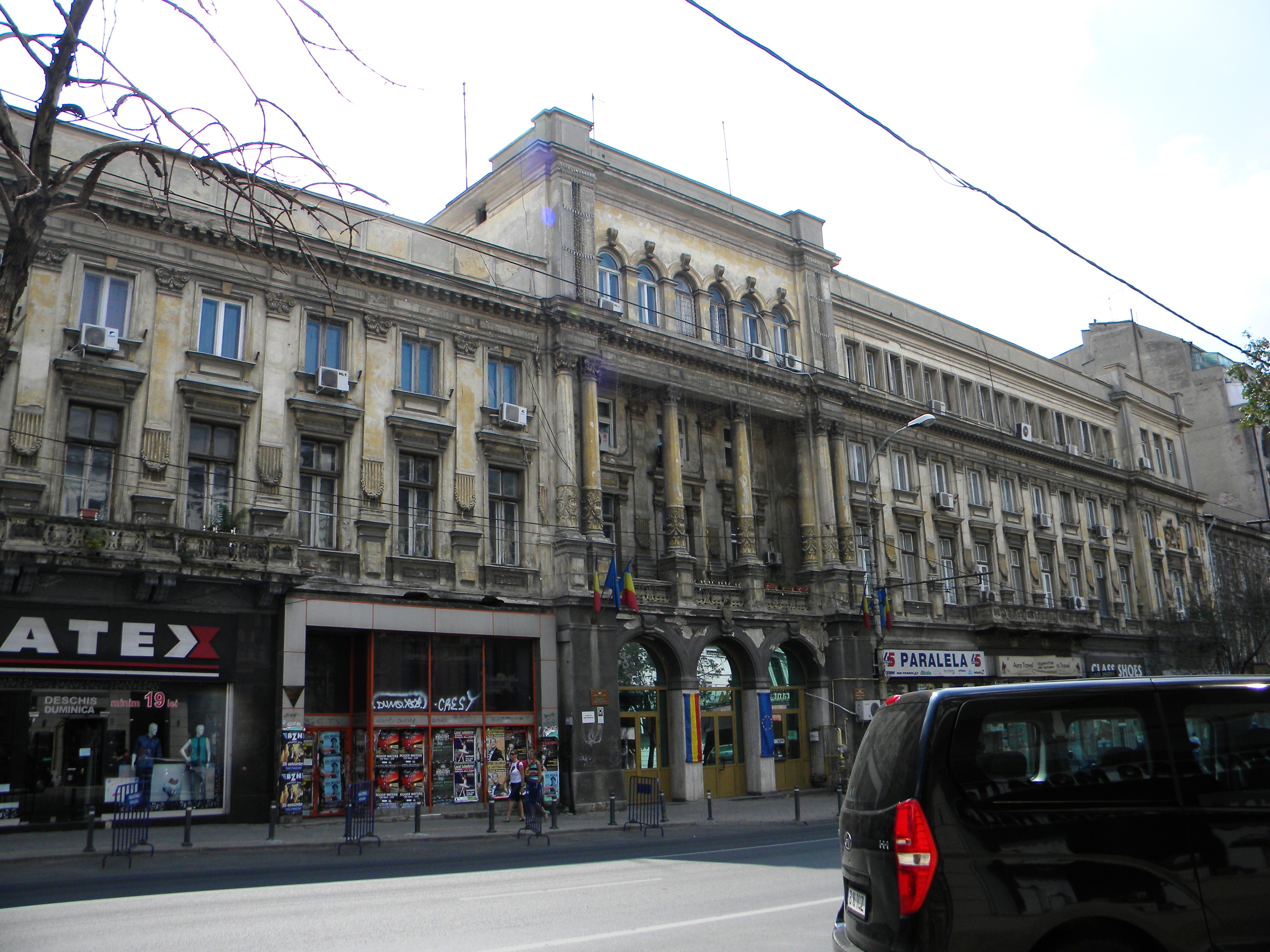
Eforia Spitalelor Civile de pe b-dul Regina Elisabeta
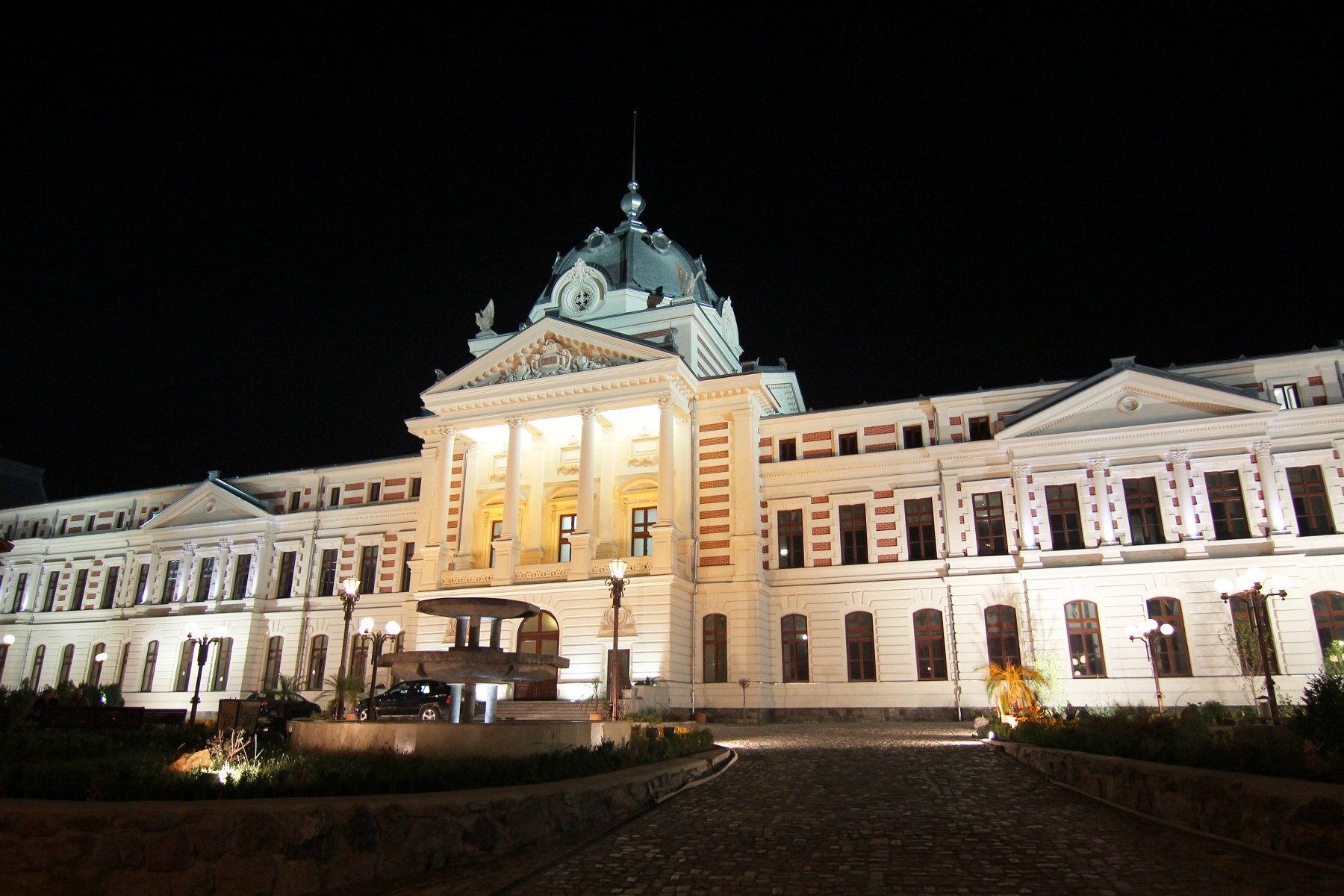
Spitalul Colțea
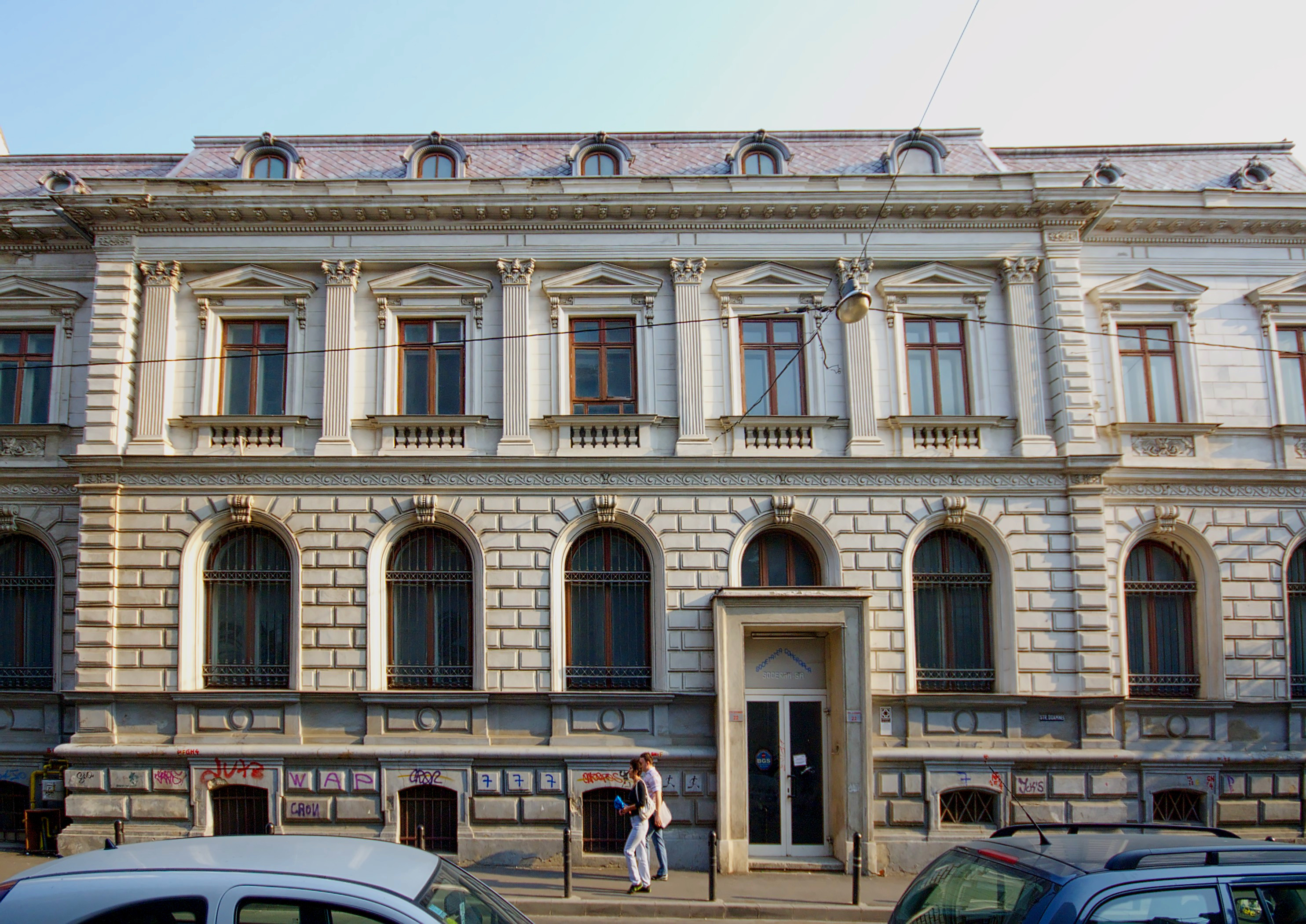
Clădirea „Creditului Funciar Rural” de pe strada Doamnei nr.10
Grădina Botanică din București

Obiectele salvate de la Muzeul de Antichități au fost duse în mod provizoriu la Eforia Spitalelor Civile, dar și la Spitalul Colțea. La final, au fost duse la localul societății „Creditul Funciar Rural” pe care Dimitrie Sturdza în calitate de președinte al societății, l-a pus la dispoziția directorului muzeului, Grigore Tocilescu. Tocilescu a supervizat operațiunea de salvare a tuturor obiectelor Muzeul de Antichități.

#### Asistență oficială
Înspre zorii zile, la Palatul Universității a sosit prefectul Poliției Capitalei, generalul Ștefan Fălcoianu, generalul Pancovici, domnii Nicolae Ionescu, Dimitrie Brândză și alți profesori universitari. Mai târziu, domnul Gheorghe Lecca, ministrul de finanțe, Dimitrie Ghica, presedintele senatului și I. C. Brătianu, președintele Consiliului de Miniștri. La ora nouă a sosit regele Carol I al României care a asistat operațiunile pompierilor mai mult timp. La ora zece și jumătate, când focul a fost izolat până la intrarea principală a Palatului, mai toți miniștrii României au fost prezenți la locul incendiului.

## 1916 - 1956 — Tezaurul României la Moscova

### 1916 — Evacuarea „Tezaurului de la Pietroasa” la Moscova
În timpul Primului Război Mondial, la sfârșitul anului 1916, Bucureștiul era amenințat cu ocuparea de către Puterile Centrale. Ca urmare, s-a luat decizia evacuării guvernului, a Băncii Naționale, a familiei regale în Moldova și împreună cu ei și a Tezaurului României. Din cauza deteriorării situației frontului românesc, s-a decis evacuarea tezaurului la Moscova, pentru o mai mare securitate. Totul s-a făcut în două transporturi. Primul, a presupus transportarea unei părți a Tezaurului Băncii Naționale, adică a lingourilor de aur și a casetelor de bijuterii ale Reginei Maria. Trenul care a fost trimis la Moscova a ajuns în ziua de 21 decembrie / 6 ianuarie 1917. Al doilea transport, care a ajuns la Moscova pe 3 august 1917, a dus tot stocul de aur al Băncii Naționale, bijuterii, arhiva băncii, tablouri, precum și alte obiecte și colecții ale unor instituții publice sau particulare. S-au dus cu această ocazie o parte din Arhivele Statului și ministerelor, actele de arhivă ale orașului Brașov și cele mai prețioase exponate ale Muzeului de Antichități printre care s-a numărat și Tezaurul de la Pietroasa „... singura urmă a trecerii goților pe la noi”. În locul rămas gol din Muzeul de Antichități au fost expuse reproducerile galvanoplastice realizate de Paul Telge.
După terminarea marii conflagrații mondiale, România a făcut numeroase demersuri diplomatice pentru recuperarea bunurilor, inclusiv prin intermediul unor organisme internaționale. A fost scrisă și o carte de către Mihail Gr. Romașcanu în care apar toate memoriile pe care România le-a făcut pe plan internațional cu privire la returnarea de Rusia a tezaurului românesc. Un exemplu este memoriul depus la Moscova, prezentat în aprilie 1922 de delegația română la Conferința de la Genova. Ca urmare a discuțiilor, conferința a dat dreptate României și a recomandat Sovietelor să restituie toate obiectele pe care le-a primit spre păstrare în anul 1917. Hotărârea a fost comunicată delegației ruse prin intermediul diplomației franceze în ziua de 2 mai 1922. Rușii nu au urmat recomandarea, dar cu ocazia tratativelor de la Viena din martie - aprilie 1924, au negociat păstrarea tezaurului românesc în schimbul recunoașterii de ei a apartenenței Basarabiei la România.

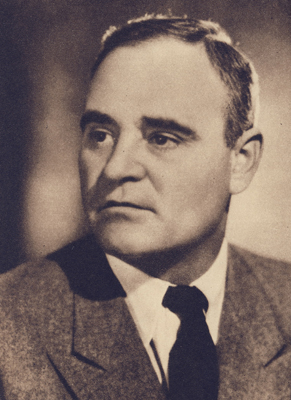
Gheorghe Gheorghiu-Dej

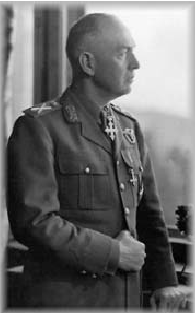
Ion Antonescu

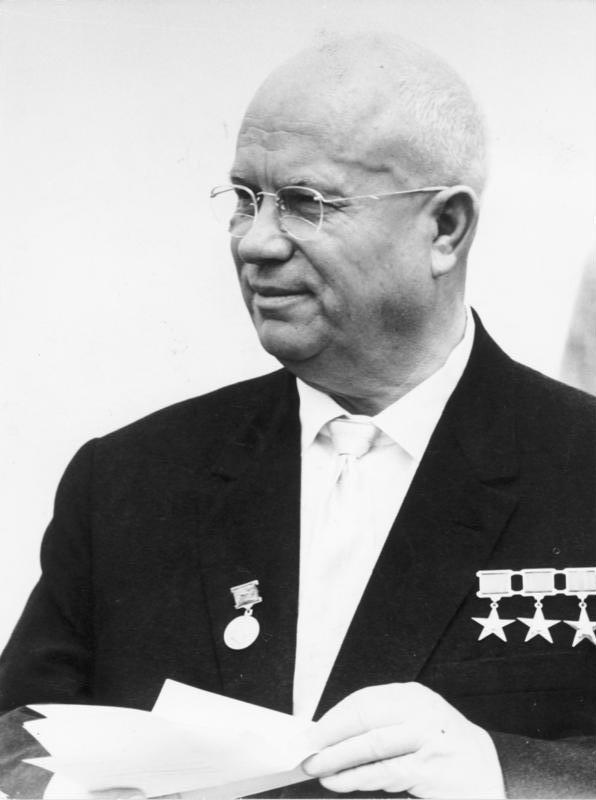
Nikita Sergheevici Hrușciov

În anul 1934, la reluarea relațiilor diplomatice dintre URSS și România, rușii au returnat o parte din valorile pe care le-au primit cu al doilea transport, așa cum au fost rămășițele pământești ale lui Dimitrie Cantemir. Tezaurul de Pietroasa nu a făcut parte din negocieri. În anul 1935, URSS a returnat României, 1.443 de lăzi „... toate sparte și răvășite, cuprinzând, cu unele lipsuri, documente ale Arhivelor Statului, ale Academiei Române, metrul și kilogramul etalon de platină, acte private de proprietate, acte particulare fără importanță. În tratativele duse cu acea ocazie, partea română a revendicat operele de artă din Pinacoteca Statului, din Muzeul Kalinderu, obiectele arheologice și artistice ale Muzeului Național de Antichități și colecția Nicolae Rosetti-Bălănescu, precum și operele de artă medievală laică și bisericească, manuscrisele, obiectele de orfevrerie ale mănăstirilor și bisericilor. Aceste cereri au rămas fără răspuns”.
La recuperarea tezaurului s-a implicat și Mareșalul Ion Antonescu în anul 1941. Acesta a dat o rezoluție pe adresa pe care Secretariatul General al Președinției Consiliului de Miniștri a trimis-o Secretariatului General al Ministerului Afacerilor Străine având în vedere referatul pe care Mihail Romașcanu l-a făcut privind evacuarea tezaurului în capitala rusă în perioada 1916 -1917. Prin rezoluția sa, Antonescu a cerut ca problema să fie adusă la cunoștința Guvernului German și a dispus trimiterea de „... dacă este posibil, fotografii constituite într-un album, ale tuturor operelor de artă, bijuteriilor și Tezaurului de la Buzău.” Albumul de fotografii trebuia dat autorităților germane de la Moscova „... pentru a încerca să le găsească. Pentru aceasta trebuie să fie identificate. În acest scop se va întocmi o comisie de oameni competenți [...], pentru a fi trimisă la Moscova să înceapă imediat investigațiile în muzee, arhive etc. Măsuri urgente...”

### 1956 — Restituirea „Tezaurului de la Pietroasa” de la Moscova
Ce a urmat demersului oficial făcut de Ion Antonescu, încă nu se știe, cert este că în anul 1956, în luna iunie, Nikita Sergheevici Hrușciov i-a comunicat lui Gheorghe Gheorghiu-Dej, hotărârea Partidului Comunist al Uniunii Sovietice de a restitui Republicii Populare Române „... valorile istorice ale artei aplicate, decorative și plastice românești” pe care România le-a trimis spre păstrare în timpul Primului Război Mondial. Dej, a răspuns lui Hrusciov printr-o scrisoare de mulțumire prin care a precizat și dorința sa de a trimite o delegație la Moscova pentru preluarea obiectele de patrimoniu. Dej a explicat lui Hrusciov că va organiza cu ocazia sărbătorii naționale de la 23 august 1956, o expoziție a obiectelor predate de Guvernul Sovietic.
Mai mulți istorici și-au pus întrebarea datorită cărui motiv ar fi făcut rușii această restituire de patrimoniu, acest fapt fiind în contradicție evidentă cu toate demersurile eșuate, făcute de-a lungul a peste treizeci de ani. Răspunsul pare a fi - inițiativa a aparținut conducerii PCUS care în aprilie 1956 a procedat similar în cazul Republicii Democrate Germania, returnând capodoperele de artă ale Galeriei de la Dresda.
Delegația românească ce s-a deplasat la Moscova în ziua de 28 iulie 1956, a fost compusă din Tudor Arghezi, Andrei Oțetea, George Oprescu, Constantin Prisnea, Marius Bunescu, șeful delegației Mihai Ralea și mai multe persoane care s-au ocupat cu ambalarea obiectelor. Din consemnările lui George Oprescu, delegația a fost primită de Kaflanov, ministrul adjunct al Culturii. Generalul Vedenin, comandant al Kremlinului, a ținut un discurs din care „... emana o admirație nemărginită pentru Tezaurul nostru de artă. În afară de imensa valoare artistică și istorică a pieselor, ele reprezintă, după părerea sa, o mare valoare materială. Sunt în total 33 kg. de aur, 690 kg. de argint, 22.12 carate de briliante, 30.03 carate de rubine, 184.5 carate de smaralde, apoi 1350 de picturi, gravuri și desene, dintre care 120 de Grigorescu, pe lângă altele de Szathmary, Aman, Luchian, Andreescu, în total, împreună cu cele peste 35.000 monede rare, 39.320 de piese. Numai Tezaurul de la Pietroasa, din sec. al IV-lea al erei noastre, cântărește 19.736 kg de aur. Ne-a povestit — ca un exemplu concret al impresiei produse asupra savanților sovietici — că profesorul de arheologie, venit să studieze acele piese unice, a stat 2 ore în fața lor și a declarat că de 40 de ani povestește studenților despre acest tezaur, fără să-l fi văzut și fără să bănuiască că el se găsea atât de aproape, în Kremlin.” Tudor Arghezi a ținut un toast la Kremlin cu prilejul recuperării tezaurului, discurs pe care l-a publicat ulterior în cartea Lume veche, lume nouă.
Presa din România a rezervat evenimentului spații largi. Astfel, s-au scris articole de Tudor Arghezi cu Restitutio in integrum, George Călinescu cu Cloșca cu pui, Constantin Daicoviciu cu Valori istorice, Marius Bunescu cu Îmbogățirea patrimoniului nostru artistic, George Oprescu cu Comorile nostre se întorc acasă etc. În reviste de specialitate a publicat Ecaterina Dunăreanu-Vulpe cu Informații despre Tezaurul de la Pietroasa, George Oprescu cu volumul Studii asupra Tezaurului restituit de URSS și studiul Ecaterinei Dunăreanu-Vulpe Tezaure antice unde a analizat și Tezaurul de la Pietroasa.
Tezaurul de la Pietroasa a fost prezentat publicului din România cu ocazia unei mari expoziții deschise la Muzeul de Artă al Republicii care s-a deschis în ziua sărbătorii naționale 23 august 1956. Ziarul Scânteia din 22 august 1956 a consemnat evenimentul cu titlul Vizitarea expoziției Tezaurului românesc înapoiat de la Moscova. În același ziar, Mihai Ralea a scris articolul Înalta semnificație a unui gest prietenesc.

## Restaurările tezaurului

### 1838 - 1840 — Restaurarea lui Bisterfeld
În data de 26 noiembrie 1838, Tezaurul de la Pietroasa urma să fie expus la Muzeul de Antichități din București. Eforia Școalelor analizând obiectele a constatat că „... fiind trebuință a se face oareșcare reparatură, spre a se aduce pă <cât> să va putea în starea lor cea dintâi” a încheiat un contract de restaurare și reparații cu giuvaergiul Bisterfeld. Valoarea contractului nr. 1112 / 26 noiembrie 1938, a fost de patruzeci de galbeni împărătești, aurul folosit la reparații trebuind a fi plătit la terminarea restaurărilor cu un galben gramul. Bisterfeld a demarat restaurarea care a fost dusă la bun sfârșit în data de 13 ianuarie 1840. Obiectele au fost restituite Eforiei Școalelor care a dispus plata prin decizia nr. 65 / 13 ianuarie „... numitului patruzeci galbeni împărătești, ce fac lei 1260, tocmeala lucrului pentru îndreptarea acelor obiecte”.

### 1867 — Restaurarea de la Paris
În anul 1867 s-a făcut o restaurare a obiectelor pentru a fi prezentate la Expoziția internațională din acel an, de către un bijutier neprecizat.

### 1884 — Restaurarea lui Telge
Din cauza stricăciunilor pricinuite de la descoperire sa, trecând prin jaful lui Pantazescu și incendiul din Palatul Universității din București, regele Carol I al României a decis în anul 1884, repararea tuturor obiectelor componente ale Tezaurului de la Pietroasa. Cel care a fost selectat, a fost specialistul în restaurări, recunoscut ca atare în acele vremuri, Paul Telge. Din mențiunile lui Alexandru Tzigara-Samurcaș, Paul Telge a amintit într-o publicație a sa, intitulată Prahistorische Goldfunde din anul 1885, cinci lucrări de restaurare pe care le-a realizat, printre care se afla și „De la Pietroasa «Comoara Regelui Athanarich al Goților vestici»”.

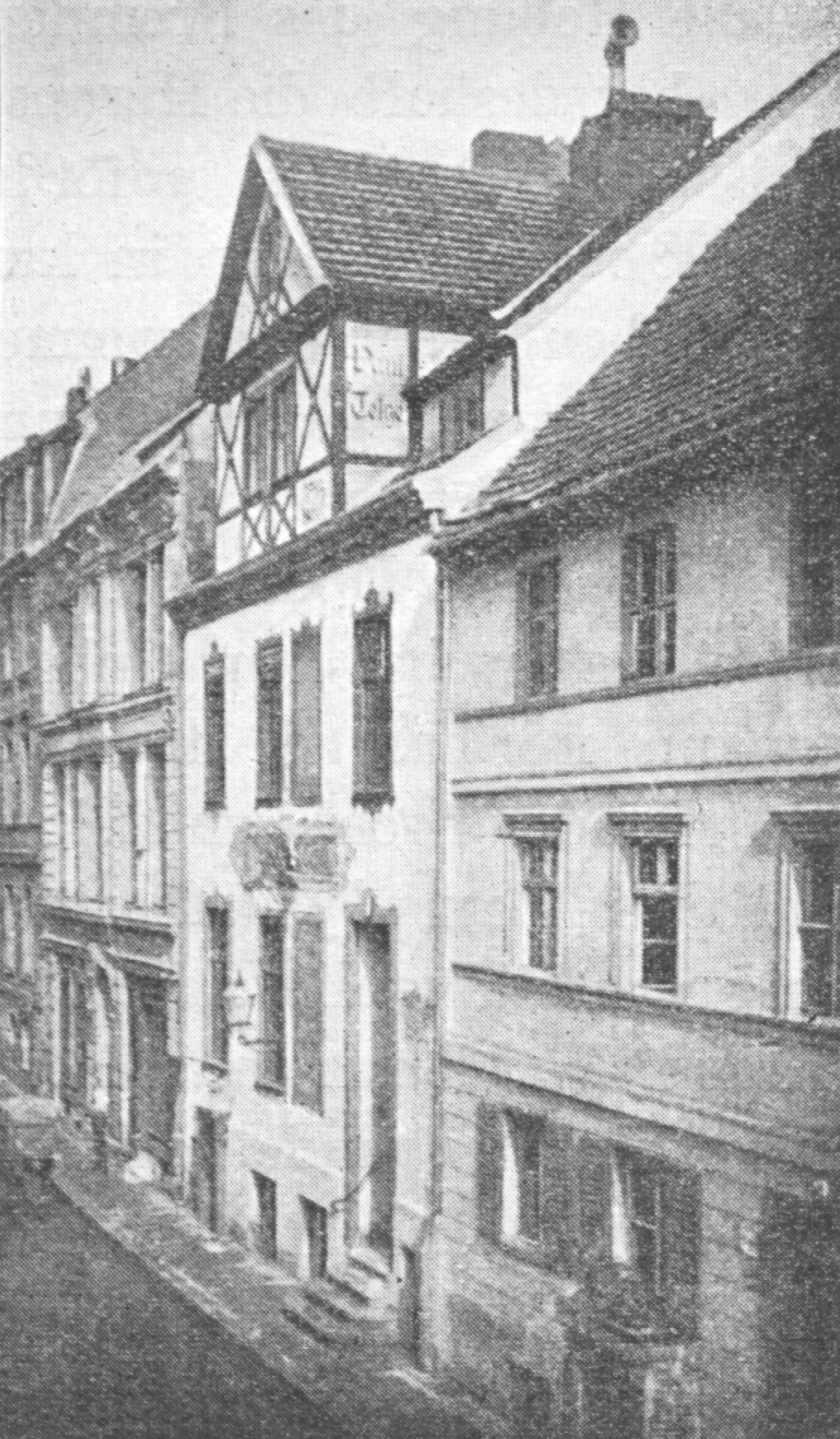
Casa lui Telge de pe Holzgartenstrasse, nr. 8

Cu această ocazie, la capitolul referitor la tezaur a dat și șapte reproduceri ale principalelor obiecte și informații despre descoperirea comorii, a componenței și dimensiunile exacte ale fiecărui obiect în parte. Amănuntele pe care Telge le-a dat, reprezintă sursa cea mai autorizată și mai precisă din care se relevă gradul de deteriorare al obiectelor de la distrugerile lui Verusi și comprimarea lor de către Pantazescu. Valoarea informațiilor lui Telge este și mai mare, deoarece completează lipsa notițelor pe care le-a promis Alexandru Odobescu în prefața operei sale Le Trésor de Pétrossa, cu privire la starea obiectelor și pe care nu le-a mai publicat. În continuarea articolului său, Alexandru Tzigara-Samurcaș a dat extrase din raportul prezentat de către Paul Telge. În raport, Telge a mai menționat că și-ar fi dorit ca tezaurul să fie trimis la Berlin în luna iulie.
Cercetătorului Marcel Ciucă a precizat că în fața certitudinii că Paul Telge a restaurat Tezaurul de la Pietroasa, conform publicației Prahistorische Goldfunde din anul 1885, înseamnă că restaurarea s-ar fi produs în luna iulie a anului 1884 și nu în iulie 1885 așa cum a considerat Corneliu Ștefan. Cel din urmă a precizat în plus că:
„... Știind că orice călătorie făcută de Cloșca cu puii de aur peste hotare fusese plină de încercări, Grigore Tocilescu aduse problema în Parlament. Se citi astfel raportul lui Telge în fața deputaților și logica argumentelor convinse. [...] Din fericire, aici el nu mai trăi nici o aventură periculoasă, întrucât fuseseră luate măsuri severe de securitate. În fața atelierului de pe Holzgartenstrasse, nr. 8, unde se afla cazat dificilul oaspete, putrulau zi și noapte polițiștii.”
----- Corneliu Ștefan: Aventurile Tezaurului „Cloșca cu puii de aur”, București, Editura Sport-Turism, 1979, pag. 70 - 71
Mircea Babeș a susținut că raportul lui Telge ar fi putut data din anul 1884, atunci când restauratorul l-a examinat pentru prima oară. Marcel Ciucă, în cercetările pe care le-a efectuat cu privire la tezaur, nu a reușit să afle informații suplimentare care să fie datate în perioada mai - decembrie 1884 și nici alte date care să certifice discutarea problemei, susținută de Corneliu Ștefan, în Parlamentul României. De fapt nu se cunoaște nici data la care Tezaurul de la Pietroasa a fost trimis la Berlin.

#### Raportul lui Telge
Raportul lui Paul Telge din iulie 1884 se află la Biblioteca Academiei Române în arhiva Odobescu, II (2), Ms. 14. Pe fila care conține titlul scrie „Raportu Paul Telge asupra reparării tezaurului de la Pietroasa cu traducerea lui Polonik [arheologul, topograful și cartograful Pamfil Polonic, n. r.] (din hârtiile lui Tocilescu, date mie de anticarul Zwebel, la + (decesul (?), n. r.) lui Tocilescu. A. T.” Raportul a fost publicat de Telge în revista Prähistorische Goldfunde, Berlin, 1885, pag. 21-26. Extrase din el au fost publicate de Alexandru Tzigara-Samurcaș, documentul a fost tradus integral de Rodica Oanță-Marghita și publicat integral în cartea lui Marcel Ciucă din anul 2010.
Ca urmare a cererii pe care autoritățile de la București i-au făcut-o pentru restaurarea Tezaurului de la Pietroasa, Paul Telge i-a comunicat ministrului Dimitrie Sturdza că pentru a realiza în fapt cererea, întreg tezaurul trebuia dus la Berlin pentru examinarea tuturor pieselor componente și conceperea unui plan de reparare radicală a lor. Telge a precizat că întreg tezaurul și-ar recupera frumusețea originală, s-ar consolida structural și ar avea de câștigat dacă:
- reparațiile vor fi făcute cu cea mai mare atenție și acuratețe;[91]
- toate fragmentele care lipsesc ar fi înlocuite cu piese similare confecționate dintr-un bronz de o anume nuanță de culoare.[91]

Paul Telge a primit tezaurul, și-a pregătit aparatura de restaurare în bronz și s-a folosit de doi dintre cei mai buni angajați restauratori cu care lucra de obicei, estimând că timpul necesar reparării tezaurului românesc s-ar întinde pe parcursul a patru săptămâni de lucru:
- Expertiza vasului dodecagonal — Grigore Tocilescu a fost prezent în momentul în care Telge a examinat tezaurul și bucățile desprinse din locul lor. După cum a afirmat Telge, acesta a fost convins de argumentele restauratorului prin care precedenta acțiune de reparare nu a fost în niciun caz o restaurare, ci mai degrabă o ruinare a obiectelor.[138] Exemplul dat de Telge a fost vasul dodecagonal care prezenta 53 de găuri date, prin intermediul cărora piesele erau legate cu sârmă (drot) și lipituri cu cositor. În modul cum a fost lucrat, sustenabilitatea structurii vasului era una primitivă, imaginea obiectului fiind cu totul alta decât ce ar fi trebuit să fie, rezultatul lucrăturii în cositor răpindu-i cu totul frumusețea. Telge a sugerat că lucrătura de cositor trebuia înlocuită integral cu o structură din bronz. Situația era similară și la vasul octogonal.[138] Meșterul precedent, autor al așa zise restaurări, a înșirat după cum i-a venit la mână părțile desperecheate ale vasului și i s-a întâmplat nu numai să schimbe între ele piesele, ci a schimbat piesele ce aparțineau vasului dodecagonal cu cele ale celui octogonal și viceversa. Mai mult, piesele care nu se prea potriveau, le-a făcut să se potrivească, încovoindu-le. Ca urmare, a rezultat că vasul dodecagonal avea în partea de sus toate cele 12 părți principale, ca și cele 12 intermediare ce unesc inelul de sus cu cel de jos, din acesta din urmă fiind lipsă două treimi. Din partea de jos au rămas doar 11 piese, lipseau 11 părți de legătură dintre fund și toarta de jos, existând doar una. În rest, exista doar o toartă și fundul. Privind toarta, era evident că înainte de distrugerea vasului, exista fixată o panteră sau un alt animal.[138]

La a doua toartă s-au păstrat două fragmente foarte bine conservate, împodobite cu granate, demonstrându-se astfel că tezaurului fusese făcut cu multă grijă, fiind unul deosebit de frumos. Toate pietrele prețioase au fost lustruite și rotunjite în scop ornamental. Fragmentele care s-au păstrat relevă și tehnica deosebită care a fost folosită pentru realizarea obiectelor. Originalitatea a fost folosirea granatului care are o licărire naturală roșie, ce devine închisă când este aplicată pe aur.
- Expertiza vasului octogonal — Vasul era ruinat total. Telge a opinat că vinovații erau descoperitorii sau Pantazescu. Inelul al doilea, cel inferior, era incomplet.[139] O parte era lipsă, celelalte prezentau procente mai mari sau mai mici de ruinare. Situația era similară și la părțile de legătură ale acestuia cu fundul. S-au păstrat doar șase părți de legătură disparate. Telge a găsit doar șapte plăci de umplutură, din care la trei lipseau bucăți, și au lipsit toate ramele acestora. Fundul s-a păstrat în condiții bune. Restaurarea vasului octogonal a avut efecte de ruinare mai mari decât la cel dodecagonal.[138] Similar primului vas, s-au găurit părțile separate și cele ruinate, s-au pus niște lame înguste și mici de aur, probabil din același aur de tezaur, și s-au țintuit împreună cu cuie de cositor - cioaie ordinară. Prin această modalitate primitivă de restaurare, pe lângă faptul că s-au ruinat și mai mult obiectele restaurate, ele au devenit mai puțin trainice. Mai mult, mici umpluturi de cioaie au fost legate cu sârmă în ramele cele mari. Toartele s-au păstrat amândouă împreună cu panterele. Una din pantere avea coada și o parte din spate lipsă.[139] Pe lângă toate acestea, pantera în cauză era ruptă în patru bucăți, lipsindu-i aproape toate pietrele prețioase.[139] Cealaltă panteră a fost găsită în stare bună, chiar restaurată foarte bine, ea fiind singura parte a unui obiect al tezaurului despre care Telge a afirmat așa ceva.[140]

Inelul superior al vasului avea toate părțile ce ar fi trebuit să se unească cu cel inferior tăiate cu dalta, fiind desfăcute din structură. Dintre cele care s-au păstrat, s-a conservat doar una, una era făcută bucăți, două lipseau și celelalte erau tăiate cu dalta și erau cizelate de-a lungul lor. Plăcilor de umplutură și capsulei nu li s-a dat vreo importanță și trebuiau a fi fixate.
- Expertiza colanului elipsoidal — giuvaerul era cu totul distrus. Acesta este o lucrare foarte fină compusă dintr-o mulțime de mici fragmente și ca urmare, a necesitat o restaurare absolut necesară a cărei complexitate și acuratețe se poate numai imagina.[138]

- Expertiza fibulei mari — și acest obiect se afla într-o stare precară. Lipsea toată partea de piept a șoimului.[139] Telge a precizat că pieptul poate fi întregit cu bronz folosind vechile desene ale obiectului care s-au păstrat. Restaurarea anterioară s-a mărginit de a lipi câteva lame de cioaie cu pene.[139] Prinderea granatelor s-a făcut primitiv cu foițe de aur lipite, la care Telge a găsit chiar și urme de cenușă. Filbula avea, conform vechilor desene, o bucată originală de lanț ce era prinsă de obiect. Telge a afirmat că restul lanțurilor vor fi reconstituite tot din bronz, dar de o altă nuanță de culoare.[140]

- Expertiza celorlalte fibule — cele trei fibule, cele două mijlocii și cea mică, puteau fi reparate ușor, cu excepția lanțului dintre cele două fibule mijlocii ce se putea reconstitui doar pe baza desenelor făcute în trecut. Trebuiau reconstituite și părțile inferioare ale lanțurilor fibulei mici, care încep atârnând dublu și se termină jos în trei părți pe care sunt aplicate perlele ca pandantive, din trei perle existând doar două. Una dintre fibulele mijlocii avea lipsă patru pandantive și trebuiau a fi reîntregite lanțurile aferente.[140]

- Expertiza talerului tăiat cu dalta în patru bucăți — Paul Telge a precizat că îl poate doar repara prin lipirea cu cositor pe spatele talerului de lame pentru fixare, acest demers fiind doar unul provizoriu până va găsi vreo procedură ce ar duce la o reparare radicală.[140]

- Expertiza ibricului — acest obiect mai fusese o dată lipit, fiind suflat cu argint.[140] Modul de lucru al restauratorului precedent arată deplina lipsă de profesionalism de care a dat dovadă acesta, Telge numindu-l cârpaci posterior.[140] Bucățile pe care le-a lipit cârpaciul mai existau încă, în acel moment, topite pe ibric. Restauratorul a dat lovitura de grație prin aplicarea de cositor suplimentar pentru a consolida lipitura. Rezultatul a fost exact invers, totul s-a desfăcut din nou.[140] Partea inferioară a mănușii a țintuit-o de burta ibricului. Părțile bulbucate de jos, fiind libere, cârpaciul le-a lipit cu cositor. Telge a promis că va face ibricului toate restaurările necesare.[141]

- Expertiza inelului runic — Telge a fost de părere că inelul cu inscripție runică ar fi trebuit adus la forma inițială, reîntregind litera ruinată prin tăiere.[141]

#### Planul lui Telge de restaurare a vaselor poligonale
Paul Telge a afirmat că face o restaurare parțială, la fața locului (la București, n. r.), a vaselor poligonale și că în trei zile a și reușit să lipească bucățile unuia din vase. Ceea ce a construit a fost un coșuleț din 30 de bucăți, restul structurii declarând că nu o poate realiza decât la Berlin, deoarece îi trebuia un piedestal special și multe bucăți trebuiau a fi fixate cu droturi. Telge a precizat că a doua panteră era într-o stare de speriat. Cârpaciul a luat o bucată a ei și a lipit-o cu cositor peste cealaltă. Prin această procedură aplicată, pantera a devenit mai scurtă, devenind mai puțin trainică. Ca urmare, el trebuia să separe cositorul de aur pe cale chimică și să o potrivească din nou. În rest, trebuia să desfacă toate cuiele și plăcile. Părțile lipsă trebuiau înlocuite cu părți realizate din bronz.

## Copii ale tezaurului
- La Expoziția de la Muzeul South-Kesington de la Londra din anul 1868, toate obiectele tezaurului au fost fotografiate și unora li s-au făcut copii galvanoplastice.[74]

- Cu ocazia restaurării Tezaurului de la Pietroasa din anul 1884, Paul Telge a realizat și o copie a acestuia cu tehnica galvanoplastiei.[1] În însemnările pe care le-a făcut Alexandru Tzigara-Samurcaș, acesta a precizat că tezaurul care a fost trimis în anul 1911 la Expoziția de la Roma, a fost de fapt o copie a lui,[1] deoarece „... având în vedere legendele ce învăluiau tezaurul, se explică de ce, în 1911, cerându-mi-se, în calitate de Comisar al României pe lângă expoziția Centenarului Romei, să aduc în Cetatea eternă originalele de la Pietroasa, cu aprobarea ministrului de externe de atunci, Titu Maiorescu, care își amintea de ponosul îndurat de Odobescu după expoziția de la Londra, am fost autorizat a expune numai reproducerile galvanoplastice ale lui Telge.”[77] Din afirmațiile pe care le-a făcut istoricul și arheologul român Ecaterina Dunăreanu-Vulpe, în anul 1967 când a publicat volumul intitulat Tezaurul de la Pietroasa, ceea ce expunea Muzeul de Antichități din București, nu era Tezaurul de la Pietroasa, ci copiile galvanoplastice realizate de Paul Telge în anul 1884.[81]

## In memoriam

### Numismatică
- În anul 2001, Banca Națională a României a emis patru monede din seria Istoria aurului cu valori nominale de câte 500 lei. Ele au formă octogonală, au o greutate nominală de 6,22 grame fiecare, cu o rază a monedei de 11.75 mm. În interior este figurat un octogon cu o latură de 9 mm. Moneda este realizată din aur cu titlul de 999‰ și are pe avers textul ROMÂNIA 2001 - 500 LEI. În centrul aversului este gravată stema României înconjurată de o linie ondulată dublă, inspirată din modelul ornamental existent pe tipsie.[142]

Pe reversul monedelor sunt gravate inscripția circulară TEZAURUL DE LA PIETROASA, un cerc liniar în interior și câte o piesă din tezaur: fibulele mijlocii, fibula mare, vasul oenochoe (ibricul) și vasul dodecagonal. Data emisiunii este 20 decembrie 2001. Tirajul maxim prevăzut fiind de 250 de seturi. Întregul tiraj este de calitate proof.
- La 17 decembrie 2012, Banca Națională a României a emis o monedă cu valoare nominală de 10 lei, în seria Istoria aurului. Fiecare monedă are diametrul de 13,92 mm, este realizată din aur cu o greutate de 1,224 grame, cu titlul de 999‰ și are cantul zimțat. Pe avers sunt gravate textul ROMANIA 10 LEI, milesimul 2012, stema Românei precum și o porțiune cu mai multe personaje de pe Patera din Tezaurul de la Pietroasa. Reversul are gravată o imagine în perspectivă a Paterei. Deasupra ei este gravat personajul din centrul Paterei. Sus și jos sunt inscripționate textele PATERA și respectiv TEZAURUL DE LA PIETROASA. Întregul tiraj de 500 de monede este de calitate proof.[143]

### Filatelie

Seria de mărci poștale emise în anul 1973 de Poșta Română
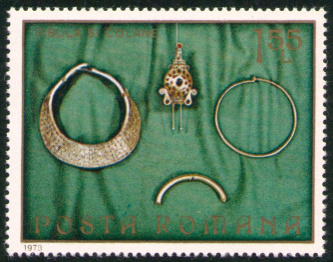
Colanul, veriga, fibula mică și două fragmente
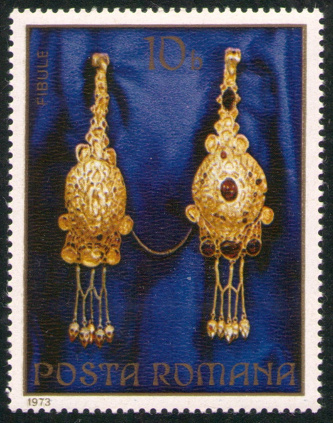
Fibulele mijlocii
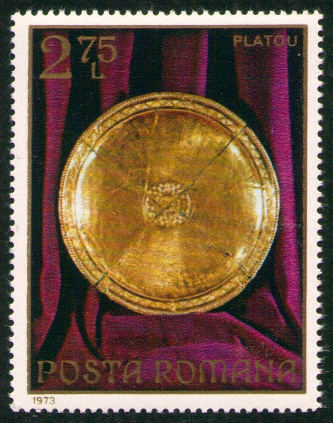
Talerul frânt în patru
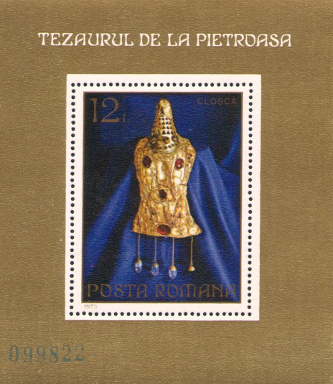
Coliță cu Fibula mare
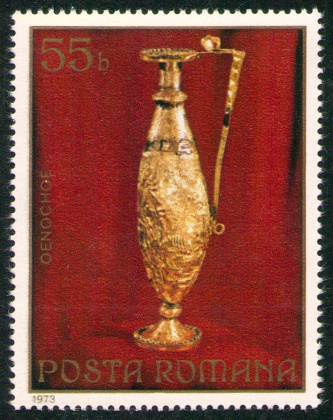
Ibricul
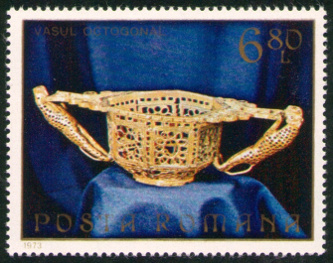
Vasul octogonal
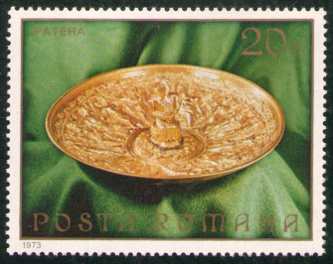
Patera

### Reprezentări în arta plastică românească
- Henric Trenk este notabil la capitolul realizări prin faptul că a fost folosit ca specialist în fixarea imaginii documentare de monumente, pietre funerare și epigrafe. El a ilustrat studiul lui Alexandru Odobescu despre Tezaurul de la Pietroasa.[144]

- Viorel Mărginean a realizat în anul 2001 tabloul „Cloșca cu puii de aur”, fiind pictat în ulei pe pânză, cu dimensiunea de 61 pe 81 cm.[145]

## Bibliografie

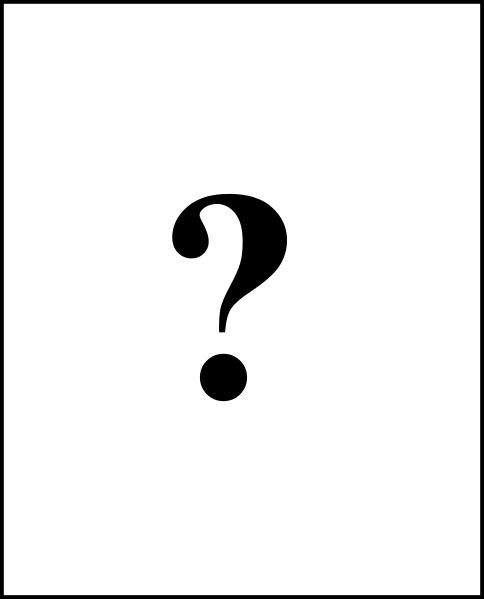
Marcel-Dumitru Ciucă - (ajutați Wikipedia și găsiți imaginea)

## Veziși
- Tezaurul de la Sânnicolau Mare
- Tezaurul de la Șimleu Silvaniei-Cehei
- Cultura Sântana de Mureș-Cerneahov

## Legăturiexterne
- Monede înfățișând tezaurul

1. ↑  foto.agerpres.ro: Manifestări dedicate Unirii - Marcel-Dumitru Ciucă - accesat 1 septembrie 2022